# Limes Pannonicus

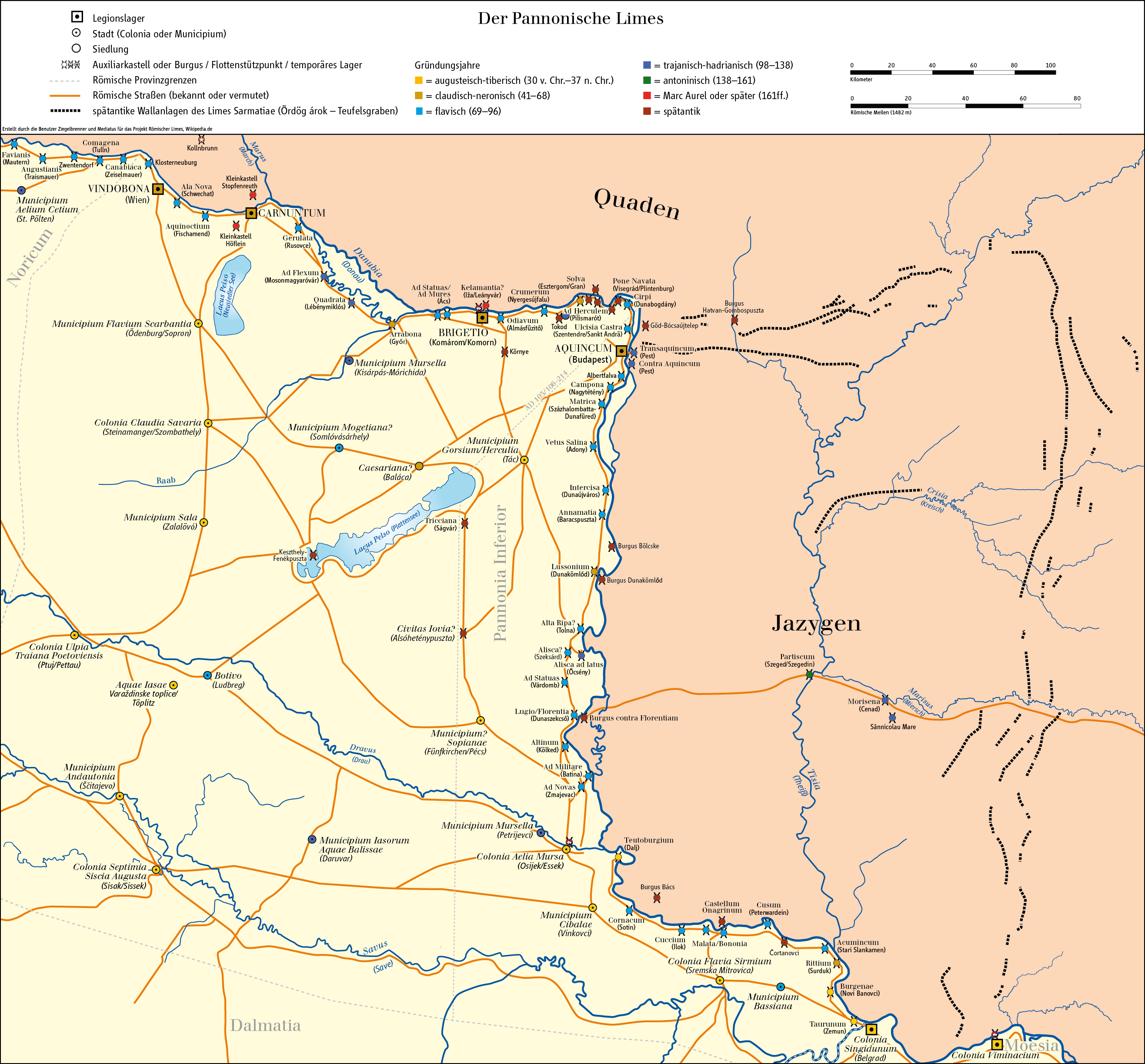
Der Limes in Pannonien

Die Grenzverschiebungen Pannoniens mit den Legionslagern, Deduktionskolonien und der Bernsteinstraße zwischen dem 1. und 4. Jahrhundert

Die valentinianische Festungskette am Pilisgebirge

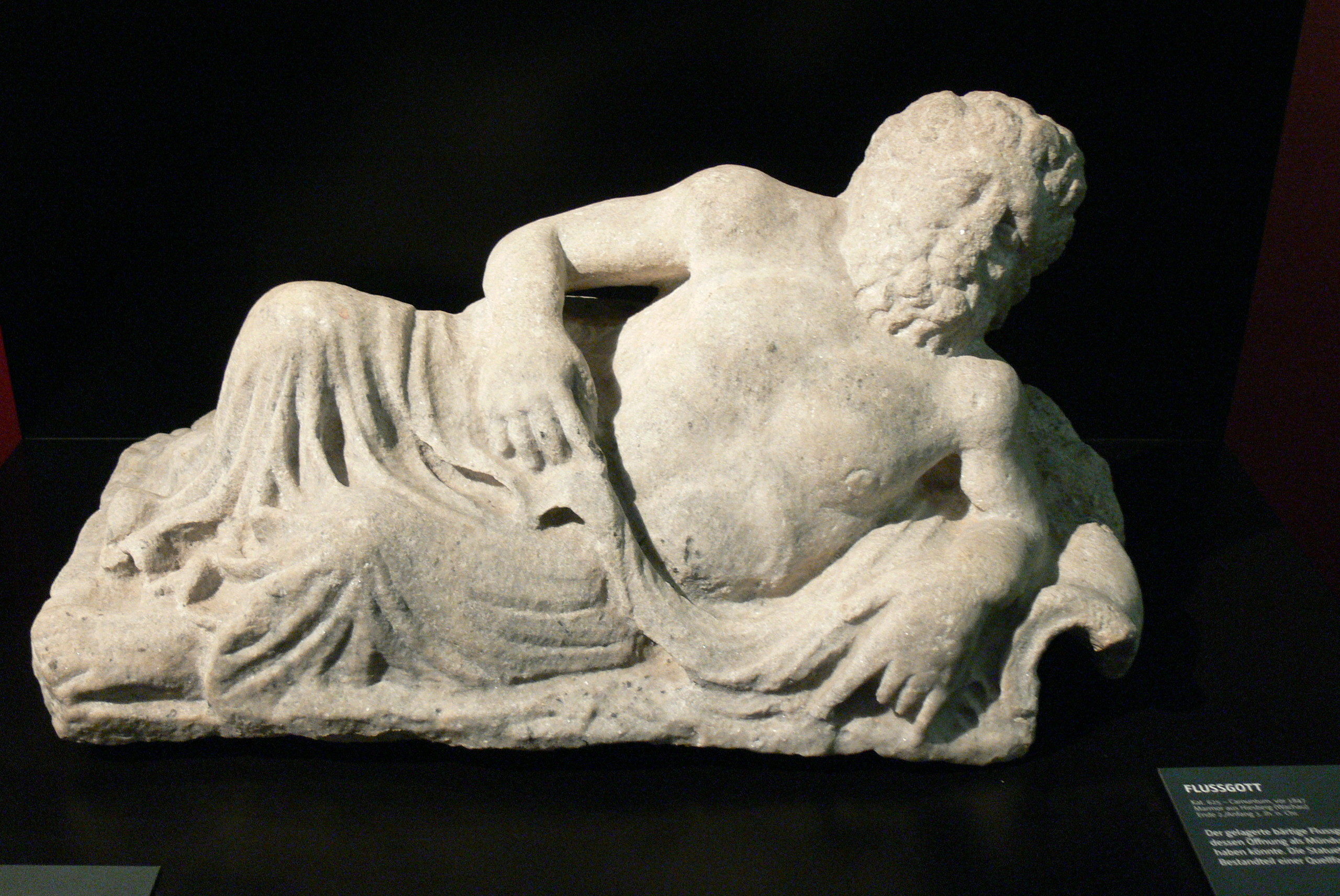
Skulptur eines Flussgottes, vielleicht Danuvius (3. Jh. n. Chr.), Museum Carnuntinum

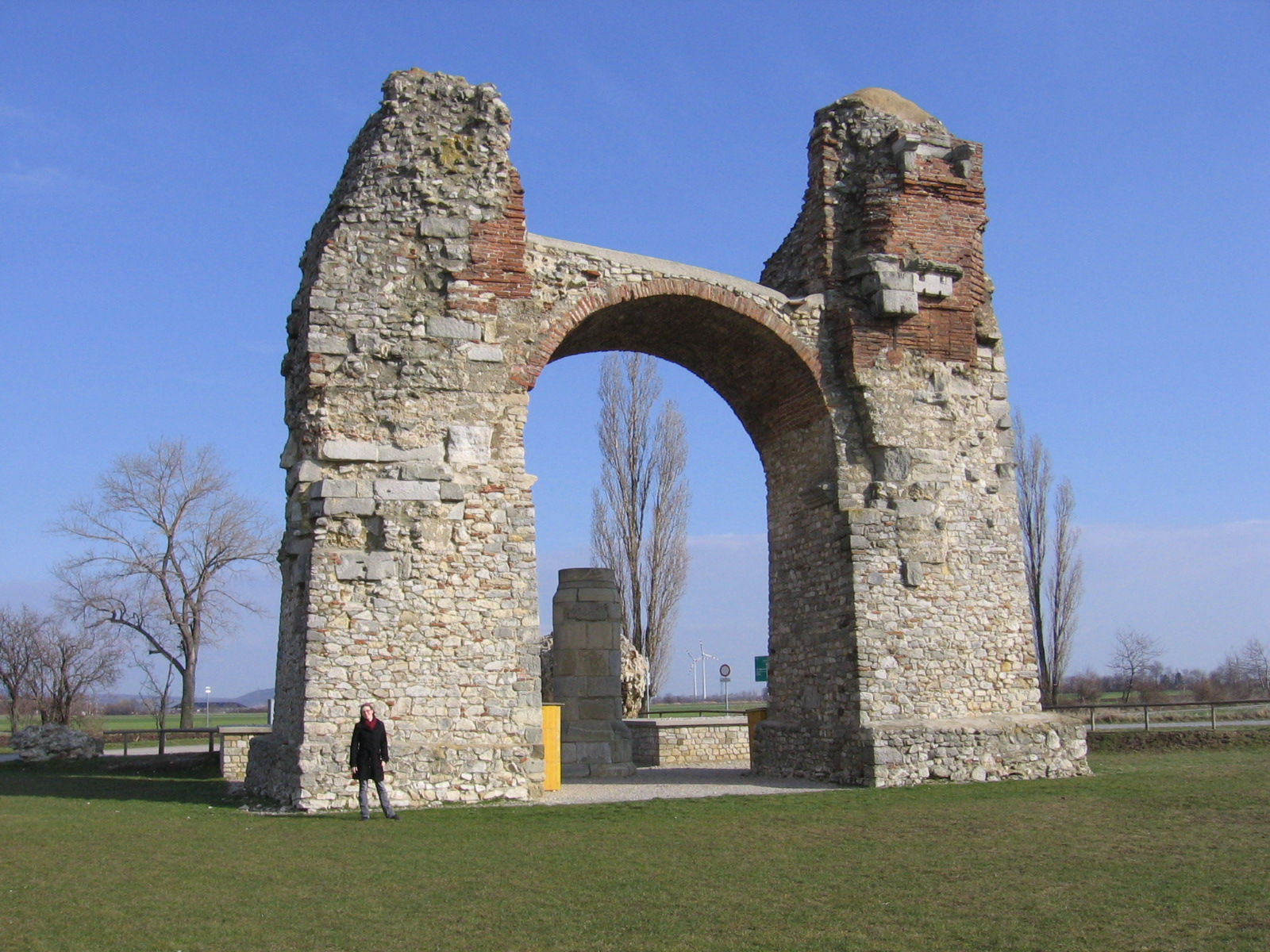
Das Heidentor bei Petronell-Carnuntum, heute eines der bekanntesten Monumente am pannonischen Limes und Symbol des römischen Österreich

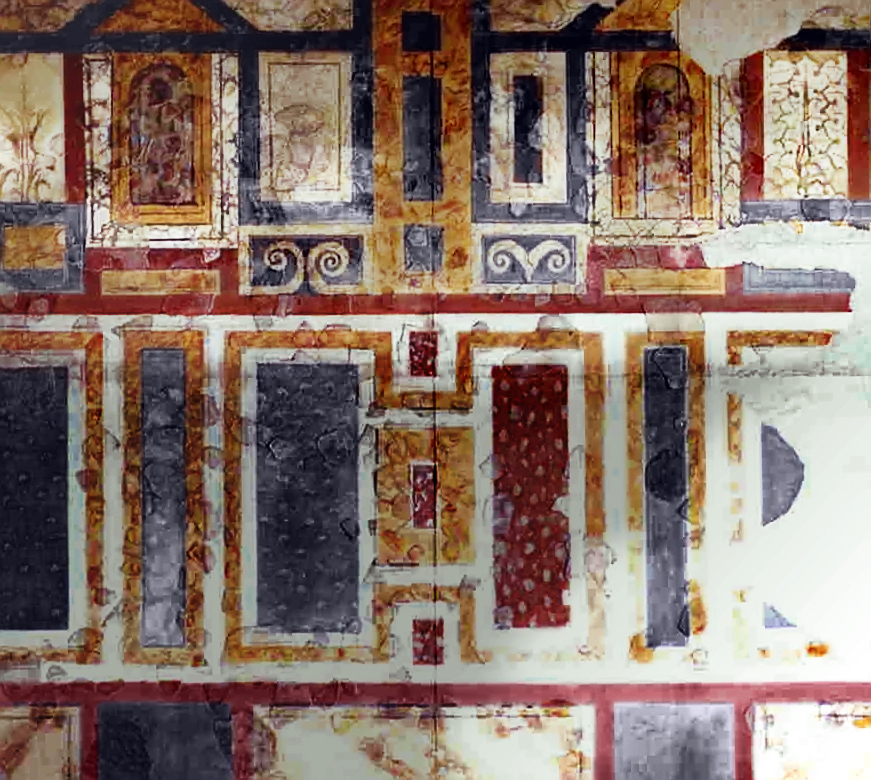
Wandmalerei aus dem Statthalterpalast von Aquincum, 4. Jahrhundert. Hier befand sich in der Spätantike der Sitz des Oberbefehlshabers der pannonischen Provinz Valeria

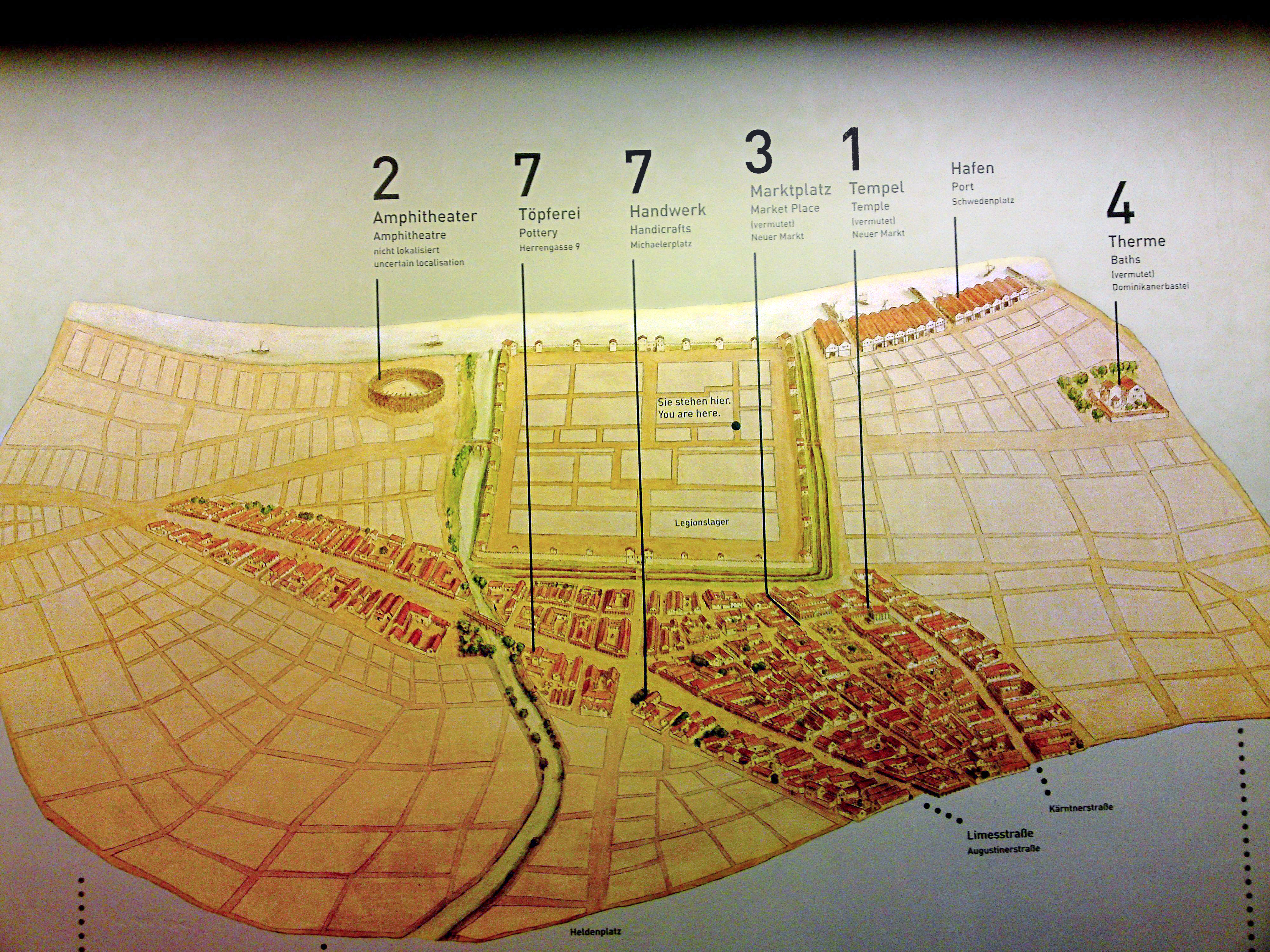
Legionslager und Vicus von Vindobona

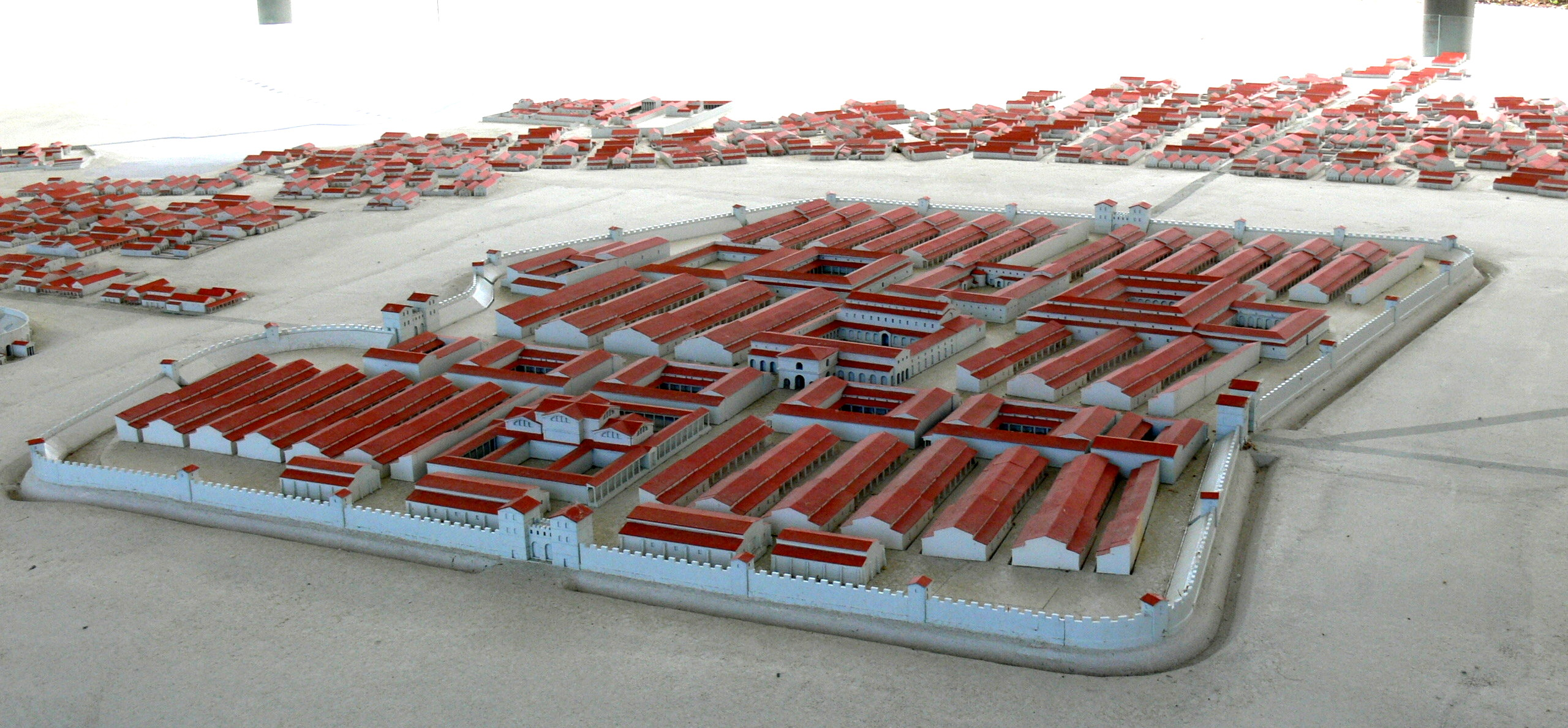
Legionslager und Canabae von Carnuntum

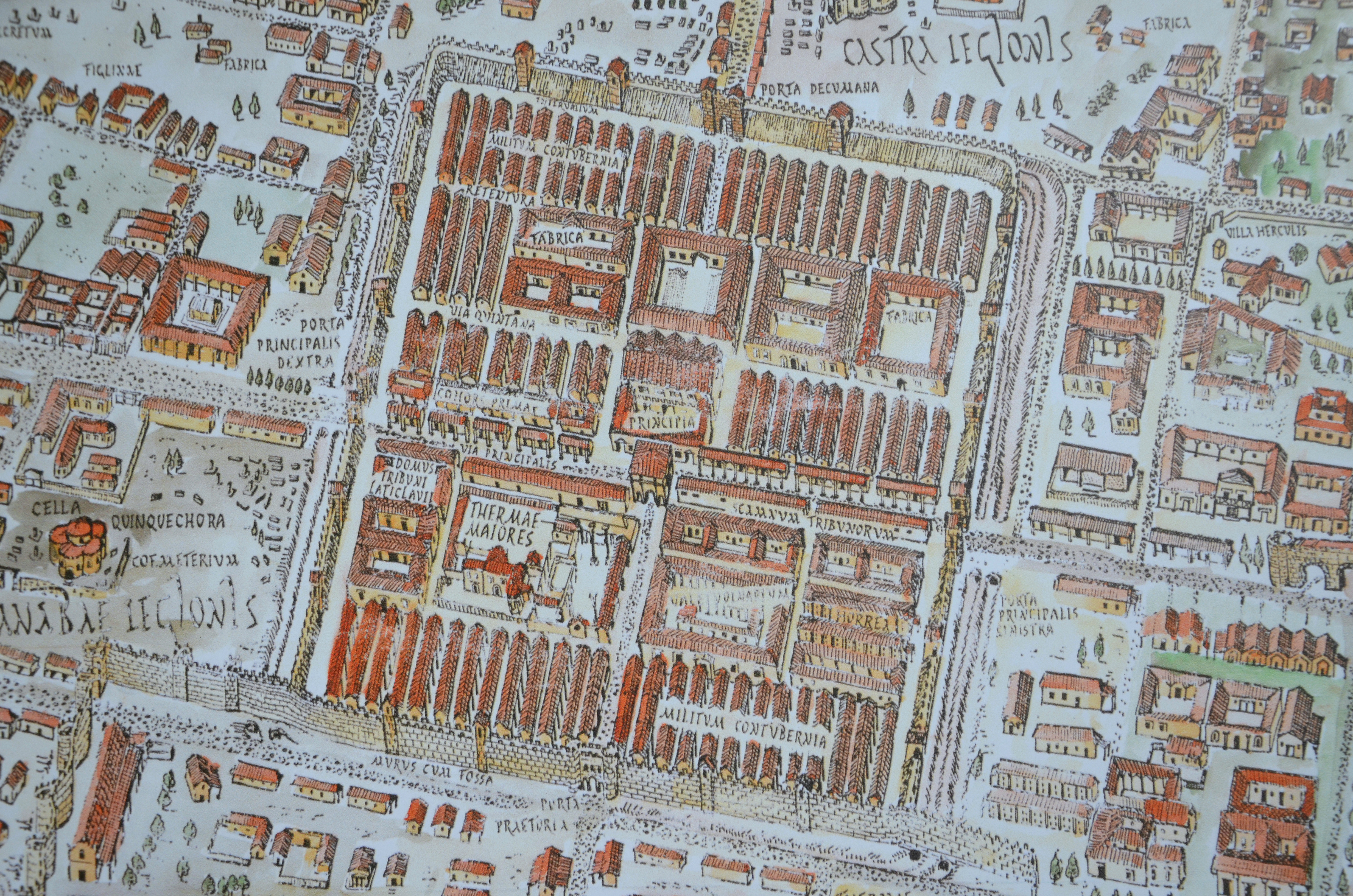
Rekonstruktion des Legionslagers Aquincum (Blick von Osten)

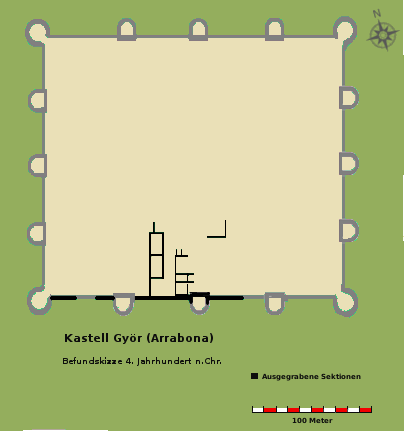
Befundskizze des spätantiken Kastell von Győr (Arrabona)

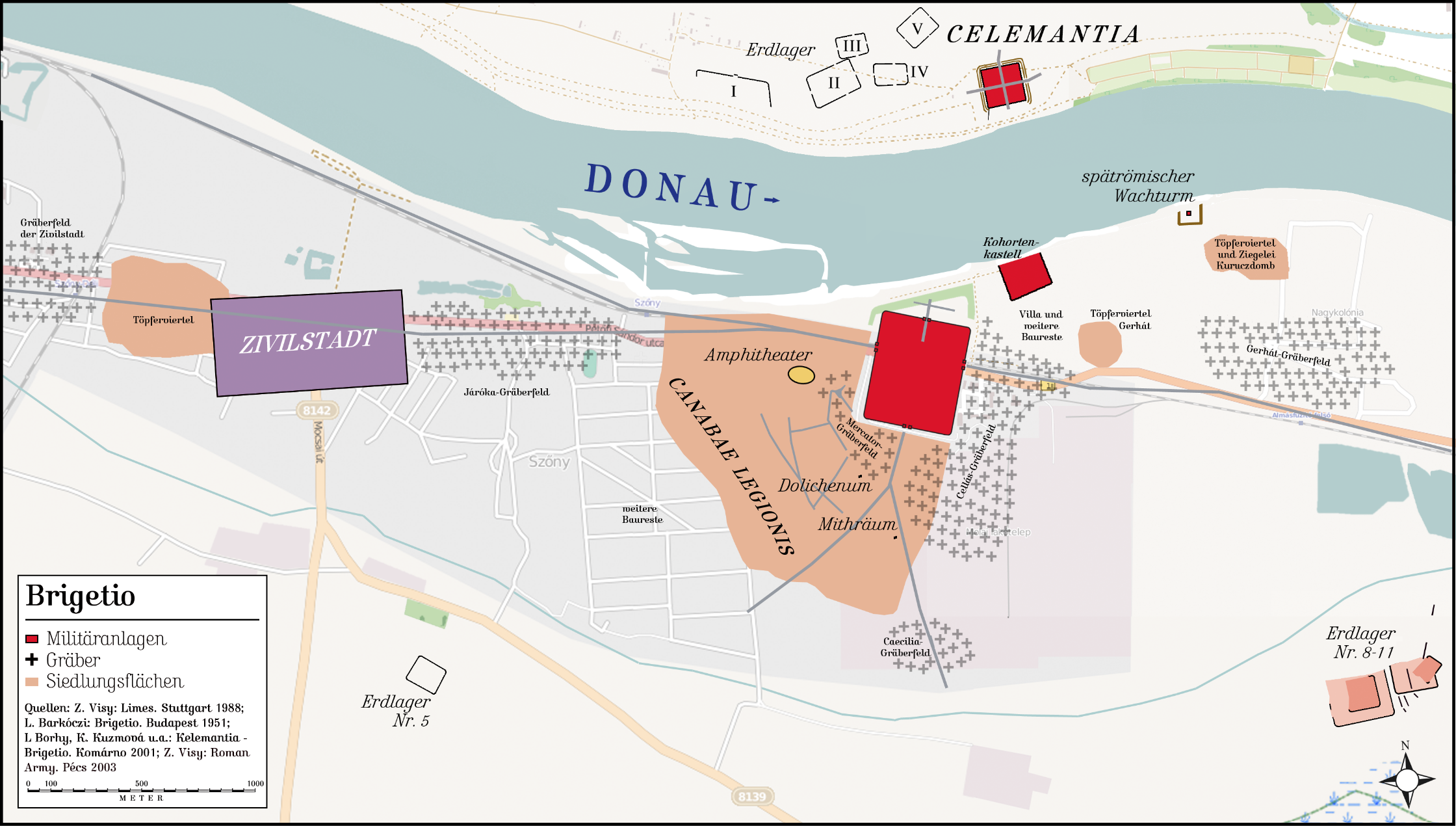
Lageplan der Militäranlagen und zivilen Strukturen des Legionslagers von Brigetio

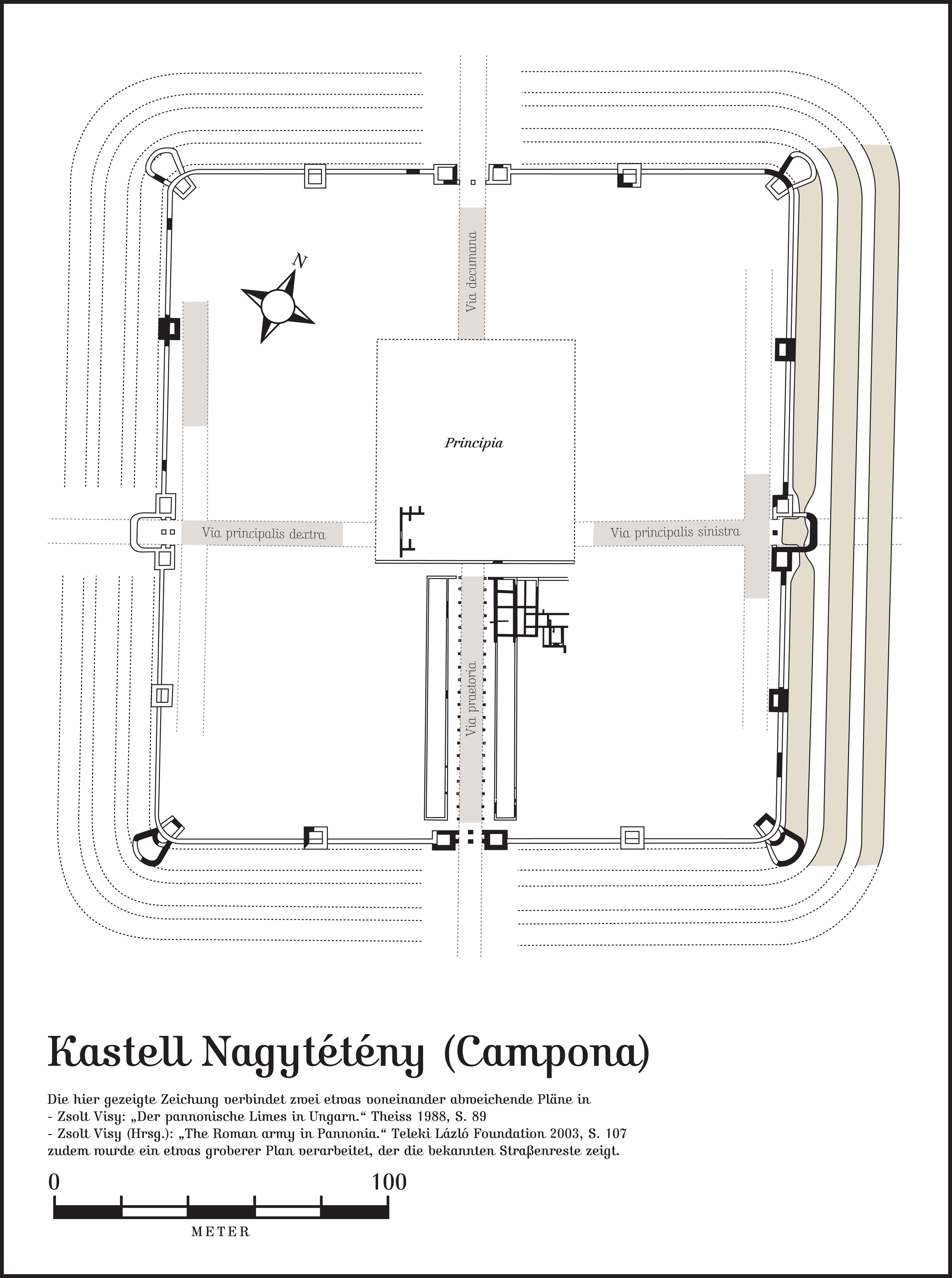
Grundriss des mittel- und spätkaiserzeitlichen Kastells Nagytétény (Campona) mit fächerförmigen Ecktürmen und vermauerten Seitentoren.

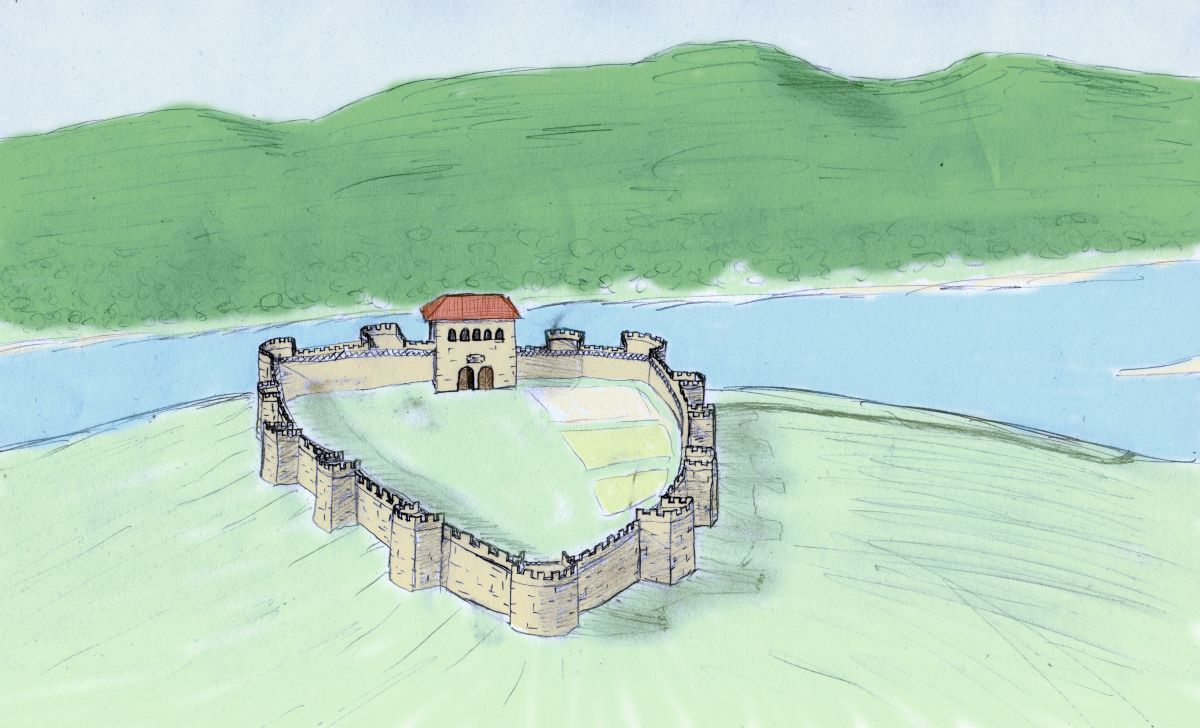
Vereinfachter Rekonstruktionsvorschlag zum spätantiken Kastell Visegrád–Sibrik über der Donau

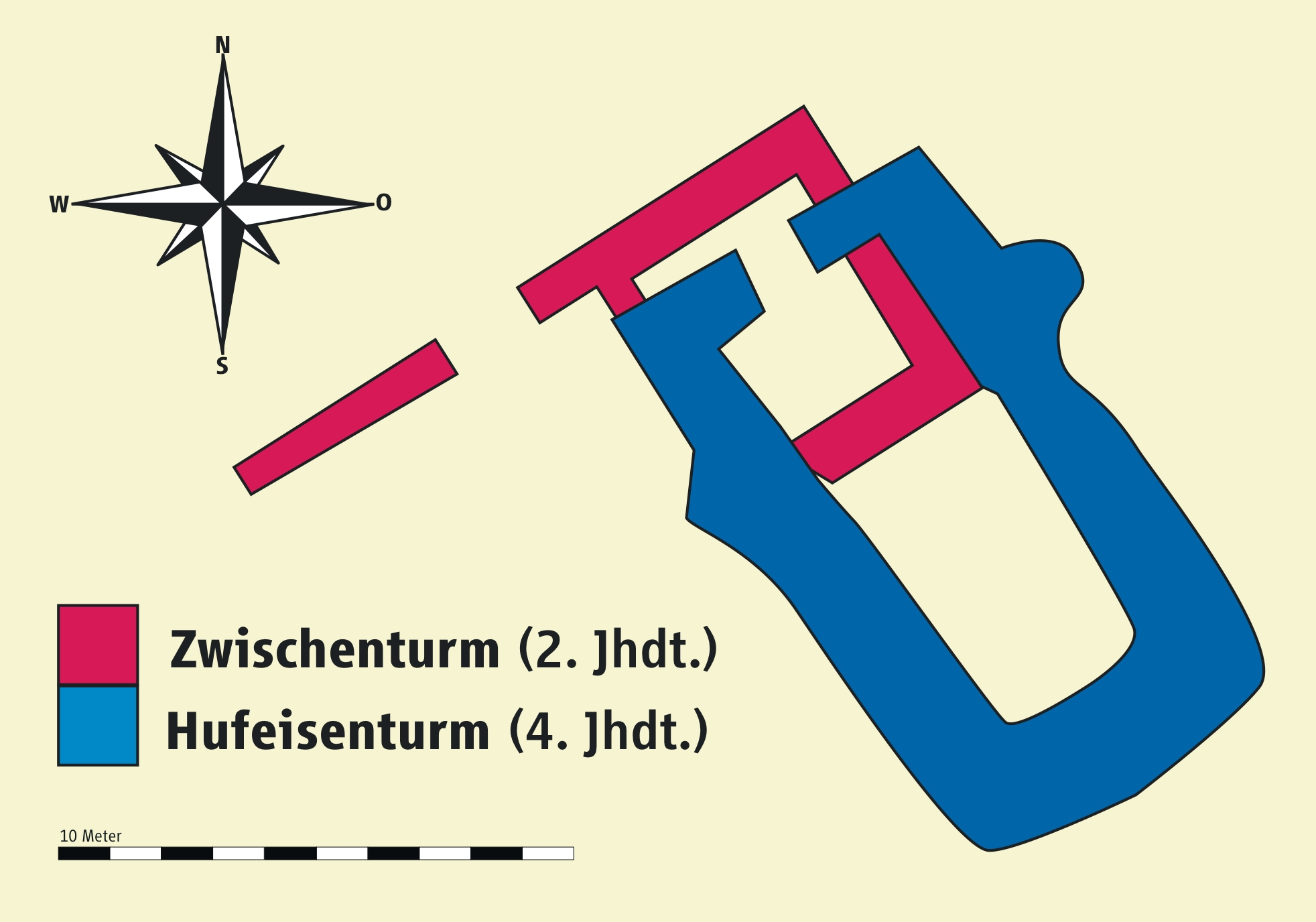
Kastell Klosterneuburg: Ein spätantiker hufeisenförmiger Turm überlagert seinen älteren rechteckigen Vorgängerbau

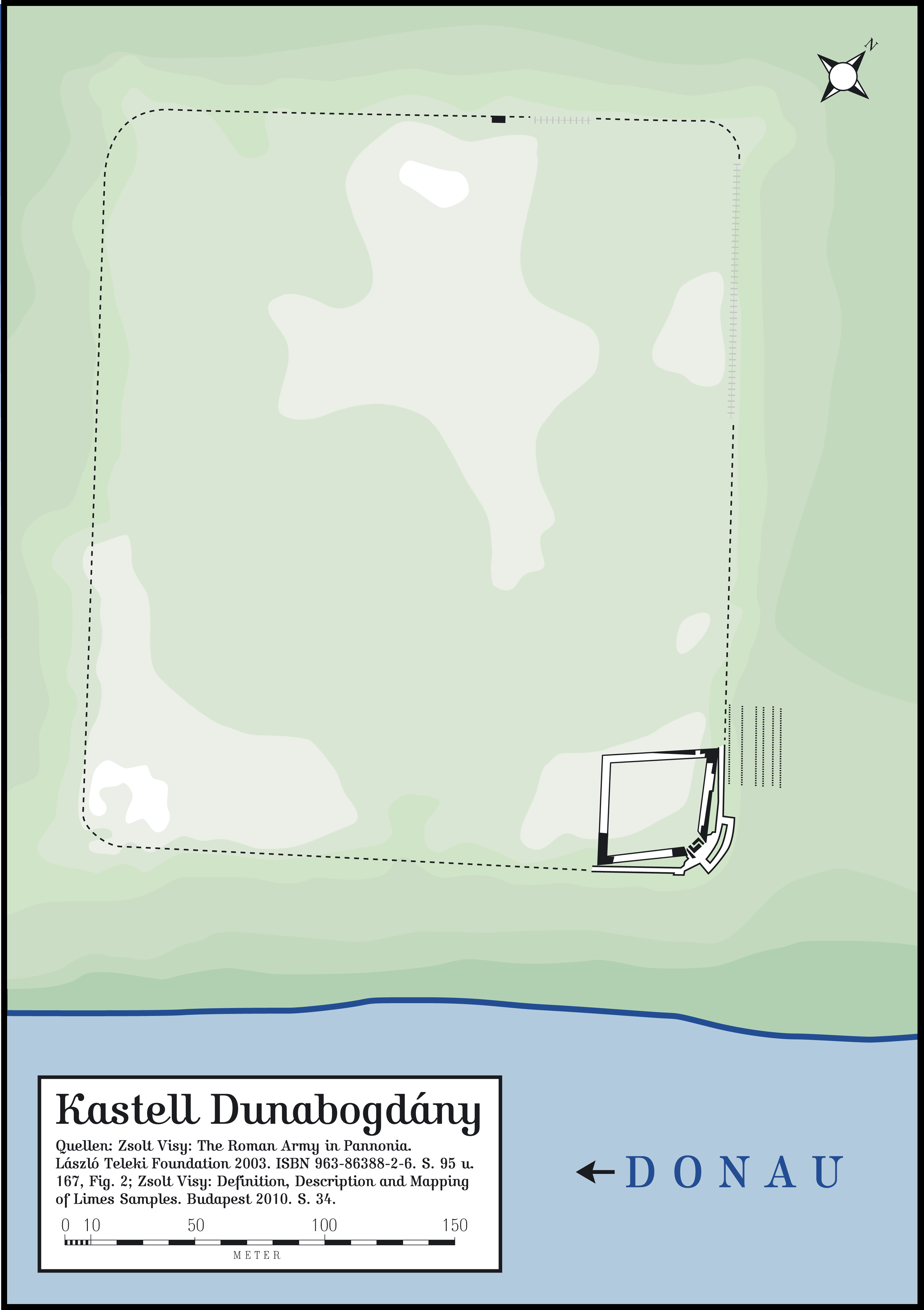
Kastell Dunabogdány (Cirpi) mit dem spätantiken Restkastell in der SW-Ecke

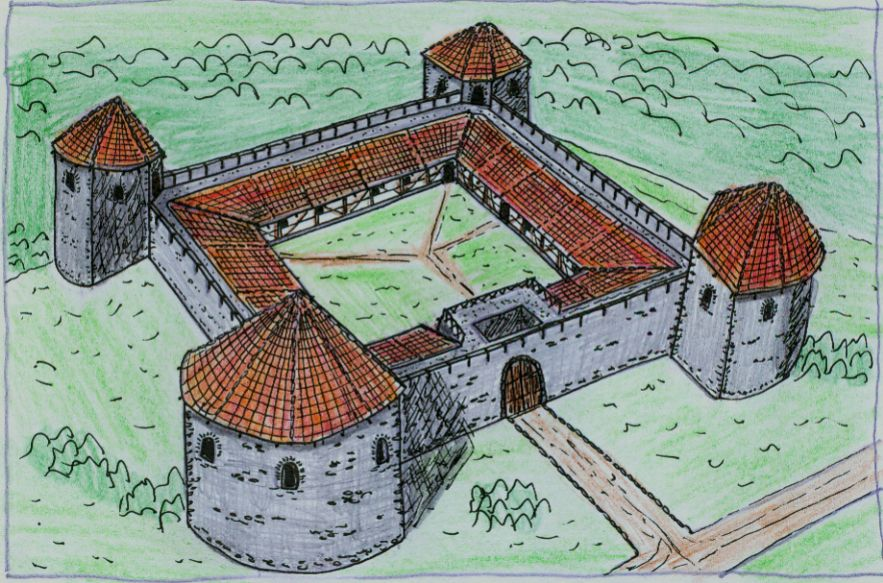
Das spätantike Kleinkastell Visegrád-Gizellamajor aus der Zeit des Kaisers Constantius II. mit seinem an mittelkaiserzeitliche Anlagen erinnernden Bauschema

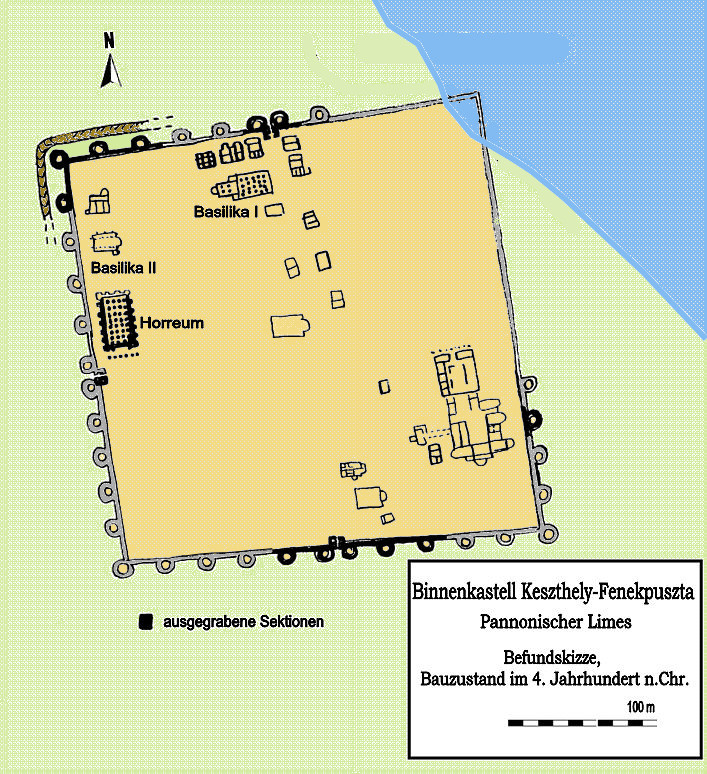
Grabungsskizze des Binnenkastells von Keszthely-Fenekpuszta, 4. Jahrhundert n. Chr

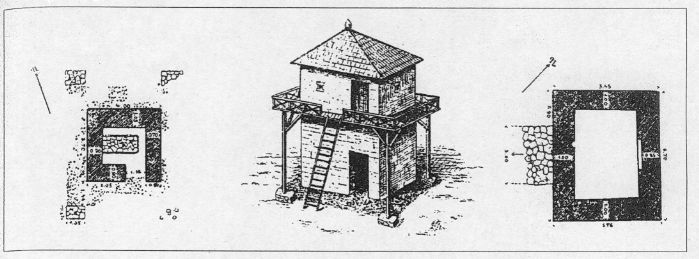
Die Wachtürme an der Straße Carnuntum – Ad Flexum, gezeichnet Anfang des 20. Jahrhunderts von Maximilian von Groller-Mildensee

Die beiden östlichen, frühmittelkaiserzeitlichen Wachtürme bei Kastell Aequinoctium (Fischamend/Niederösterreich). Der linke Turm war von einer Ringmauer umgeben

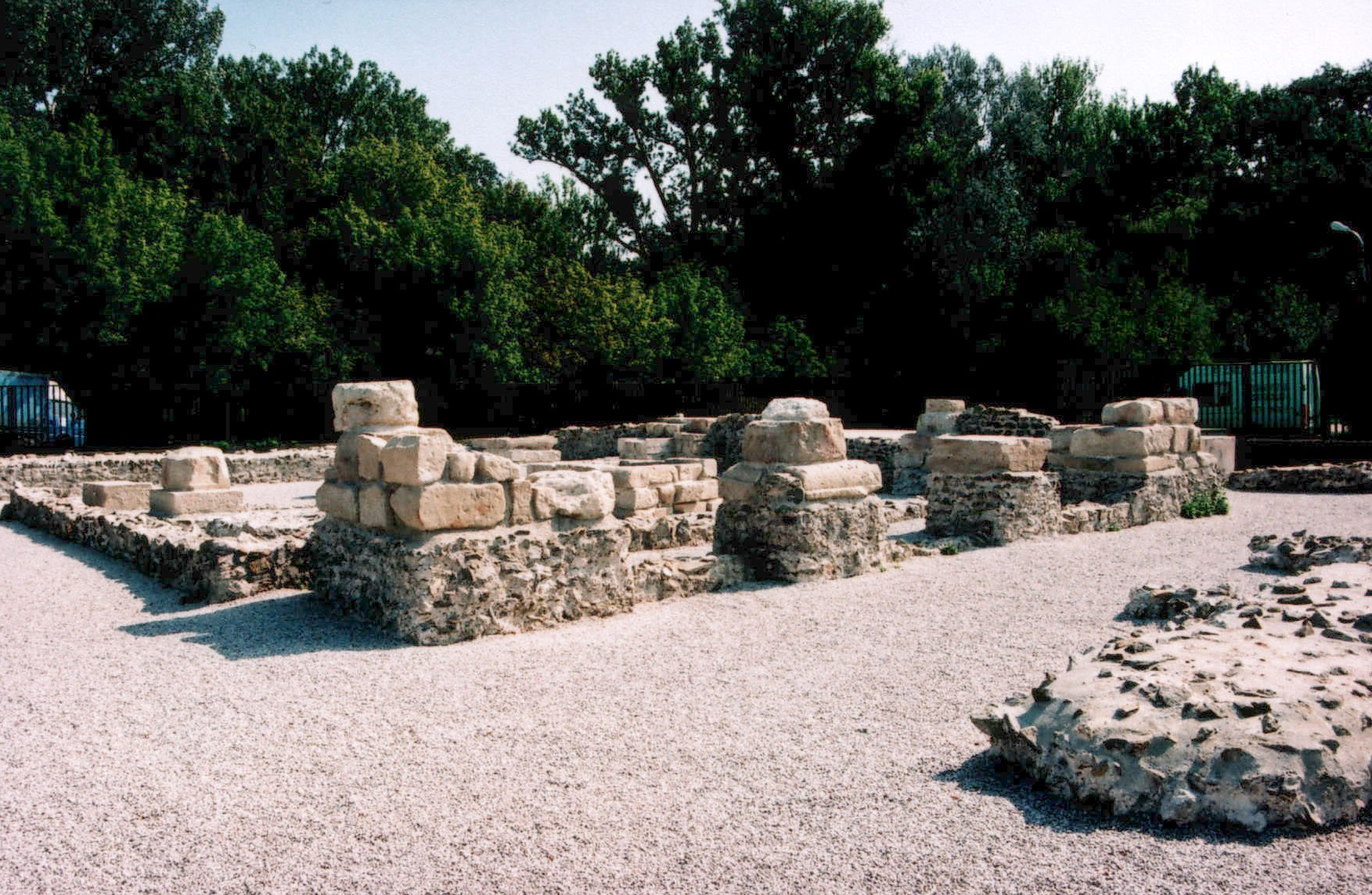
Baureste eines aus dem letzten Drittel des 4. Jahrhunderts n. Chr. stammenden Burgus, der das Kastell Gerulata ersetzte

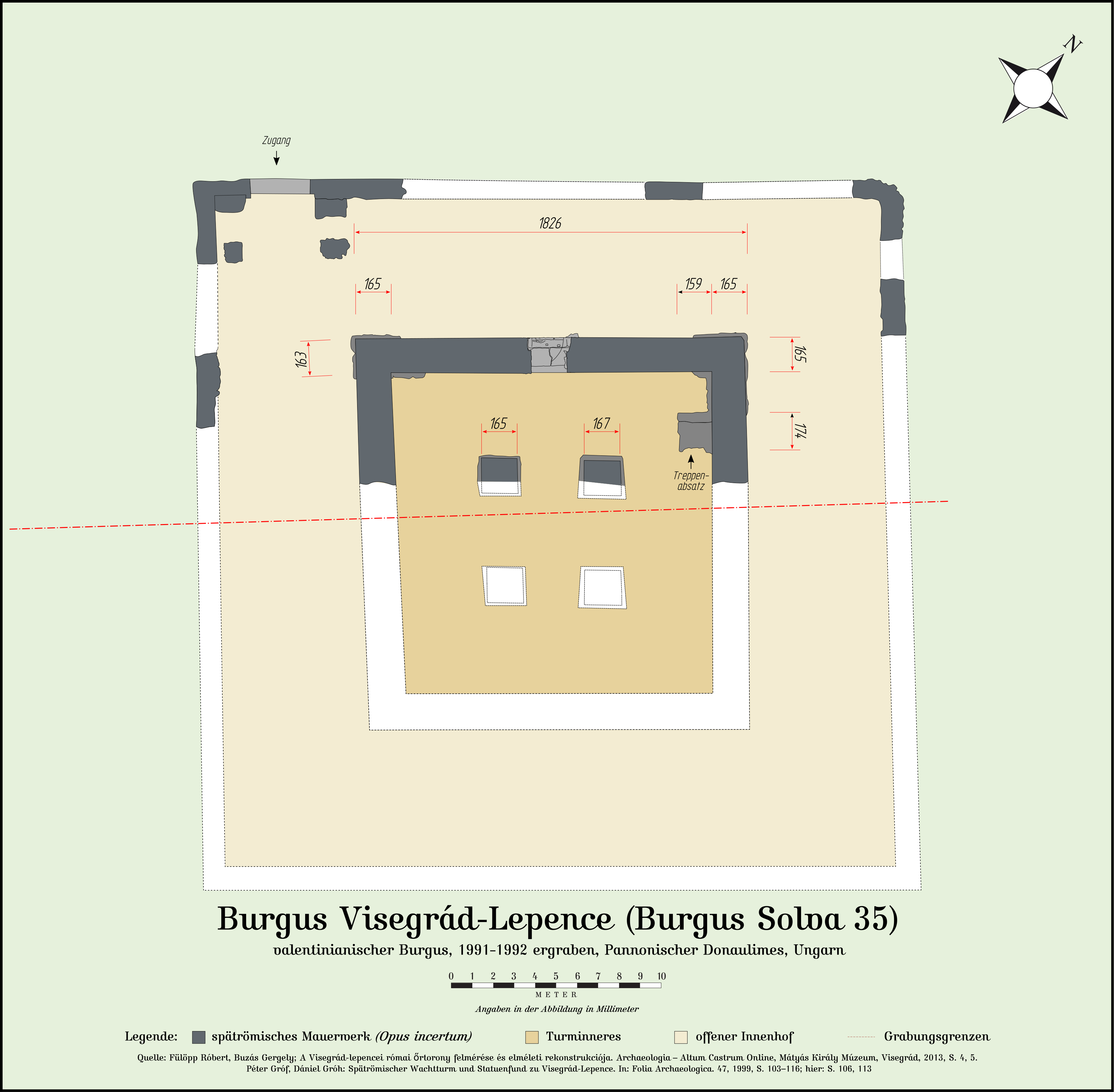
Grundriss des valentinianischen Burgus Visegrád-Lepence, von dem teils noch über zwei Meter hoch erhaltene Mauern ausgegraben werden konnten

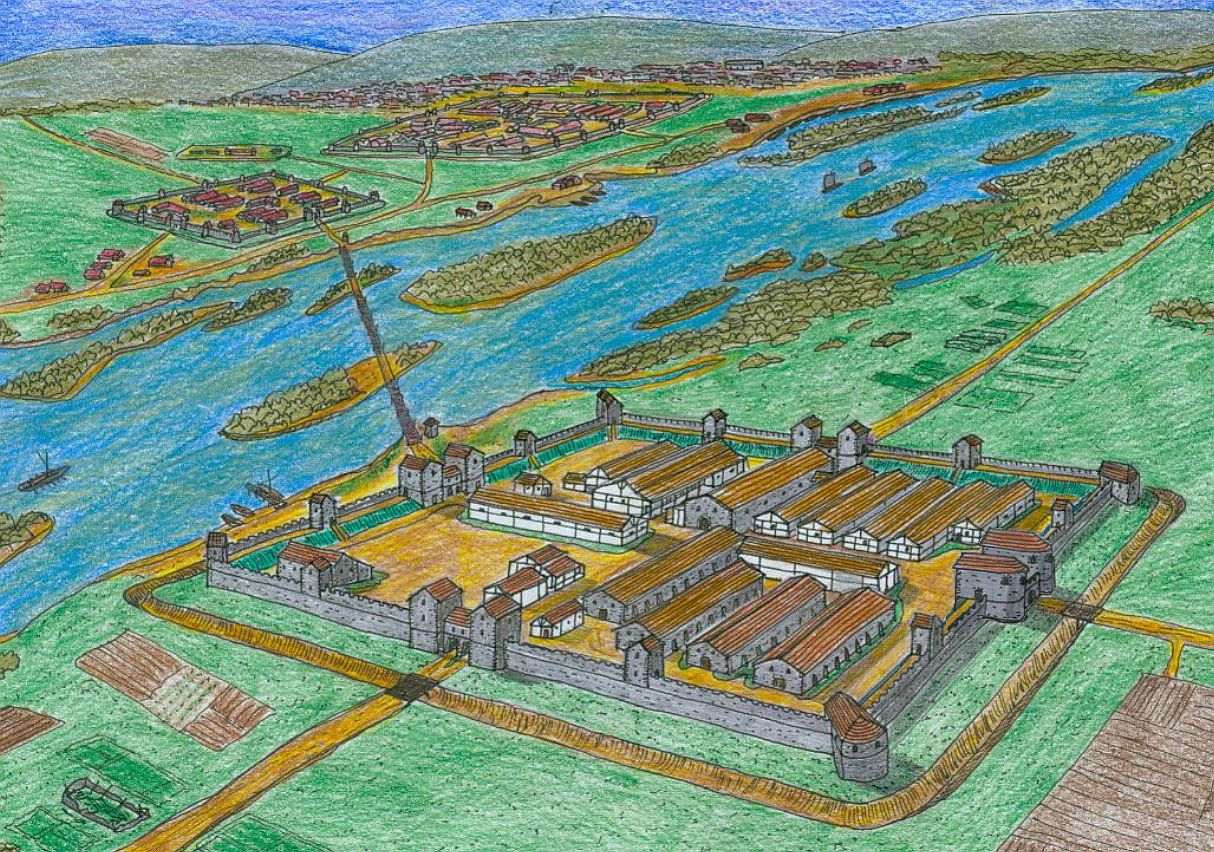
Rekonstruktionsversuch des Brückenkopfkastells Celemantia, Zustand im 4. Jahrhundert n. Chr.

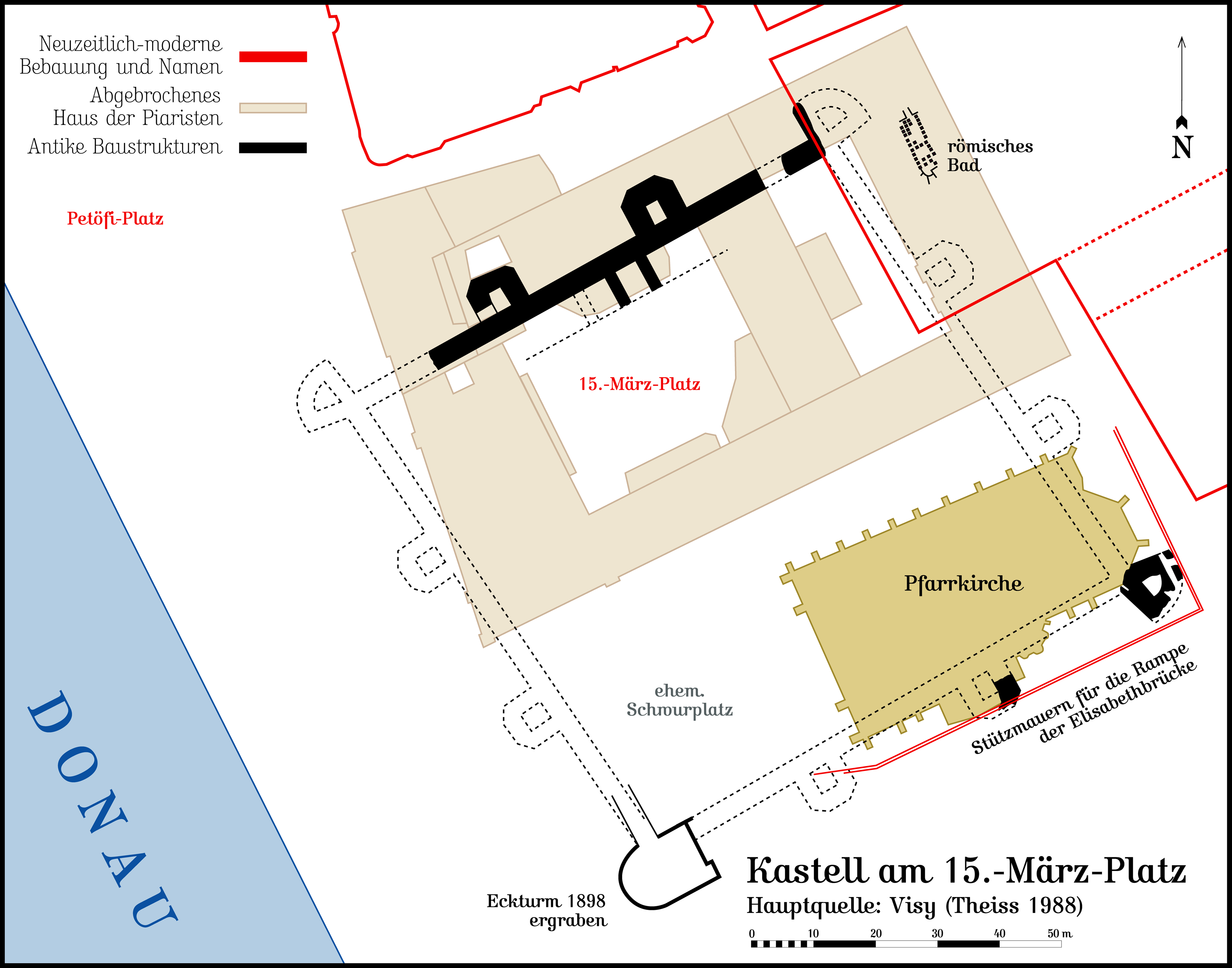
Die unter dem Namen Contra Aquincum bekannt gewordene spätantike Festung am Platz des 15. März in Pest

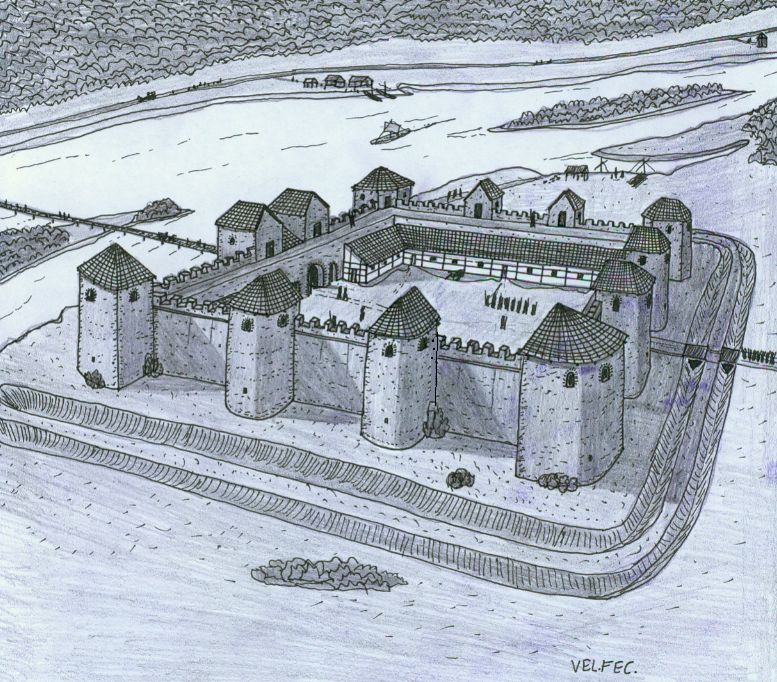
Rekonstruktionsversuch des Kastells Contra Aquincum, Ansicht aus Süd-Ost.

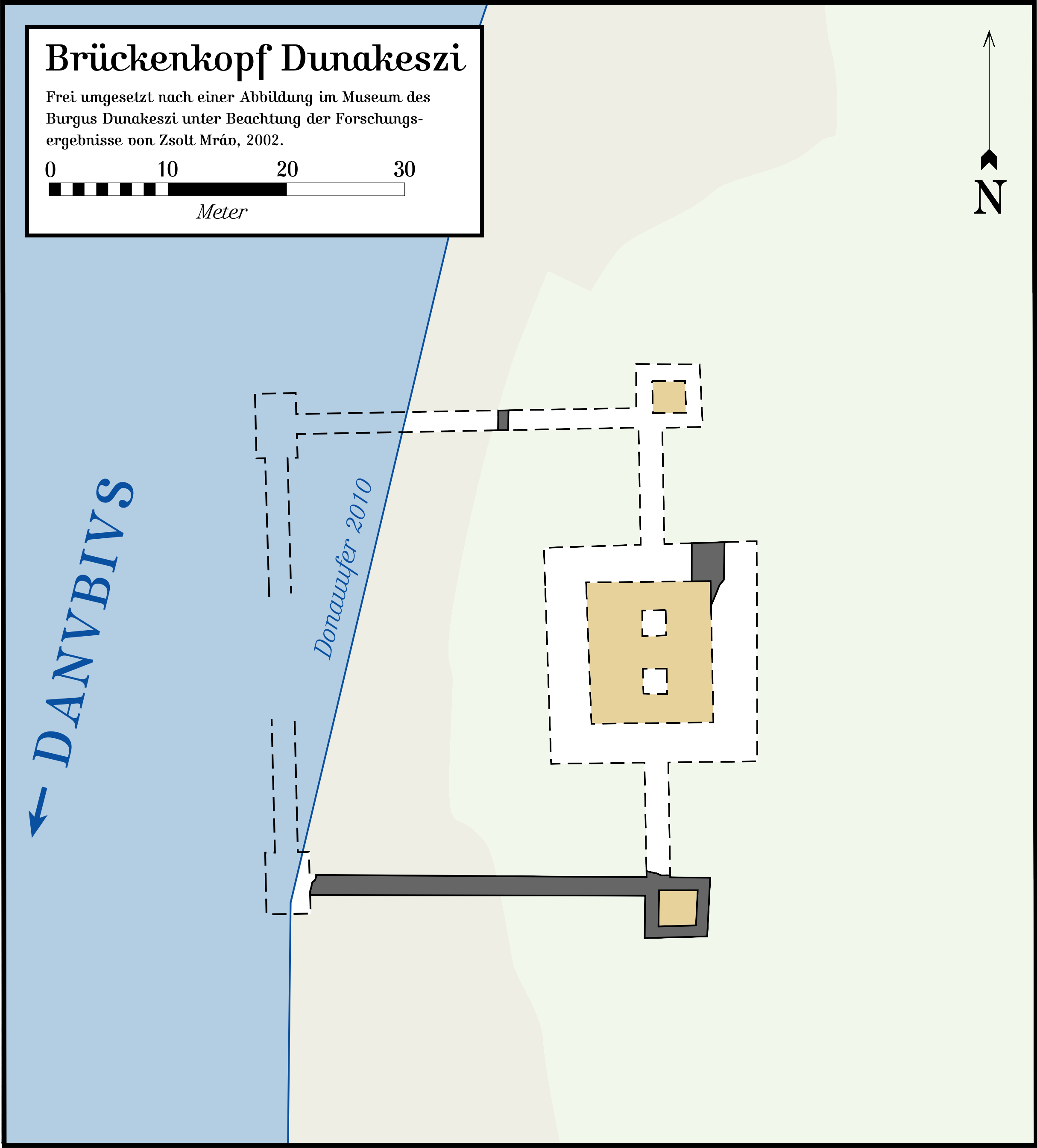
Der valentinianische Ländeburgus von Dunakeszi nach den Befunden der Grabungen von 2002

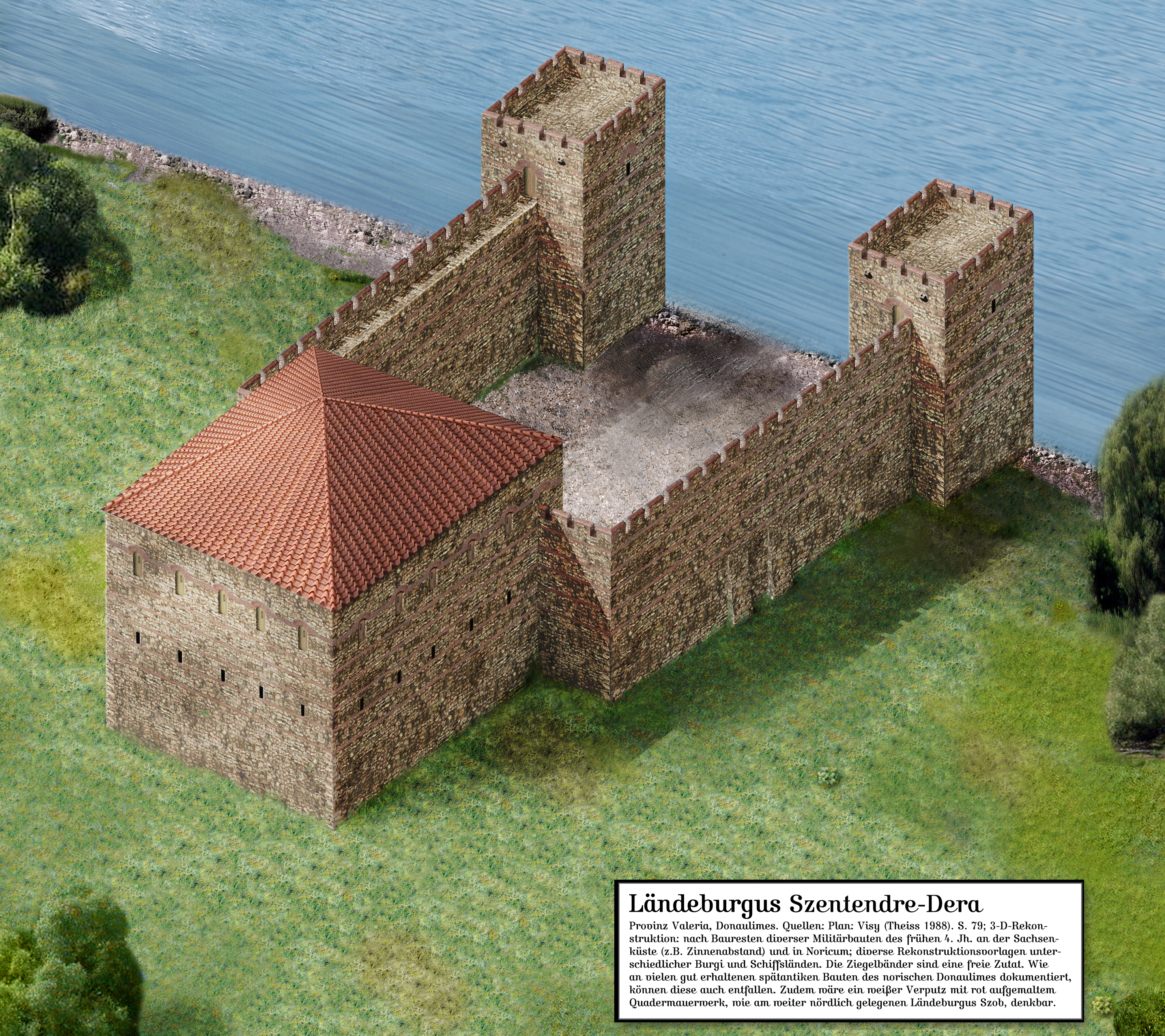
Rekonstruktionsversuch des Ländeburgus von Szentendre-Dera

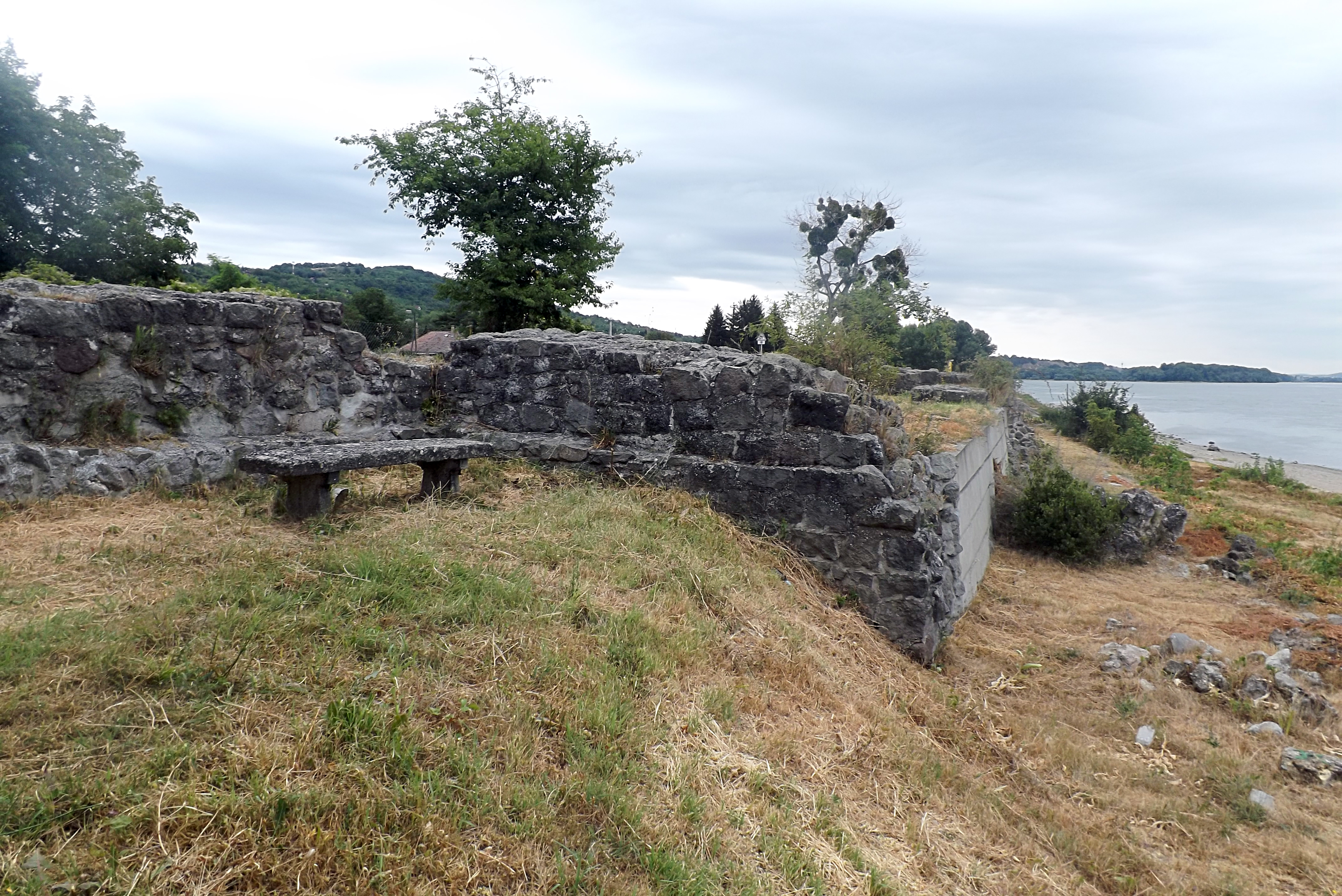
Heutiger Erhaltungszustand des Burgus Verőcemaros-Dunamező mit Blick von Nordwesten auf das Kernwerk (2015)

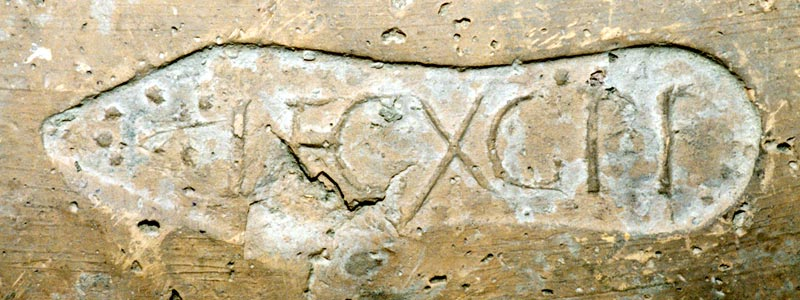
Sohlenförmiger Ziegelstempel der Legio X Gemina aus dem Kastell Ala Nova

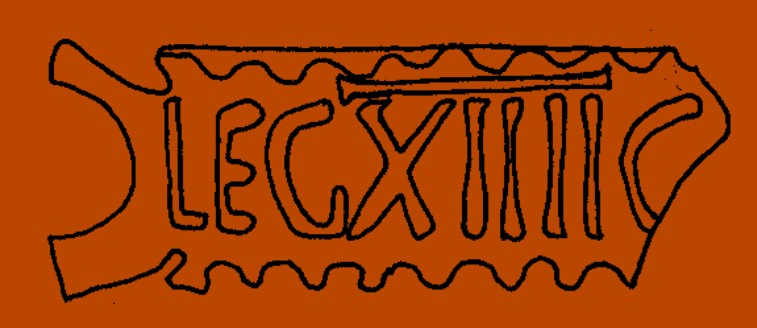
Ziegelstempel in Form einer Tabula ansata der legio XIV Gemina M V, 101–114 n. Chr., gefunden im Kreuzgang des Stiftes von Klosterneuburg.

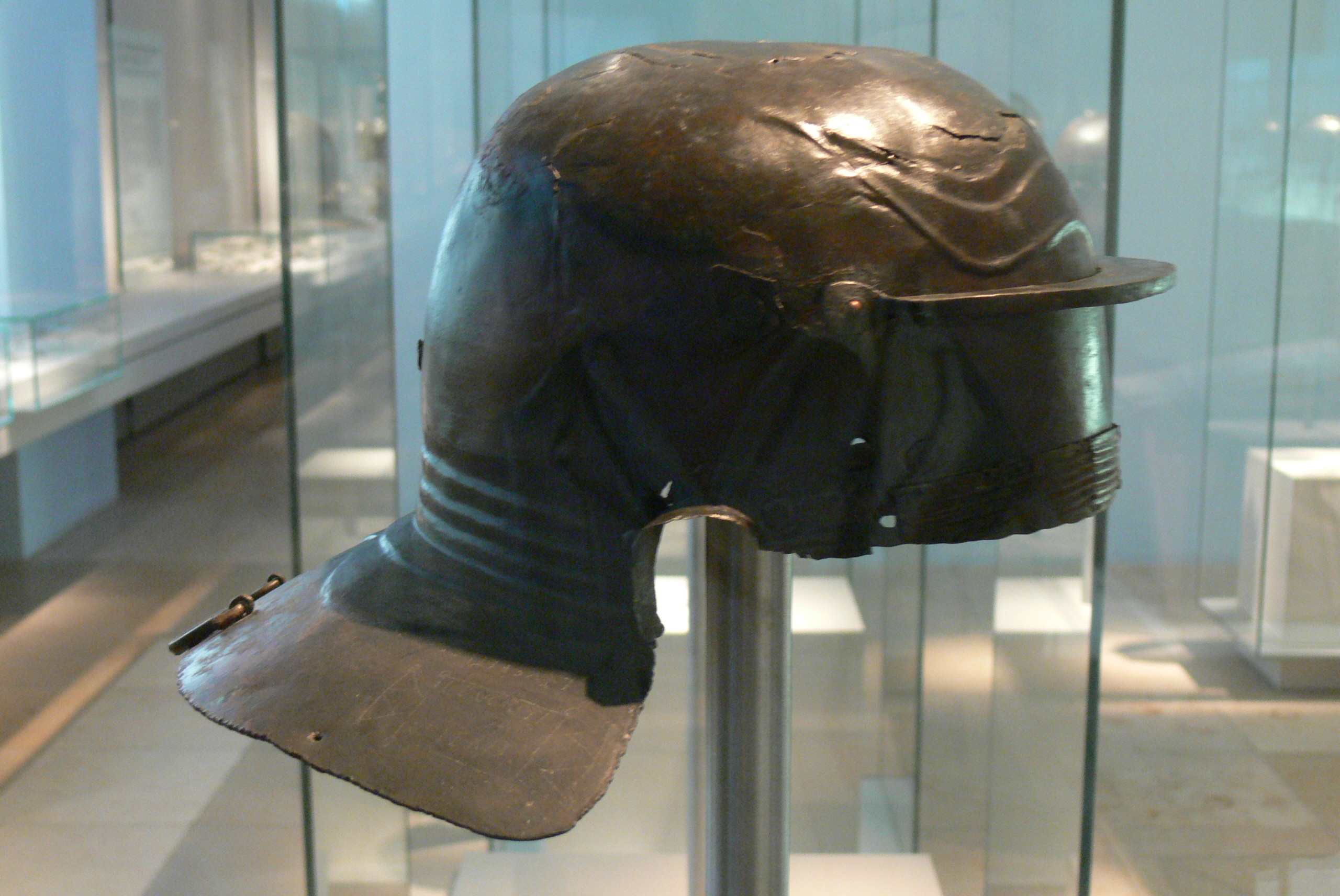
Bronze-Infanteriehelm vom Typ Weisenau aus dem 1. Jahrhundert n. Chr., gefunden im Rhein bei Mainz. Er war Eigentum des Lucius Lucretius Celer, Legionär in der Centurie des Gaius Mummius Lolianus, Legio I Adiutrix

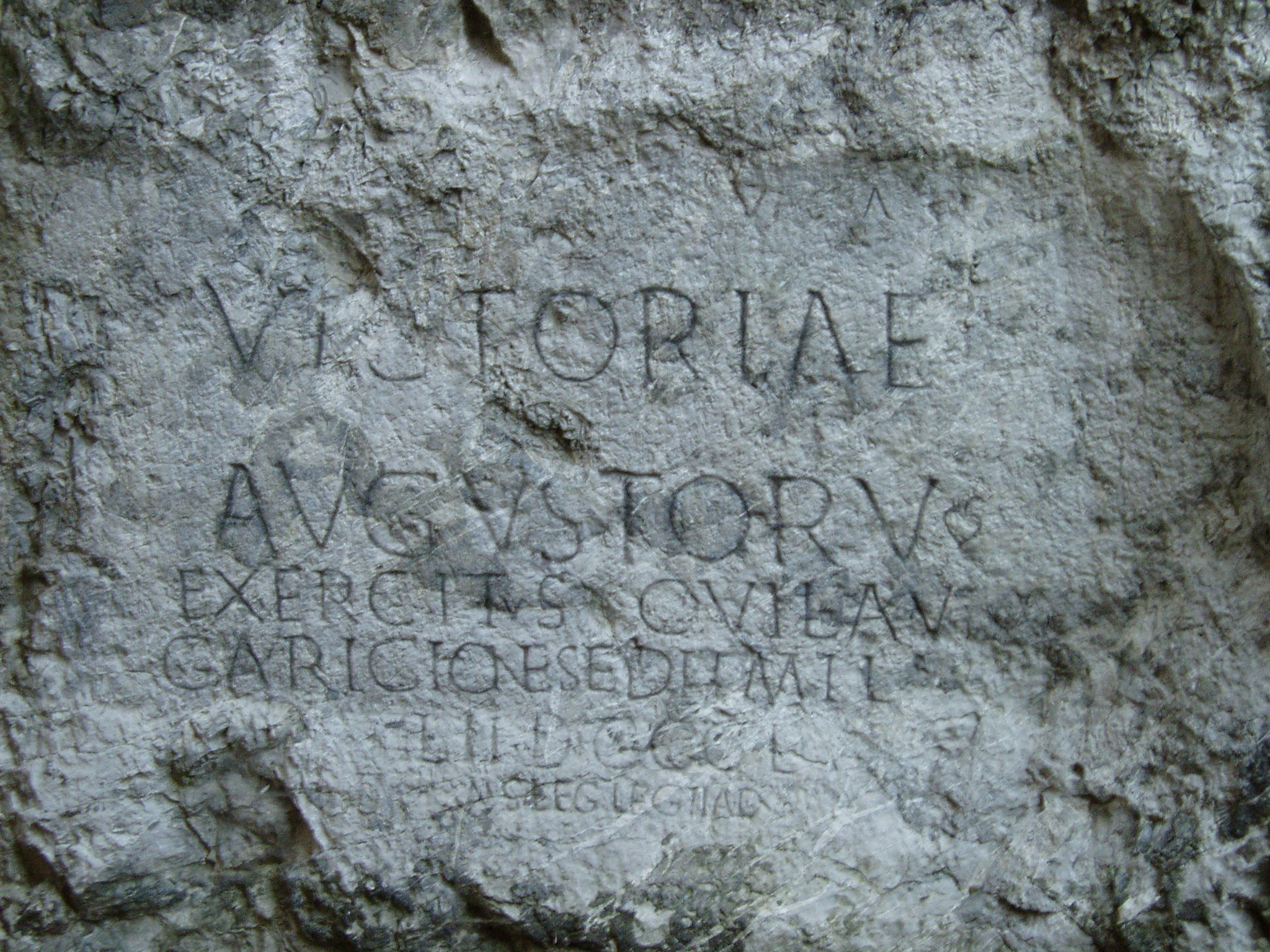
Inschrift von Trenčín (179 n. Chr.),
Victoriae / Augustoru(m) / exercitus cui Lau/garicione sedit mil(ites) / l(egionis) II DCCCLV / [M(arcus) Val(erius) Maximi]an(u)s leg(atus) leg(ionis) II Ad(iutricis) cur(avit)
„dem Sieg der Kaiser gewidmet von 855 Legionären der Legio II des in Laugaricio (Trenčín) stationierten Heeres. Errichtet unter Aufsicht von Marcus Valerius Maximianus, Legat der Legio II Adiutrix“

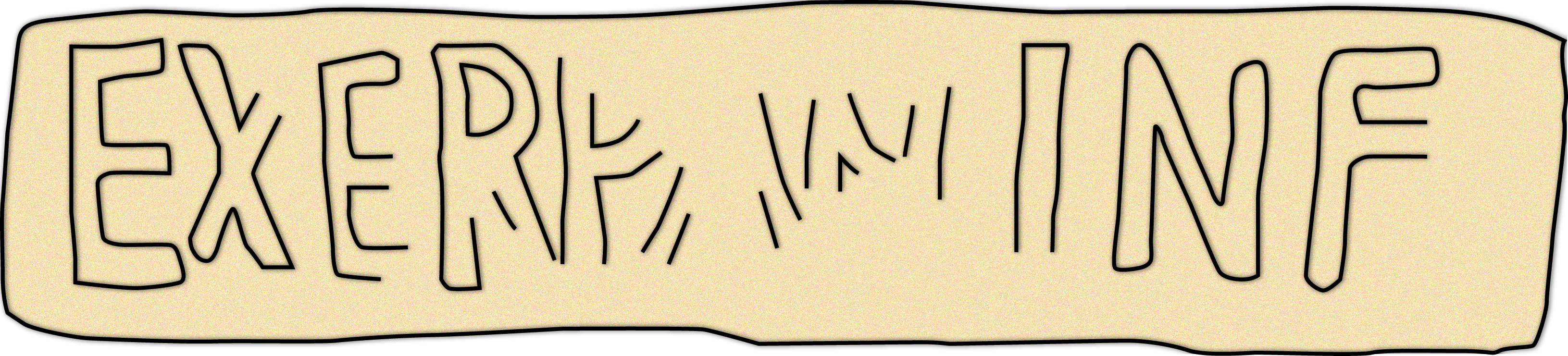
Ein in Sotin aufgelesener Ziegelstempel des niederpannonischen Heeres, EXER(citus) PAN(noniae) INF(erioris)

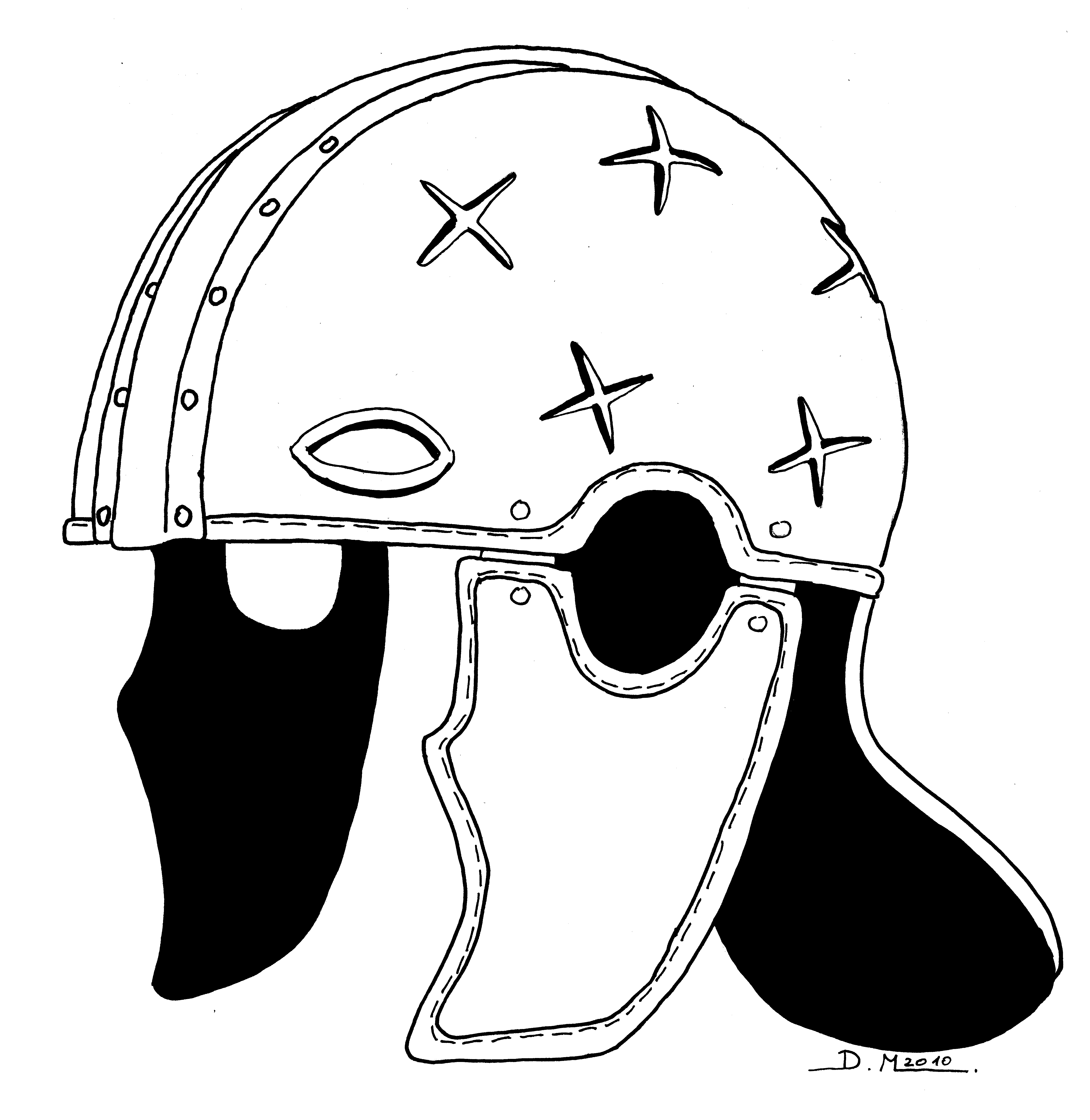
Spätrömischer Kammhelm vom Typ II, gefunden in Intercisa

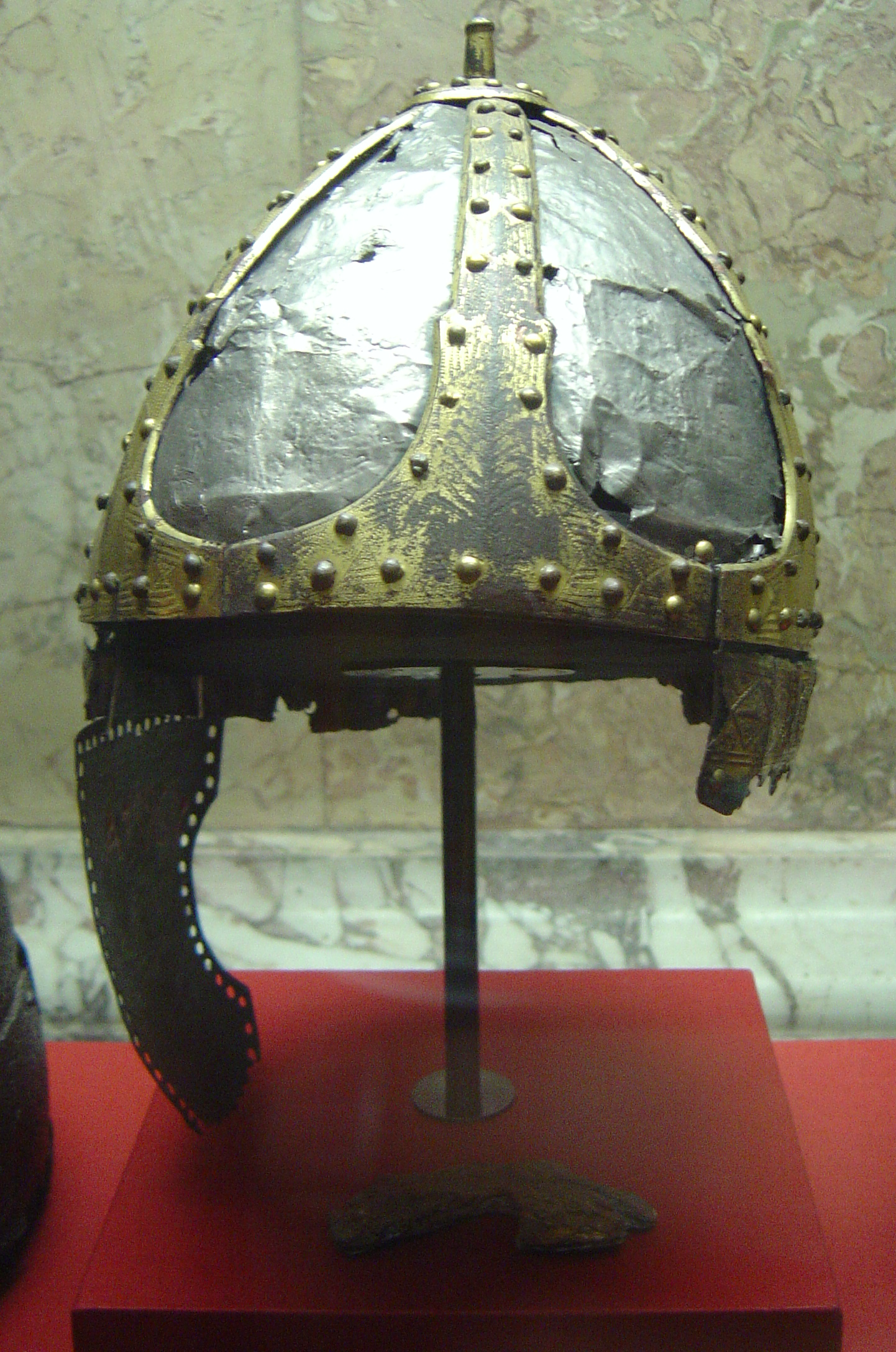
Spangenhelm der Völkerwanderungszeit, ca. 500 n. Chr.

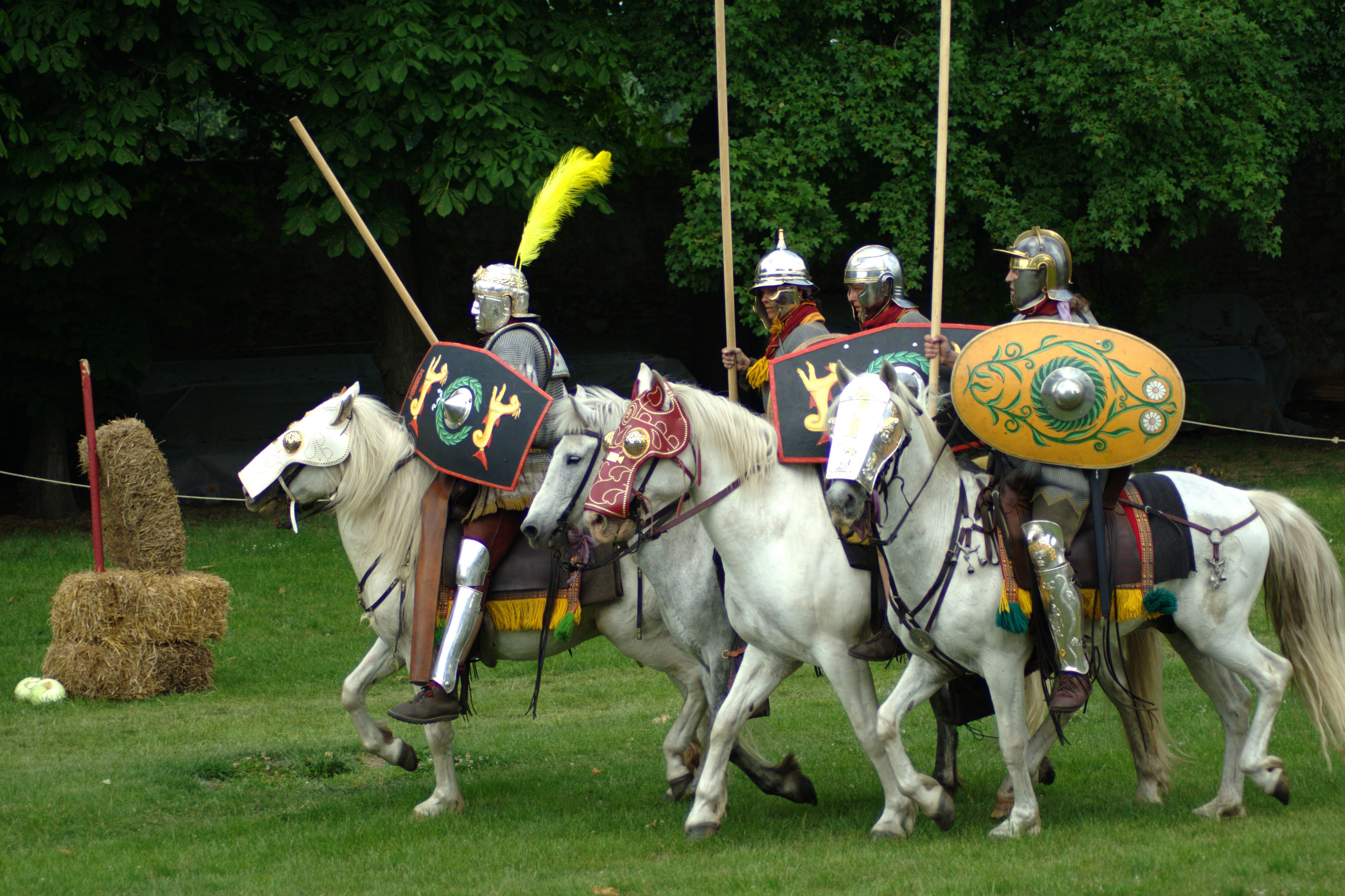
Römische Reiter, 1. bis 2. Jahrhundert n. Chr.

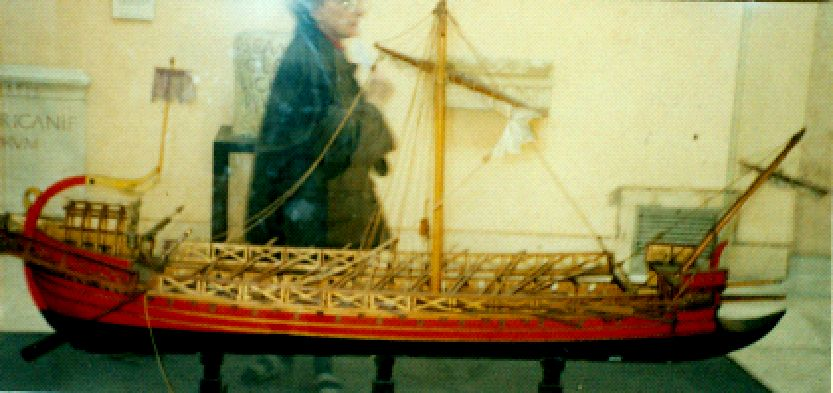
Römische Flussliburne

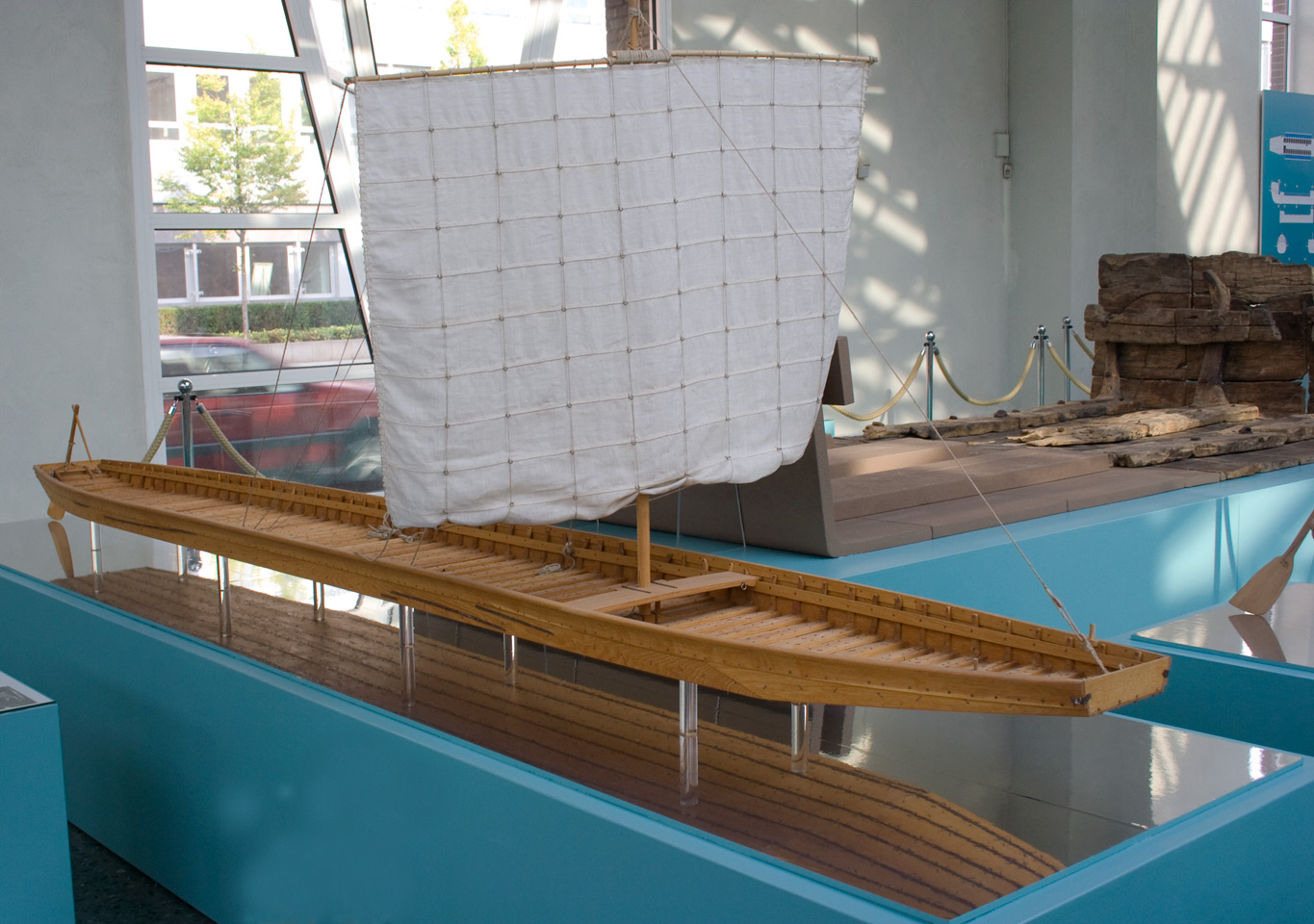
Römischer Lastkahn (Prahm)

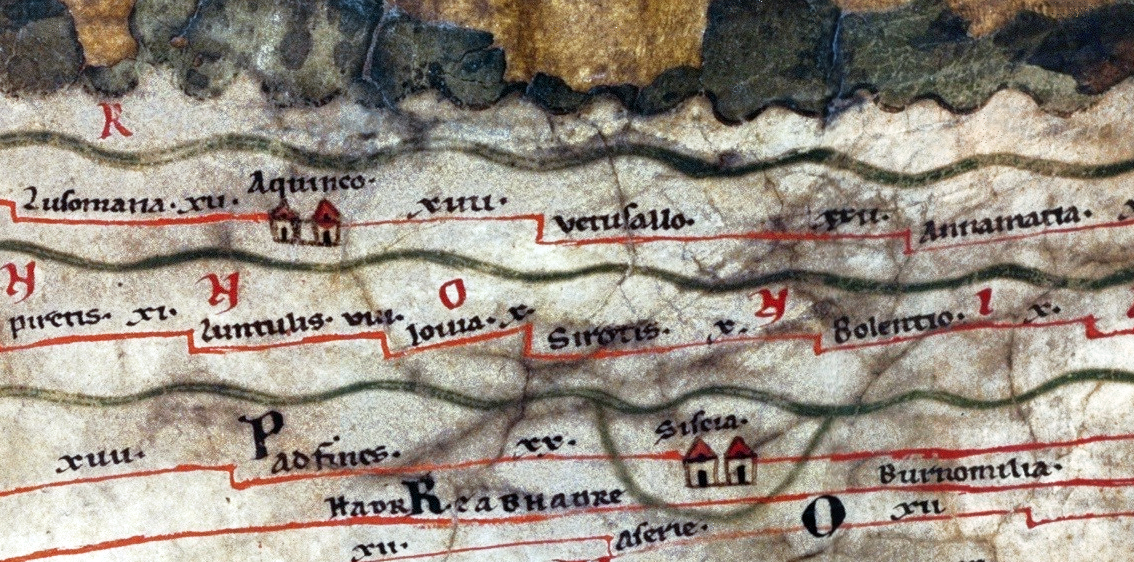
Das römische Wegenetz auf der Tabula Peutingeriana, Abschnitt zwischen Aquincum und Annamatia (heute Baracs).

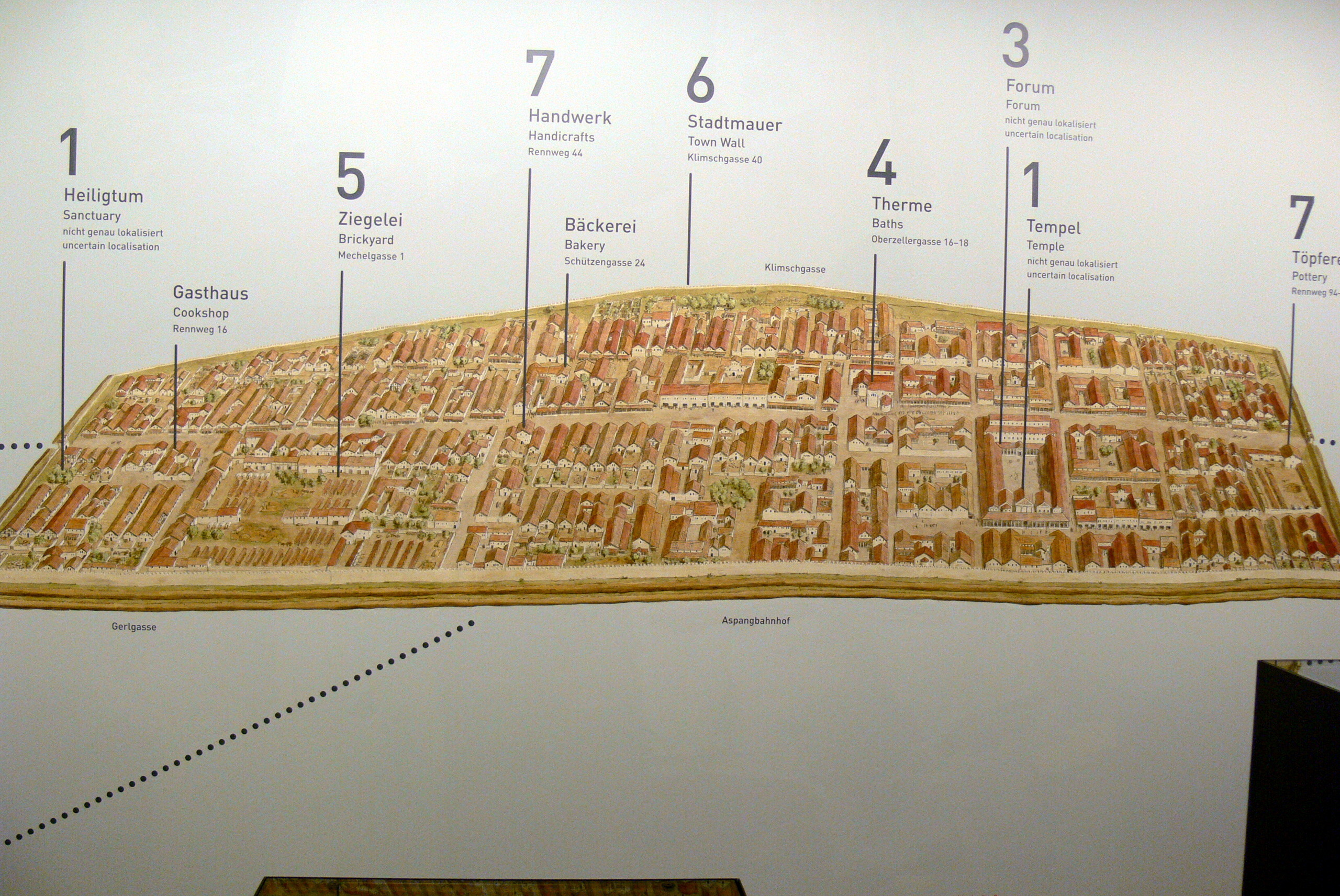
Rekonstruktion der Zivilstadt von Vindobona, Abbildung im Römermuseum Hoher Markt

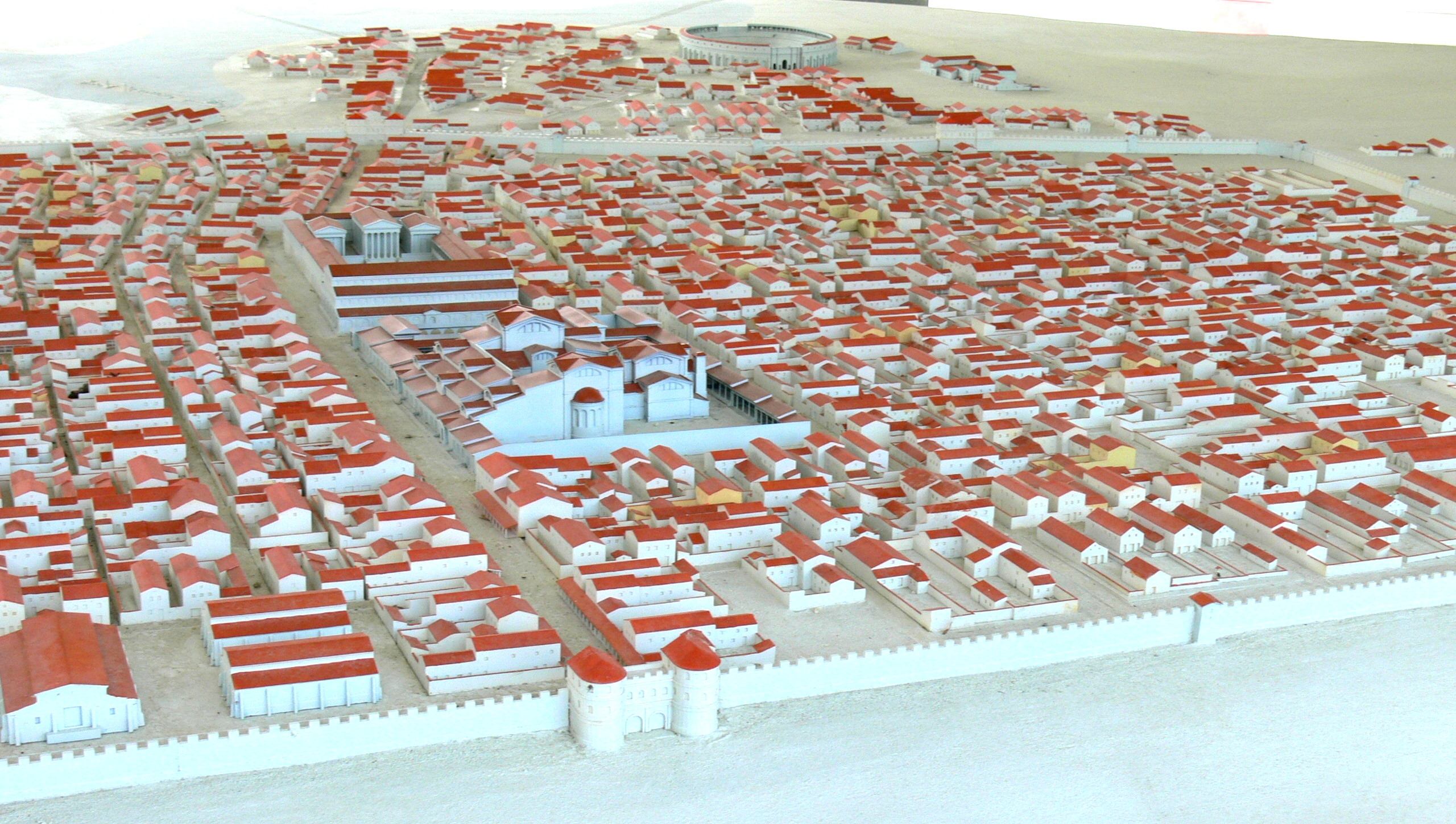
Die Zivilstadt von Carnuntum

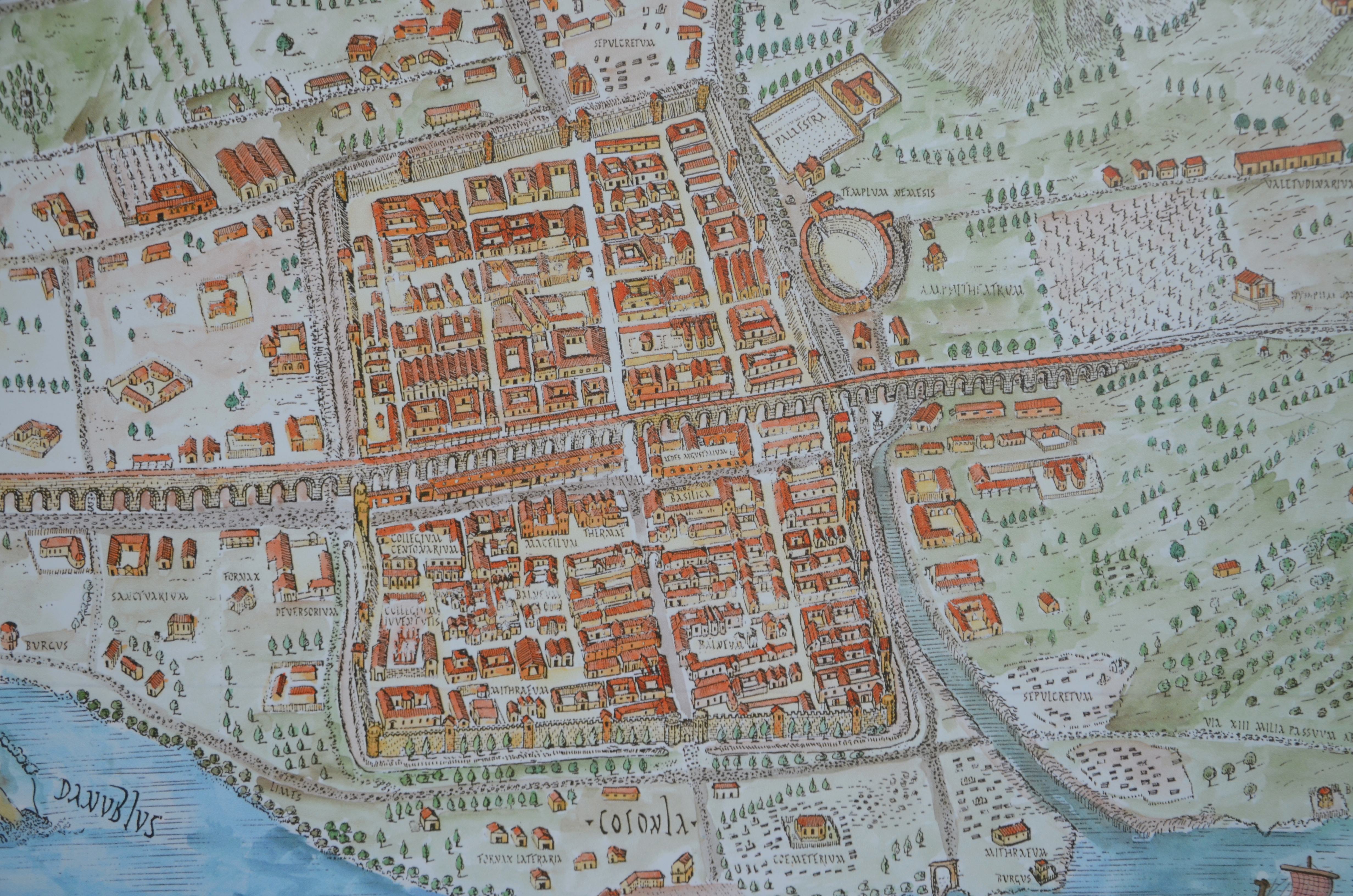
Rekonstruktion der Zivilstadt von Aquincum, Blick von Osten

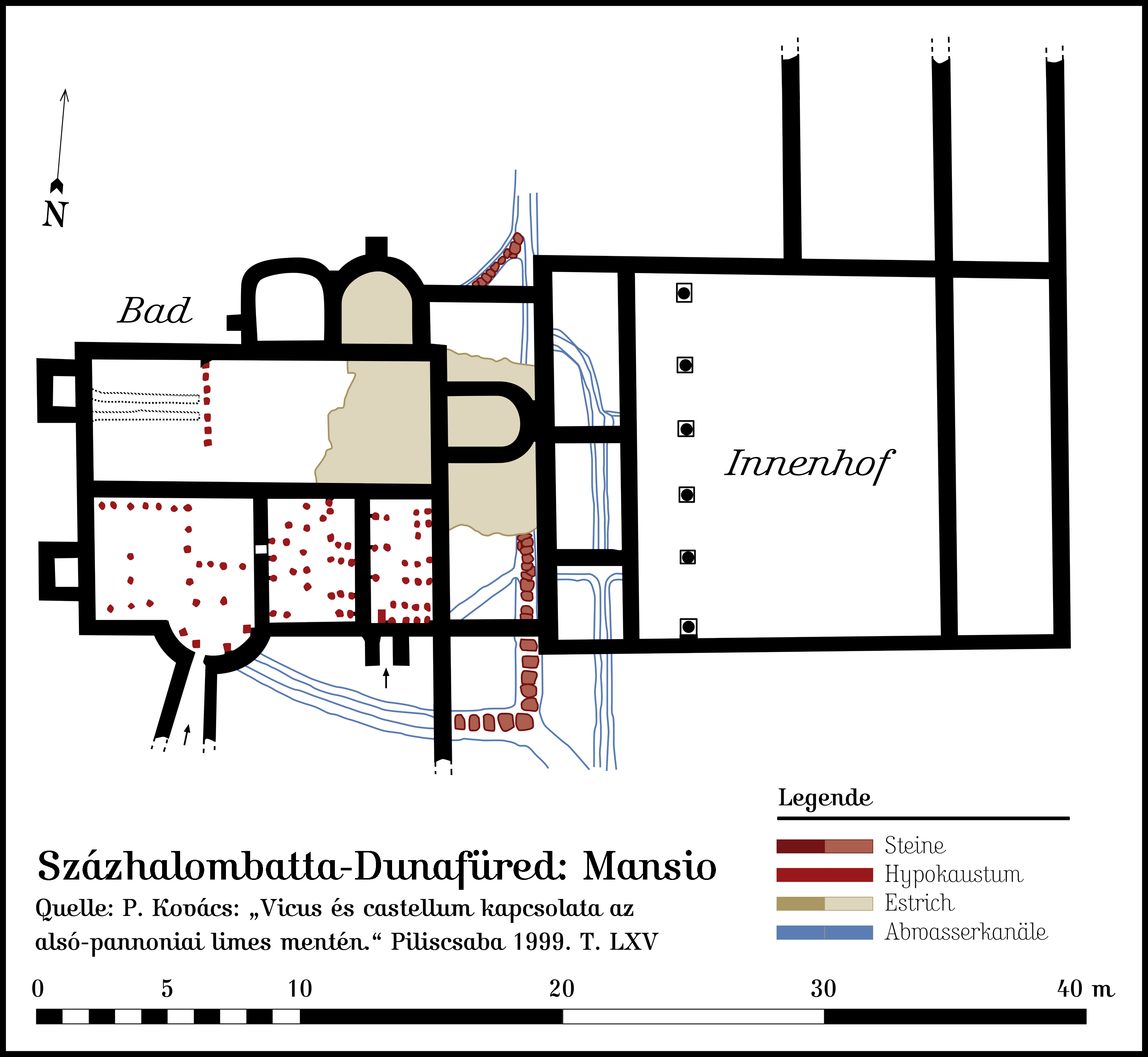
Plan der Mansio im Lagerdorf des Limeskastells Százhalombatta-Dunafüred (Matrica), Ungarn

Als Limes Pannonicus (deutsch „Pannonischer Limes“) wird der rund 420 Kilometer lange, vom Kastell Klosterneuburg in Österreich bis zum Kastell Belgrad (Singidunum) im heutigen Serbien reichende Teil des Donaulimes bezeichnet. Die Besatzungen seiner Kastelle schützten seit Augustus (31 v. Chr.–14 n. Chr.) und bis zum Beginn des 5. Jahrhunderts die pannonischen Provinzen gegen Angriffe aus dem Norden. Stellenweise erstreckte sich dieser Limesabschnitt auch über den Strom in das Gebiet des Barbaricums.
Der Donaulimes gehörte zu den unruhigsten Gebieten im europäischen Teil des Römischen Reiches. Pannonien war während der mehr als 400 Jahre dauernden römischen Herrschaft eine der wichtigsten Provinzen, insbesondere nach der Aufgabe Dakiens 271 n. Chr., da ab diesem Zeitpunkt die Völkerwanderung den Druck auf diesen Limesabschnitt noch weiter erhöhte. Auch auf das wirtschaftliche und kulturelle Leben der Zivilbevölkerung hatte der Limes großen Einfluss, da sein Hinterland eines der wichtigsten Nachschubgebiete für die Grenztruppen war und diese die Garanten für die rasche Romanisierung der Provinz waren.
Die Mehrzahl der Besatzungstruppen war in Kastellen, Kleinkastellen, Wachtürmen, Burgi und befestigten Brückenköpfen stationiert, die in regelmäßigen Abständen entlang des Flussufers errichtet waren. Im Ernstfall erhielten diese Einheiten Unterstützung von den Legionen, die in den vier großen Militärzentren mit städtischem Charakter ihr Hauptquartier hatten. Mit dem Vorstoß an die Donau verwickelte sich das Römische Reich in eine lange Reihe von Konflikten mit transdanubischen germanischen und sarmatischen Barbaren- und Wandervölkern, die im 5. Jahrhundert zum Zusammenbruch des westlichen Teilreiches führten.

## Definition und Funktion
Anfänglich stand das lateinische Wort limes für befestigte, an den Feind führende Straßen. Der Begriff wandelte und erweiterte sich im Laufe der Zeit. Er bezeichnete letztendlich eine von den römischen Truppen besetzt gehaltene Grenzlinie. Die Flussgrenzen wurden auch als ripae (Flussufer) bezeichnet, doch kann in der Antike keine klare Trennung der beiden Begriffe beobachtet werden. Der Limes in Pannonien bestand im Wesentlichen aus einer Kette von Kastellen und Wachtürmen, die durch eine gut ausgebaute und vor allem zu jeder Jahreszeit benutzbare Straße miteinander verbunden waren. Die Donau machte einen durchgehenden Erdwall, Palisaden oder eine Mauer wie in Britannien, Germanien oder Rätien überflüssig. Die Schutzbauten reihten sich in einer unterschiedlichen, der am jeweiligen Abschnitt vorherrschenden strategischen Lage geschuldeten, Dichte aneinander. Bislang sind ca. 50 Lager und etwa 100 andere Militäranlagen (Wachtürme, Kleinkastelle Ländeburgi) bekannt geworden.
Ihre Besatzungen schützten die Provinzen
- Pannonia inferior,
- Pannonia superior,

ab der Spätantike die neu gegründete
- Pannonia I,
- Savia,
- Valeria und
- Pannonia II.

In der Entwicklung des Pannonischen Limes können mehrere Funktionsphasen unterschieden werden. In seiner Frühzeit hatte das Grenzschutzsystem wie die Politik Roms noch einen offensiven Charakter. Die Holz-Erde-Kastelle sollten das eroberte Territorium ausreichend absichern bzw. stabilisieren, um ein verlässliches Sprungbrett für die weitere Expansion des Reiches zu schaffen. Schon ab dem 2. Jahrhundert n. Chr. nahm die Reichspolitik aber immer mehr defensivere Züge an. Die Römer gruben sich an der Donau ein und versuchten ihr wirtschaftlich und kulturell weit entwickeltes Territorium so gut wie möglich abzusichern. Mit dem Ausbau der Kastelle in Stein wurde aber gleichzeitig ein starres, lineares Sicherungssystem geschaffen, das keinerlei Tiefengliederung aufwies. Gelang den Barbaren ein Durchbruch, konnten sie anschließend fast ungehindert ins Innere der Provinzen ausschwärmen und ungestört plündern. Im 3. und besonders im 4. Jahrhundert n. Chr. lebte daher die Bautätigkeit auch aufgrund der veränderten machtpolitischen und militärischen Lage am Pannonischen Limes wieder auf. Dies manifestierte sich besonders in den großangelegten Um- und Ausbauten der Kastelle, der Umwehrung von Zivilstädten und der Anlage weiterer Sicherungsanlagen beiderseits der Donau wie Ländeburgi, dem Limes Sarmatiae und großflächiger Binnenkastelle im Landesinneren. Die vorrangige Aufgabe des Limes, Kontrolle des Grenzverkehrs und die Beobachtung und Abwehr von Invasoren, änderte sich aber nicht.
Das in Pannonien stationierte Militär war aufgrund der regelmäßigen Besoldung der Soldaten mit Münzgeld auch ein Hauptabnehmer der landwirtschaftlichen und handwerklichen Produkte, da es sich größtenteils aus der Provinz selbst versorgen konnte. Es war in weiterer Folge auch eine treibende Kraft für die Romanisierung und das politische und kulturelle Leben der Provinz.

## Entwicklung

### 1. Jahrhundert
Während ihres Vormarsches in Illyricum zwischen 35 und 33 v. Chr. machten die römischen Truppen erstmals Bekanntschaft mit den äußerst kriegerischen Keltenstämmen in dieser Region. Die schrittweise Eroberung Pannoniens forderte von den Römern einen hohen Blutzoll. Als ungefähr die Hälfte der verfügbaren römischen Truppenverbände zu Beginn des Jahres 6 n. Chr. aus ihren Bereitschaftsräumen gegen den zwischen Böhmen und Mähren regierenden König der Markomannen und Sueben, Marbod, abgerückt war, brach der bis 9 n. Chr. andauernde Pannonische Aufstand, eine Revolte gegen die noch recht instabile Vorherrschaft der Römer, mit voller Wucht aus. Der zur Niederschlagung des Aufstandes entsandte Feldherr und spätere Kaiser Tiberius benötigte dafür 15 Legionen und ein großes Kontingent an Hilfstruppen.
Nach Konsolidierung ihrer Herrschaft begannen die Römer unter Kaiser Claudius Pannonien durch Befestigungsbauten abzusichern. Anfangs war die Grenzverteidigung schwerpunktmäßig organisiert, an der Donau bestand zu dieser Zeit nur ein großes Lager, Carnuntum. Nach und nach wurden aber auch wichtige Donauübergänge durch Reiterschwadronen (ala) und Einheiten der Flotte gesichert (Vindobona, Raaber Pforte, Brigetio). Die Brennpunkte des Limes lagen im Wiener Becken, an der Thebener Pforte und in den Mündungsgebieten der großen slowakischen Flüsse. Das Gebiet des heutigen Ungarn blieb anfangs noch größtenteils von der militärischen Besetzung ausgespart, da Rom den damals gerade in die Große Ungarische Tiefebene einwandernden sarmatischen Jazygen auch die Ansiedlung nahe der Donau erlaubte. Die Römer banden diese Stämme durch Verträge als neue Verbündete an sich. Als Gegenleistung für Militär- und Wirtschaftshilfe hatten sie das Vorfeld des Limes zu sichern. Welche Einheiten (Infanterie, Reiter) wo stationiert waren, hing von den strategischen oder topographischen Gegebenheiten ab. In unübersichtlichem, schwierigem Gelände wurden bevorzugt Fußtruppen eingesetzt. In gut einsehbaren Ebenen oder an Straßenknotenpunkten konzentrierte man berittene Truppen. In diesen Lagern standen meist nur Reiter oder aus Infanterie und Reitern gemischte Einheiten.
Anfänglich zählten die großen Stützpunkte von Vindobona und Carnuntum zur benachbarten Provinz Noricum, wurden aber wegen der ständigen Invasionsgefahr in ihren Abschnitten unter Tiberius an Pannonien angegliedert, danach wurden in Oberpannonien zuerst eine, später zwei weitere Legionen stationiert.
Gegen Ende des 1. Jahrhunderts wurde die Kastellkette an der Donau unter Domitian (81–96), während dessen Herrschaft ernsthafte Spannungen zwischen Römern und Jazygen auftraten, weiter verdichtet. Dioes führte auch zum massiven Ausbau des Limes im heutigen Ungarn. Durch die rasche Bildung von Zivil- und Veteranensiedlungen um die neuen Legions- und Auxiliarlager entwickelten sich diese auch bald zu Zentren der Romanisierung. Mit der Stationierung der Legionen entstanden im 1. Jahrhundert n. Chr. auch bedeutende Veteranensiedlungen (coloniae) in
- Emona (Ljubljana),
- Savaria (Szombathely),
- Sirmium (Sremska Mitrovica)
- und Siscia (Sisak).

Auch die Verwaltung, das Straßennetz und die Infrastruktur wurden weiter ausgebaut. Von besonderer militärischer Bedeutung war die Anlage der großen Limesstraße (via iuxta Danuvium), die am rechten Ufer der Donau die Sicherungsanlagen des Pannonischen Limes miteinander verband. Diese Straße – zwar in erster Linie für die Bedürfnisse des Militärs angelegt – war auch für den Zivil- und Warenverkehr wichtig, da die Donau schon in vorrömischer Zeit eine bedeutende Handelsroute war. Unter Hadrian wurden auch die letzten Lücken am Pannonischen Limes geschlossen. Die Macht Roms reichte aber damals wohl noch weit über seine Grenzen hinaus und das Land nördlich der Donau wurde vermutlich vom Militär auch als Weide- und Ackerfläche genutzt.

### 2. Jahrhundert
Nach der Eroberung Dakiens durch Kaiser Trajan 106 n. Chr. wurde Pannonien aufgespalten und in zwei Provinzen neu organisiert: In einen (größeren) Westteil Oberpannonien (Pannonia superior) und im Osten in das flächenmäßig etwas kleinere Unterpannonien (Pannonia Inferior).
Durch die Expansion der Römer über die Donau hinaus wurden Sarmaten, die versprengten Reste dakischer Stämme, Quaden und Vandalen in die Große Ungarische Tiefebene und damit auch vom pannonischen Limes abgedrängt. Die Spannungen entluden sich schließlich in den langwierigen und für Pannonien verheerenden Markomannenkriegen (166–180), die von Kaiser Mark Aurel (161–180) nur unter großen militärischen Anstrengungen siegreich beendet werden konnten. Der Kaiser verstarb noch vor dem Ende der Kämpfe in Sirmium, vermutlich an der nach ihm benannten „Antoninischen Pest“. Die von seiner Regierung geplante Einrichtung zweier neuer Provinzen in der Ungarischen Tiefebene, Marcommania und Sarmatia, wurde fallengelassen. Im Jahr 193 wurde in den Wirren nach Ermordung des Commodus schließlich der Statthalter der Pannonia Superior, Septimius Severus, mit Hilfe der Donaulegionen in Carnuntum zum Kaiser ausgerufen. Aus den ihm besonders ergebenen pannonischen Soldaten bildete er später in Rom eine neue Prätorianergarde.

### 3. Jahrhundert
In der zweiten Hälfte des 3. Jahrhunderts trafen den pannonischen Limesabschnitt weitere schwere Angriffe, so der gotisch-sarmatisch-quadische Einfall von 260 und ein Kriegszug der Vandalen, Sueben und einmal mehr der Sarmaten ein Jahrzehnt später. Das Ausmaß der Zerstörungen an den militärischen Objekten führten unter anderem zur Aufgabe des Kastells Budapest-Albertfalva um 259/260, auch sämtliche Militärsiedlungen erlitten dabei schwere Schäden. Im anbrechenden Chaos der Reichskrise des 3. Jahrhunderts wurden fast alle Heerführer des von Kaiser Philippus Arabs (244–249) begründeten illyrischen Militärkommandos zu Kaisern ausgerufen. Sie konnten die separatistischen Aufstände, die bald überall im Reich aufloderten und besonders im Osten ein gefährliches Ausmaß annahmen, unter großen Mühen wieder eindämmen und niederschlagen. Aufgrund der immer heftiger werdenden Angriffe barbarischer Stämme auf den dakischen Limes (Limes Daciae) musste die Provinz unter Kaiser Aurelian (270–275) wieder geräumt werden. Von da an verlief die Reichsgrenze wieder direkt am Donauufer und der Druck der einsetzenden Völkerwanderung lag nun im Westen größtenteils auf dem pannonischen Limes. Ab 292 n. Chr. wurde der Donaulimes durch ein unter Diokletian angestoßenes Wiederaufbau- und Modernisierungsprogramm durch Anlage neuer Lager, Kleinkastelle und Ländeburgi weiter verstärkt, die beiden pannonischen Provinzen wiederum geteilt und diesmal in vier Verwaltungseinheiten neu organisiert. Eine weitere umfangreiche Neu- bzw. Ausbaukampagne am Limes Pannonicus wurde von seinem Nachfolger Konstantin I. (306–337) in Auftrag gegeben.

### 4. Jahrhundert
Der Verlust Dakiens hatte für die Verteidigung des pannonischen Limes weitreichende Folgen. In dieser Zeit wurde das pannonische Überwachungsgebiet laut der Aufzeichnungen in der Notitia Dignitatum offensichtlich in zwei Teile (pars superior und pars inferior) aufgespalten. Auf Befehl von Konstantin I. oder eventuell auch einem seiner Söhne wurde im frühen 4. Jahrhundert n. Chr. in der Großen Ungarischen Tiefebene ein Mehrfachsperrsystem aus kilometerlangen Erdwällen aufgeworfen, das sich vom Donauknie nördlich der Provinzhauptstadt Aquincum (Budapest) bis zum Eisernen Tor erstreckte, der sogenannte Limes Sarmatiae. Nach der Niederschlagung der Usurpation des Magnentius 353 n. Chr. gelang es Constantius II. die Reichseinheit wiederherzustellen. Von 357 bis 359 richtete der Kaiser seine Residenz in Sirmium ein, von wo aus er Feldzüge gegen die Stämme der Quaden, Sarmaten und Limiganten führte. Nach deren erfolgreichen Abschluss hielt Constantius in Sirmium einen Triumphzug ab und ließ einige Kastelle am mittleren Donaulimes wieder instand setzen. Mit dem Bau eines Siegesdenkmals bei Carnuntum wurde ein letztes Mal ein markantes Zeichen der uneingeschränkten Macht und Unbesiegbarkeit Roms am hart umkämpften pannonischen Limes gesetzt, dies ganz besonders in einer Zeitperiode, in der das Römische Reich großen Umwälzungsprozessen und dramatischen politischen Veränderungen ausgesetzt war. Auch das Christentum war zu dieser Zeit schon seit Jahrzehnten als Religion anerkannt und gewann im Reich zunehmenden Einfluss.
Die letzten großen baulichen Veränderungen am pannonischen Limes wurden im Auftrag Valentinians I. durchgeführt. Der Kaiser war gebürtiger Pannonier und versuchte unter großen Anstrengungen, den sich überall schon in Auflösung befindlichen Grenzschutz wieder zu stabilisieren. Bis um 369/370 wurden die meisten der zerstörten Kastelle wieder weitgehend instand gesetzt, danach kam es etwa ab 371/372 zum Bau einer neuen Wachturmkette am Donauufer. Diese Bautätigkeiten dürften sich aber nur auf die von Einfällen besonders gefährdeten Limesabschnitte konzentriert haben. Sein Hauptquartier schlug Valentinian in Brigetio auf, wo er im folgenden Jahr während der Friedensverhandlungen mit den Quaden starb. Es sollte der letzte ernsthafte Versuch zur Reorganisation des Donaulimes sein. Das Erscheinen der Hunnen und die Umbrüche der Völkerwanderung in den Jahrzehnten nach dem Tod Valentinians hatten die Kräfteverhältnisse im Karpatenbecken bald vollkommen verändert. Am Ende des 4. Jahrhunderts löste das rasch expandierende Hunnenreich eine Wander- und Flüchtlingswelle von bisher nicht gekannten Ausmaßen aus, die Ambrosius von Mailand folgendermaßen beschrieb: „Die Hunnen erhoben sich gegen die Alanen, die Alanen gegen die Goten, die Goten gegen die Taifalen und Sarmaten“. Die Ankunft der Vorhut und schließlich der Hauptmasse dieses Steppenvolkes an den Pforten des schon durch ständige Abwehrkriege an allen Fronten geschwächten Reiches läutete schließlich das Ende der römischen Herrschaft in Pannonien ein.

### 5. bis 8. Jahrhundert
Auf der Flucht vor den Hunnen gelangten auch die Völker der Terwingen und Alanen bis an die Donau und erzwangen sich nach der Schlacht von Adrianopel ihre Aufnahme ins Reich. Unter Kaiser Theodosius I. (379–395) wurden sie schließlich als halbautonome Foederati in die römische Armee übernommen und größtenteils auf die Kastelle des Donaulimes verteilt, wo sie nach dem stufenweisen Abzug der regulären römischen Limitaneieinheiten zur Verteidigung des römischen Kernlandes die Hauptlast der Grenzsicherung tragen sollten.
Zu dieser Zeit war der Mannschaftsstand der regulären römischen Armee in Pannonien schon so stark abgesunken, dass die großen Kastelle nicht mehr gehalten werden konnten und deshalb zum großen Teil der ansonsten weitgehend schutzlosen Zivilbevölkerung überlassen wurden. Nur vereinzelt haben Wachtürme, Kleinkastelle und die größeren Lager auch den Beginn des 5. Jahrhunderts überstanden. Sie bildeten längst keine lückenlose Überwachungs- und Signallinie mehr und hatten damit ihre vormalige Abwehrfunktion praktisch eingebüßt. Auch die darauffolgende teilweise Umwandlung der Lager in befestigte Siedlungen (Oppida) und die Neuanlage von turmartigen Restkastellen in den Lagerecken und stark befestigten Wachtürmen (Burgi) an beiden Seiten des Donauufers konnten eine wirksame Grenzverteidigung nicht mehr gewährleisten. Zwischen 420 und 430 verloren diese Anlagen endgültig ihre militärische Bedeutung. Ein großer Teil der Provinzialen begann deshalb nach Italien abzuwandern. Mit der vertraglichen Abtretung der pannonischen Provinzen an das Hunnenreich Attilas im Jahr 433 lösten sich auch die letzten kümmerlichen Reste der römischen Limesorganisation in Pannonien auf.
Eine Siedlungskontinuität in den Kastellen konnte jedoch auch nach dem Zusammenbruch des Weströmischen Reiches vor allem im Westen der Provinz beobachtet werden. Der Abzugsbefehl Odoakers an die Romanen im Jahr 488 entvölkerte zwar die oppida weitgehend, ließ sie aber nicht vollkommen veröden. Neue Zuwanderer siedelten sich innerhalb der noch stehenden Kastellmauern an und vermischten sich bald mit der romanischen Bevölkerung. Nach Auflösung des Hunnenreiches beanspruchte Ostrom Pannonien für sich, konnte es aber nur bis zur Schlacht bei Horreum Margi (505 n. Chr.) halten. Die römische Armee unter dem Magister militum per Illyricum, Sabinianus, wurde von Theoderich dem Großen geschlagen und Pannonien dem Ostgotenreich in Italien einverleibt. Die Reste der romanischen Bevölkerung erlebten auch noch die awarische Eroberung Pannoniens. Als schließlich die entlang der Donau aus dem Westen vordringenden Karolinger Pannonien im 8. Jahrhundert den Awaren wieder entrissen, war ihre Erinnerung an die einstige Zugehörigkeit zum Römischen Reich noch lebendig, was die Eingliederung der Region in das Fränkische Reich erheblich erleichterte. Die ehemaligen römischen Kastelle gingen in das fränkische Königsgut über und wurden teilweise wieder aufgebaut bzw. als Lehen vergeben und neu besiedelt. Zahlreiche Kastelle und Legionslager entwickelten sich im Mittelalter zu bedeutenden Siedlungen und im Fall von Aquincum und Vindobona sogar zu den Hauptstädten des modernen Ungarn und Österreich.

## Militärische Infrastruktur

### Limeskastelle und Legionslager
Zur Sicherung Pannoniens wurden vier große Legionslager und zahlreiche Kastelle für die Hilfstruppen (Reiter und Infanterie) errichtet. Da einige von ihnen noch nicht aufgedeckt sind, lässt sich ihre genaue Zahl nicht angeben. Bei manchen von ihnen ließ sich anhand der Befunde auch nicht feststellen, ob sie ständig oder nur vorübergehend in Gebrauch waren. Nach Konsolidierung der römischen Herrschaft über Pannonien wurde im 1. und 2. Jahrhundert n. Chr. entlang des rechten Donauufers alle 10 bis 30 Kilometer ein Kohortenkastell errichtet. Ein Großteil der früh- und mittelkaiserzeitlichen Auxiliarlager weist einen nahezu einheitlichen Grundriss auf und waren die fortschrittlichsten ihrer Zeit. Die Dichte der Kastellkette hing von den topographischen Gegebenheiten am jeweiligen Limesabschnitt ab. Die Lager wurden in der Regel an flachen Stellen oder kleinen Plateaus und so nah wie möglich am Donauufer errichtet. An den Punkten, wo sich die Donau in mehrere Nebenarme teilte oder von Sümpfen gesäumt wurde (Mosoner Donau, Flur bei Sarret), waren größere Strecken – bis zu 15 römische Meilen – zwischen den Lagern zu verzeichnen. Der weiteste Abstand (32 römische Meilen) lag zwischen den Kastellen von Solva und Cirpi und war vor allem durch den gebirgigen Charakter der Landschaft vorgegeben. Lokale Besonderheiten und strategische Erfordernisse führten auch öfters zu kleineren Abweichungen im linearen Sicherungssystem. Dazwischen entstanden an zentralen Verkehrsknotenpunkten, Flussmündungen oder an besonders gefährdeten Stellen die über mehrere 100 Jahre besetzten Legionslager. Die meisten der zu ihnen führenden Diagonalstraßen endeten nicht dort, sondern führten auf der anderen Seite der Donau weiter ins Innere des Barbaricums.
In augusteischer und tiberischer Zeit waren die meisten der in Pannonien stehenden römischen Truppenverbände noch bei Carnuntum konzentriert. Ob es sich bei ihren Stützpunkten nur um temporäre Marschlager gehandelt hat, ist heute nur mehr schwer zu entscheiden. Einige der Lager im Landesinneren wurden im Zuge des Vorstoßes bis zur Donau wieder aufgelassen, wie z. B. das unter Augustus eingenommene Siscia mit der Legio VIIII Hispana als Garnisonstruppe. Ein weiteres dieser frühen Legionslager befand sich in Poetovio (Pettau; Standort der Legio VIII Augusta).
Während der Regierung des Kaisers Claudius erreichte Pannonien wahrscheinlich seine endgültige Ausdehnung, für Carnuntum ist literarisch bereits zu Anfang des 1. Jahrhunderts n. Chr. ein Winterlager belegt. Danach wurde hier das erste, ständig belegte Legionslager in Pannonien errichtet, wo zunächst noch die Legio XV Apollinaris stand und anschließend durch die Legio XIIII Gemina abgelöst wurde. Ab 80 n. Chr. begann sich auch Vindobona von einem Auxiliarkastell zu einem bedeutenden Legionsstützpunkt zu entwickeln. Des Weiteren entstanden unter Domitian in Oberpannonien neue Hilfstruppenkastelle sowie zahlreiche Wachtürme und Kleinkastelle (z. B. Kleinkastell Höflein und Kleinkastell Stopfenreuth). In diese Zeit lassen sich im ungarischen Abschnitt des pannonischen Limes auch einige frühe Holz-Erde-Kastelle datieren. Obwohl archäologisch nicht nachgewiesen, gilt es als wahrscheinlich, dass auch an der Drau- und Savemündung, bei Mursa und Sirmium, schon ständig Hilfstruppenabteilungen präsent waren. Epigraphische Quellen deuten darauf hin, dass besonders in den 80er Jahren des 1. Jahrhunderts die Anzahl der Hilfstruppeneinheiten in Pannonien deutlich anstieg. Unter Vespasian und Domitian begann deshalb auch ein großangelegtes Lagerausbauprogramm, in dessen Rahmen u. a. das Legionslager von Aquincum angelegt wurde. Ein großer Teil der Hilfstruppen wurde in der flavisch-traianischen Epoche nach Pannonien abkommandiert. Die durchgehende Sicherung der pannonischen Grenze wurde durch Errichtung weiterer Festungsanlagen abgeschlossen. In diese Zeit datiert somit die Errichtung der letzten pannonischen Donaukastelle für die kommenden 200 Jahre und auch der endgültige Ausbau der Legionslager Carnuntum, Vindobona, Brigetio und Aquincum.
Bei einigen pannonischen Kastellen erfolgte ihr Ausbau in Stein schon sehr früh, meist schon gegen Ende des 1. Jahrhunderts n. Chr. Die Auxiliarlager von Solva, Szentendre (Ulcisia Castra), Budapest-Albertfalva und Vetus Salina wurden möglicherweise sogar noch etwas früher in Steinbauweise errichtet. Dieser Umbauprozess wurde besonders unter Kaiser Hadrian forciert, kam aber durch den Ausbruch der Markomannenkriege wieder weitgehend zum Stillstand. In Intercisa ließ man beispielsweise einen Holzturm des Südtores vorerst noch bestehen, vermutlich wurden hier die steinernen Flankentürme erst unter Caracalla oder unter Gordianus III. fertiggestellt, ähnlich verhielt es sich auch im Kastell Quadrata.
Ein großer Teil dieser neuen Steinlager war aber schon ab der Mitte des 2. Jahrhunderts n. Chr. schweren Belagerungen ausgesetzt. Noch während der Herrschaft Hadrians erforderten die Verwüstungen sarmatisch-quadischer Angriffe (138–139) den vollkommenen Neubau von einzelnen Kastellen, insbesondere von denjenigen, die in der Umgebung von Aquincum gestanden hatten. Besonders auffällig dabei war, dass die Zwischenwände ihrer Innengebäude in den meisten Fällen nur mehr aus Lehmziegeln hochgezogen wurden.
Während der fast 20 Jahre andauernden Markomannenkriege unter der Regierung Mark Aurels wurden die Lager in Pannonien zur Gänze zerstört bzw. schwer beschädigt, wodurch das Limessystem bis in seine Grundfesten erschüttert wurde. Der Wiederaufbau der Kastelle nahm mit ziemlicher Sicherheit eine längere Zeitspanne in Anspruch, sodass die Arbeiten wahrscheinlich erst gegen Ende des 2. Jahrhunderts – unter Mark Aurels Nachfolger Commodus – weitgehend abgeschlossen werden konnten. In dieser Periode werden in Pannonien auch erstmals Kleinkastelle, sog. praesidia erwähnt. Nachdem sich auch die lineare Grenzverteidigung während des 3. Jahrhunderts durch den immer stärker werdenden Druck der auf das Reichsgebiet vorstoßenden Völker als zunehmend untauglich erwiesen hatte, trat besonders das ab den Regierungsjahren der Kaiser Diokletian und Konstantin I. immer wichtiger werdende spätrömische Bewegungsheer (Comitatenses) in den Vordergrund. Man war nun angesichts der neuen strategischen Herausforderungen gezwungen, von der klassischen Linearverteidigung zu einer mehrfach gestaffelten Tiefenverteidigung überzugehen, in der auch befestigte Städte und sog. Binnenkastelle (siehe unten) im Landesinneren eine wichtige Rolle spielten. Diese Maßnahmen führten auch zu einer tiefgreifenden Umorganisation bei den Grenztruppen. Die noch vorhandenen Legionen und Auxiliarverbände alten Stils wurden teilweise neu auf- oder zusammengestellt bzw. ihre Mannschaftsstärke reduziert.
Die Grenzkastelle und das Verteidigungssystem Pannoniens erfuhren deshalb erstmals unter Mark Aurel, aber besonders unter seinen späteren Nachfolgern Diokletian, Constantius II. und Valentinian I. einige tiefgreifende Veränderungen. Viele Lager wurden z. B. in ihrer Fläche erheblich verkleinert, um sie an die verringerten Mannschaften anzupassen. Stets waren aber besonders die Türme von den Umbauten betroffen. Zumeist wurden sie komplett abgebrochen und – in mehreren aufeinanderfolgenden Bauperioden – durch runde, U-(Hufeisen-)förmige beziehungsweise an den Ecken durch fächerförmige, bastionsartige Bautypen ersetzt. Die Kastellmauern wurden verstärkt bzw. erhöht, die mehrreihigen Wehrgräben im Vorfeld einplaniert, um für die neuen, weit nach außen vorkragenden Türme Platz zu schaffen und danach weiter nach vorne verlegt. Auch die Erdrampen (agger) an der Innenseite der Mauern wurden zur Gänze beseitigt, an ihrer Stelle neue Kasernen errichtet, die direkt an der Wehrmauer angebaut wurden, die Mitte des Areals blieb hingegen frei von Bebauung. Die relativ schwach befestigten Lager der Prinzipatszeit wurden dadurch in wehrhafte Festungen verwandelt.
Im 4. Jahrhundert n. Chr. kamen Kastellneubauten hinzu, die teilweise auch noch den früheren Grundrissen folgten. Überwiegend wurde ihre Form und Lage (bevorzugt Bergkuppen, Höhen und Hügel) aber der örtlichen Topographie und der neuen Defensivdoktrin angepasst. In den allermeisten Fällen aber fand während der Spätantike – wie am Kastell Klosterneuburg oder am Kastell Kölked (Altinum) – ein vollkommener Umbau bzw. Verstärkung der älteren Fortifikationen statt, der wie am Kastell Szentendre (Castra Constantia) und am Kastell Nagytétény (Campona) auch mit der Blockierung der meisten Lagertore durch eine hufeisenförmige Vormauer einherging.
Neubauten wie Castra ad Herculem und das Kleinkastell Visegrád-Gizellamajor ersetzten an manchen Plätzen auch eine Vorgängeranlage (Contra Aquincum in Budapest). Es handelte sich oft wieder um regelmäßig quadratische Anlagen, ähnlich wie bei den mittelkaiserzeitlichen Ausführungen. Gute Beispiele hierfür sind hier einmal mehr Contra Aquincum, Transaquincum aber auch das Kastell von Tokod. In manchen Fällen wurden auch Höhenfestungen angelegt, deren Grundriss sich aber streng an den örtlichen Geländeverhältnissen orientieren musste, wie besonders am Kastell Visegrád–Sibrik zu beobachten war.
An anderen Stellen, wie am Kastell Gerulata oder Cirpi, entstanden in der Endphase des pannonischen Limes, innerhalb der Kastellmauern ebenfalls noch neue, aber erheblich kleinere Befestigungsanlagen (Burgus, Restkastell) in der Größe von durchschnittlich 10 bis 30 Quadratmetern. Das nun freigewordene Lagerareal nahm – zumindest teilweise – die aus den nun nicht mehr sicheren Lagerdörfern zuströmende Zivilbevölkerung auf und wandelte sich dadurch in ein befestigtes Wehrdorf (Oppidum) um. Nach Ansicht von Sándor Soproni (1926–1995) wurden diese Bauwerke im verstärkten Maße nach der Schlacht von Adrianopel (378) errichtet, wahrscheinlich entstanden sie aber erst an der Wende zum 5. Jahrhundert.
In Aquincum ist der Umbau der Porta Praetoria des Legionslagers unter Diokletian die letzte nachweisbare militärische Bautätigkeit, danach riss man das alte Lager bis auf die Ostmauer ab und erbaute nahe am Donauufer ein neues Kastell. Da in Brigetio keine Fächertürme archäologisch nachgewiesen werden konnten, ist es möglich, dass dort zu einer ähnlichen Lösung gegriffen wurde. In den unterpannonischen Legionslagern fehlen Spuren weitergehender spätrömischer Bautätigkeit aber ansonsten fast völlig. Einige wenige Garnisonsorte wie das Kastell Budapest-Albertfalva wurden von der Armee nach ihrer Zerstörung vollständig geräumt und aufgegeben. Die letzte große, zentral organisierte Baukampagne in Pannonien, der Ersatz der Fächer- und Hufeisentürme an den Binnenkastellen durch Rundtürme (siehe weiter unten), konnte bei den Limeskastellen nicht beobachtet werden, was entweder auf ein nachlassendes Interesse der Militärführung oder auf einen Arbeitskräfte- bzw. Materialmangel schließen lässt.
In der Zeitspanne vom Tod Valentinians I. bis zur Räumung Pannoniens durch die römischen Truppen, 433 n. Chr., lassen sich deutliche Verfallserscheinungen an den Garnisonsplätzen ausmachen. Reparaturen wurden mit wenig Sorgfalt oder nur mehr äußerst notdürftig ausgeführt, die nun offenbar nicht mehr benötigten großen Verwaltungsgebäude, wie z. B. die Stabsquartiere (Principia), wurden teilweise niedergelegt. Zu diesen letzten nachweisbaren Aktivitäten auf den Kastellarealen zählen auch die Anlage von primitiven Getreidedepots (Kastell Ács-Vaspuszta – Ad Statuas) und Abfallgruben (Kastell Százhalombatta-Dunafüred – Matrica).

### Binnenkastelle
Die sogenannten Binnenkastelle oder Binnenfestungen bildeten eine spezielle Gruppe von Kastellen. L. Borhy definierte diese als „diejenigen befestigten Komplexe […], die im Hinterland des Limes, im Inneren der Provinz in der Periode der späteren Kaiserzeit errichtet wurden, und im Hinblick auf ihre Bauweise – Befestigungswerke, Bauphasen, innere Bebauung, Chronologie – auffallende Ähnlichkeiten aufweisen.“ Sie waren die größten planmäßig angelegten Bauprojekte der Spätantike in den Provinzen Pannonia I und Valeria. Die Notwendigkeit zum Bau von solchen, vom Limes relativ weit entfernten Kastellen ergab sich ebenfalls aus den spätrömischen Militärreformen bzw. der Konzeption eines mehrreihigen Verteidigungssystems im 4. Jahrhundert n. Chr. Da sie sich nicht direkt an der Donau befanden, hielt man sie anfangs für befestigte Siedlungen oder Städte. Sie entstanden wahrscheinlich am Ende der Regierungszeit Konstantins I. oder unter Constantius II. Mit ziemlicher Sicherheit sind sie auch im Verzeichnis der Notitia Dignitatum namentlich aufgeführt, konnten aber bisher nicht zugeordnet werden. Seit dem Mittelalter sind insgesamt vier Kastelle dieser Art bekannt, ihre Ruinen befinden sich in
- Fenékpuszta bei Keszthely am Südwestufer des Plattensees, in
- Környe, an der antiken Straße zwischen dem Legionslager Brigetio und Aquincum, in
- Ságvár rund zehn Kilometer südlich des Plattensee-Nordostufers und in
- Alsóhetény auf halbem Weg zwischen dem Plattensee und Fünfkirchen (Sopianae).

Vermutlich zählte auch Tac (Gorsium) zu dieser Art von Befestigungen. Es gehörte zur Provinz Pannonia I, während die anderen drei zum Territorium der Provinz Valeria zählten. Die Binnenkastelle der Valeria befanden sich auf einer Nord-Süd-Achse parallel zum Lauf der Donau, ca. zwischen 20 und 60 Kilometer vom Limes entfernt. Nur das Kastell von Fenékpuszta befand sich etwas weiter östlich, am westlichen Ende des Plattensees. Die antiken Namen der Festungen wurden zum Teil nicht überliefert oder sind in der Forschung noch umstritten.
Als die Römer Pannonien im Jahr 433 an die Hunnen abtraten, wurden auch die Binnenkastelle aufgegeben und dem Verfall preisgegeben. Ab dem Mittelalter wurden sie als Steinbrüche für den Bau der umliegenden Kirchen oder Burgen verwendet. Nur die etwas schwerer zugängliche Festung von Fenekpuszta wurde noch jahrhundertelang verwendet.
Allein die Armee war wohl in der Lage, den Bau derartig großer Anlagen in der gesamten Provinz umzusetzen und zu koordinieren. Für die zentrale Planung sprechen auch die weitgehend identische Bauausführung der Kastelle und die oft zur gleichen Zeit erfolgten Umbaumaßnahmen. Neben ihren militärischen Funktionen erfüllten die Binnenkastelle auch logistische Aufgaben. Sie dienten als Versorgungsknotenpunkte und Nachschubbasen für die Limeskastelle der vordersten Linie und die mobilen Heeresverbände. Bei Gefahr konnten sich die Soldaten - und wohl auch die Zivilbevölkerung - in die Kastelle zurückziehen, was auch ihre große Fläche erklären würde. Die ständig in den Binnenkastellen stationierten Kohorten waren wohl relativ klein und erfüllten nur die routinemäßigen Garnisonsaufgaben, zur Verteidigung der Festungen waren sie ohne Verstärkungen nicht in der Lage.
Man achtete besonders darauf, die Kastelle an wasserreichen Stellen zu errichten. Besonders gut ist das in Alsoheteny zu beobachten. Die römischen Ingenieure stauten dort das Wasser einer Quelle zu einem kleinen See inmitten des ummauerten Areals auf. Die Binnenkastelle entstanden nicht über früheren Siedlungen, nur Gorsium war eine bedeutende frühkaiserzeitliche Ansiedlung, die um 260 zerstört worden war. Die Lage der Kastelle und ihre relativ schmalen Umfassungsmauern der ersten Bauperiode lassen annehmen, dass die Militärführung damals nicht mit einer ernsthaften Bedrohung durch Belagerungen rechneten. Es handelte sich um mehrphasige Anlagen mit einem nach Norden orientierten quadratischen Grundriss, ungewöhnlich großen Ausmaßen (7,3 bis 21 Hektar) und 2,3 bis 2,8 Meter breiten Mauern. In Phase I waren die Wehrmauern noch mit hufeisenförmigen oder rechteckigen (Sagvar, Tacs) Zwischentürmen und Fächertürmen an den Ecken ausgestattet, wie es auch vielfach an anderen pannonischen Limeskastellen dieser Zeit beobachtet werden konnte, in Phase II wurden sie durch Rundtürme ersetzt. Nur in Tacs konnte keine Phase II nachgewiesen werden, dort befanden sich an den Seiten in unregelmäßigen Abständen rechteckige und an den Ecken fächerförmige Exemplare. Die größte Festung war die von Alsoheteny, die kleinste die von Sagvar. Die größeren verfügten über vier Tore, die kleineren wie Tacs und Sagvar (Nord und Südmauer) nur über zwei Torbauten.
Die ersten wissenschaftlich begleiteten Grabungen setzten in den 1970er Jahren ein und bewiesen, dass es sich bei den Kastellen mit runden Seitentürmen bereits um ihre zweite Bauperiode handelte. Die Ausmaße der Festungen hatten sich dabei aber nicht nennenswert erhöht. Auch die Positionen der vier Tore blieb in allen Fällen unverändert, beidseitig wurden an den Torflanken Rundtürme mit einem Durchmesser von 12 m angebaut. Baugleiche Türme fanden sich auch an den Lagerecken. Die Umfassungsmauern wurden bis zum Bodenniveau abgetragen und im Bereich der Türme komplett entfernt. Danach wurden sie neu hochgezogen und auf 2,0 m bis 2,7 m verbreitert. Die Mauern der Rundtürme hatten ebenfalls eine Stärke von 2,7 m, ihr Durchmesser betrug 14 bis 15 m. Die Befunde in Fenekpuszta und Alsoheteny ergaben, dass die Umbauten in diesen beiden Lagern unter Valentinian I. durchgeführt wurden.
Die Innenbauung bestand bei allen vier Festungen im Wesentlichen aus einem villenähnlichen Haupt- oder Kommandogebäude, einem Lagerhaus, ein Wirtschaftsgebäude, Stallungen oder Pferche, einer Art Kaserne und einem Badegebäude. Auf eine dekorative Ausstattung wie Mosaike, Fresken, Marmorfußböden oder dergleichen wurde ausnahmslos verzichtet. In der zweiten Bauperiode wurden bei einigen Gebäuden lediglich die Fußböden etwas erhöht. Auch der Betrieb von großen Backöfen, Metallverarbeitung, Landwirtschaft und Viehzucht sind aus diesen Innenbefestigungen bekannt.

### Wachtürme
Die Erforschung der pannonischen Wachtürme befindet sich noch erheblich im Rückstand, da es wesentlich leichter ist, große Lager zu lokalisieren, als diese oft sehr kleinen Anlagen, die noch dazu in vielen Fällen kaum Bodenspuren hinterließen. Luftaufnahmen und gezielte Ausgrabungen haben aber in jüngster Zeit zahlreiche neue Ergebnisse gebracht, wodurch sich die Anzahl der bekannten Türme nahezu verdoppelt hat.
Nach Festigung der römischen Macht entstanden ab der Zeit der Dakerkriege die ersten Wachturmketten entlang der Donau, die Mehrzahl von ihnen wurde zunächst noch in Holzbauweise ausgeführt. Am Donauknie hat man sie ausnahmslos aus Stein, im Süden, bei Intercisa, Annamatia, noch aus Holz errichtet. Um das Kastell Intercisa waren vor allem quadratische Anlagen vorherrschend, runde Exemplare kommen nur selten vor. Da viele Holzturmstellen von steinernen Nachfolgegebäuden, spätestens aber während der valentinianischen Epoche mit Burgi überbaut wurden, ist ihr Nachweis meistens sehr schwierig. Aus der Zeit des Commodus sind aber 13 Bauinschriftenfragmente von Wachtürmen bekannt, die aus den Jahren zwischen 184 und 185 stammen. Bei einigen aus Stein gebauten Türmen (Csillaghegy, Nyergesujfalu, Schlossgarten Visegrad) gelang es, ihre Entstehungszeit in das 2. Jahrhundert n. Chr. zu datieren. Die meisten Wachtürme wurden im 4. Jahrhundert n. Chr. unter Valentinian I. errichtet.
Sie wurden in möglichst regelmäßigen Abständen, bevorzugt am Donauufer oder an Bachmündungen aufgestellt, sodass die Besatzungen noch Sichtkontakt zueinander hatzen, um im Alarmfall rasch Licht-, Horn- oder Rauchsignale an die benachbarten Kastelle weitergegeben zu können. Die Dichte der Wachturmkette hing – wie auch bei den Kastellen – von der strategischen Situation vor Ort ab. An besonders gefährdeten Abschnitten standen sie zuweilen nur 400 bis 500 Meter voneinander entfernt, an manchen Stellen bis zu 5 Kilometer. Die Bauwerke dienten manchmal auch nur als reine Signaltürme, wie beispielsweise der Turm von Scharndorf, Niederösterreich, der sich vermutlich als Glockenturm der Pfarrkirche erhalten hat. An den Abschnitten, an denen die Limesstraße unmittelbar am Donauufer entlangführte, war eine Unterscheidung nicht mehr möglich. An anderen Punkten sind die ausschließlich für den Grenzschutz auf Höhenzügen, Flusstälern etc. errichteten Wachtürme aber wieder klar von den meist im Limeshinterland aufgestellten Signaltürmen auseinanderzuhalten. Anhand des Bautyps unterscheiden sie sich jedoch nur sehr geringfügig. Wie die Grabungen zeigten, waren die meisten Türme wohl nur über eine Leiter zu betreten, die zum Eingang im ersten Stock führte.
Die archäologische Datierung von Wachtürmen zwischen Aquincum und Intercisa sowie im Raum um Lugio wird durch lokale Befunde und Inschriften gestützt, die von einer größeren Baukampagne während der Herrschaft des Commodus berichten. Die Steintürme aus der Zeit des Commodus waren – zumindest teilweise – von Mauern umgeben. Überwiegend waren sie aber nur durch Gräben gesichert. Bei dem um 230 reparierten und um 270 endgültig zerstörten Wachturm Visegrád-Várkert ließen sich sogar drei dieser Gräben feststellen.
Eine interessante mittelkaiserzeitliche Turmstelle wurde auch nahe der Fähre Pilismarot-Szob am Donauknie ergraben. Wie zahlreiche Skelettreste und weiteres Fundgut ergaben, war dieser Turm während der Markomannenkriege zerstört worden. Nach dem Ende der Kämpfe hatten die Römer den Platz zwar durch Planierung schon vorbereitet, jedoch dann nicht wieder neu bebaut. Ein weiterer Wachturm, der bereits die nächste Ausbauphase anzeigt, wurde gleichfalls nahe bei Pilismarot in Dömös-Tófenék ergraben. Der in Steinbauweise errichtete Turm entstand möglicherweise während der Regierungszeit des Kaisers Commodus (180–192). Die Station besaß als Besonderheit zwei größere angeschlossene Räume. Nahe dieser Stelle, bei Visegrád-Lepence, wurde ein weiterer mittelkaiserzeitlicher quadratischer 5 × 5 Meter großer Wachturm in Steinbauweise entdeckt, der aus der Zeit vor 214 n. Chr. stammte.

### Burgi
Für eine genauere Analyse eignen sich meist aber nur die spätrömischen Turmanlagen. Von allen römischen Grenzposten dieser Art sind die unzähligen steinernen Burgi – die erheblich größer waren als die Wachtürme der Prinzipatszeit – die heute am besten erhaltenen Hinterlassenschaften am pannonischen Limes. Zurzeit sind 14 solcher Anlagen für die Provinzen Pannonia I und Valeria bekannt. Die meisten dieser valentinianischen Turmbauten fanden sich um Brigetio und am Donauknie. Der erste Abschnitt dieser Wachturmkette hatte die Aufgabe, die aus dem Norden durch das Waagtal heranführende Straße zu überwachen, der zweite sollte eventuelle Angriffe melden, die aus Richtung des Limes Sarmatiae herangeführt wurden. Diese oft aus teilweise aus ihrer Umgebung herangeschafften Spolien errichteten Militärposten besaßen zumeist ebenfalls einen umlaufenden Wehrgraben, der in einem relativ großen Abstand zum Bauwerk als Annäherungshindernis ausgehoben wurde. Manchmal konnte auch noch eine Ringmauer nachgewiesen werden. Die Entfernung zwischen den Burgi betrug meist rund ein bis zwei Kilometer. Unter Umständen konnte dieser Abstand aber auch etwas geringer ausfallen. Wesentlich war auch bei diesen Grenzanlagen der Sichtkontakt zwischen den Posten. Viele dieser Burgi und Türme wurden, im Gegensatz zu ihren mittelkaiserzeitlichen Vorgängern, nicht in unmittelbarer Grenzlage, sondern entlang der Limesstraße errichtet, die sich in ihrem Verlauf teilweise weit vom Donauufer entfernte. Eine lückenlose Überwachung des Grenzgebietes war von diesen Stationen aus aber nicht möglich. Sie dienten daher in erster Linie als Signaltürme, um Nachrichten zu übermitteln. Diesen Wachtürmen war jedoch keine lange Lebensdauer beschieden, die meisten wurden wohl gegen Ende des 4. Jahrhunderts wieder aufgegeben, da das Fundmaterial an den Burgi in nachvalentinianischer Zeit meist komplett abbricht. Wann genau sie aufgegeben wurden, war nur mehr vereinzelt festzustellen, in der überwiegenden Mehrzahl wird dieser Zeitpunkt wohl mit der Räumung der pannonischen Provinzen durch die Römer (433 n. Chr.) zusammenfallen.
Typische Exemplare spätrömischer Wachtürme sind der Burgus Leányfalu, der Burgus Szentendre-Hunka und der Burgus Budakalász-Luppa csárda. Die Datierung lässt sich aufgrund von Bauinschriften sowie Ziegelstempeln teilweise sehr genau vornehmen. Bei Visegrád-Lepence zeigten zwei aufeinanderfolgenden Burgi Bauinschriften aus den Jahren 371 und 372. Daneben beweisen auch die Stempel der jeweiligen Oberkommandierenden, zumeist die des Frigeridus dux, der spätestens von 371 bis 373/374 n. Chr. die Kontrolle über die Provinz Valeria ausübte, dass die letzte Ausbauphase des pannonischen Donaulimes in diese Zeitperiode fällt.

### Militäranlagen im Barbaricum
Das Gebiet nördlich der Donau stand schon seit Beginn des 1. Jahrhunderts unter Herrschaft eines Verbundes germanischer Stämme, der sein Machtzentrum im heutigen Böhmen hatte. Im frühen 2. Jahrhundert bildete sich hier das regnum Vannianum aus, eine Vorstufe des späteren quadischen Staatswesens. Dieser markomannisch-quadische Raum geriet bald unter römischen Einfluss und führte zur Entstehung von – in unterschiedlichen Ausmaß von Rom abhängigen – Klientelstaaten, die die nördlichen Germanenstämme von der Donaugrenze fernhalten sollten. Da sich die römische Grenzabwehr im Laufe der Zeit von einer Flächen- hin zu einer Linearsicherung entwickelte, war die Schaffung einer vorgelagerten Pufferzone notwendig geworden. Hierfür boten sich die Klientelstaaten an, die bis zum Ausbruch der Markomannenkriege ihren Zweck auch weitgehend erfüllten.
Zum Schutz vor feindlichen Angriffen waren am Nordufer der Donau in Oberpannonien auch eine Reihe von Kastellen angelegt worden, meist im Zuge von Feldzügen als temporäre Marschlager. Alle diese Befestigungen standen an Wegen, die aus dem Inneren Germaniens an die Donau führten. Es handelte sich in der überwiegenden Zahl um Holz-Erde-Konstruktionen, die nur auf Luftaufnahmen deutlich zu erkennen sind. Die frühesten Exemplare (bei Pressburg-Theben, Staré Hradisko, und Mušov/Muschau-Burgstall) entstanden um 6 n. Chr., als Tiberius bei Carnuntum über die Donau setzte, um Krieg gegen den Markomannenkönig Marbod zu führen. Ab der mittleren Kaiserzeit wurden auch sie in Stein ausgebaut.
Römische Ziegelstempel, die im heutigen Mähren gefunden wurden, ließen ebenfalls auf dortige Militärbauten schließen. Allerdings hatten sie seltsamerweise keine Wehrmauern oder Türme, waren aber mit allem damaligen Komfort wie zum Beispiel Fußbodenheizungen ausgestattet (Stupava). Diese sekundär verwendeten Ziegel wurden in den großmährischen Siedlungen von Mikulčice (XIIII. Legion), in Sady, Staré Město (XIIII. Legion, GANI, C VAL CONST KAR) und bei Uherské Hradiště geborgen. Sie stammen vermutlich von älteren, abgerissenen Gebäuden, da ein Import zur Zeit des slawischen Reiches unwahrscheinlich ist. Für den ungarischen Archäologen Zsolt Mráv handelt es sich hierbei um Villen für verbündete Stammesoberhäupter, die von römischen „Gastarbeitern“ unter Trajan und Hadrian hochgezogen wurden. Anhand der Bebauungspläne lässt sich auf eine gleichzeitige Errichtung der Gebäude schließen. Wo Ziegelstempel der Legio XV Apollinaris geborgen werden konnten, mussten die Ziegel noch vor 114 n. Chr. geliefert worden sein. Im Gegensatz dazu hielt der Archäologe Frantisek Krizek diese weit auf das Territorium der Verbündeten vorgeschobenen Bauten sehr wohl für Militärstationen (praesidia), die zwar keine Verteidigungsanlagen besaßen, dafür aber mit allen notwendigen Einrichtungen für einen längeren Aufenthalt ausgestattet waren. Sie waren groß genug, um einen Numerus oder eine Vexillation beherbergen zu können. Sie auch mit den ansonsten üblichen Wällen und Gräben zu befestigen, erachtete man offenkundig als unnötig, da die Römer zu dieser Zeit eine lange Friedensperiode durchlebten und deswegen wohl keine feindlichen Überfälle zu befürchten hatten. Das Vorhandensein von transdanubischen Stützpunkten ist auch durch Reliefs auf der Mark-Aurel-Säule in Rom belegt. Praesidia wurden in Ober- und Niederleis, Stillfried an der March, Stampfen, Stupava und Milanovce archäologisch nachgewiesen, in Etsdorf am Wagram und Borinka standen wahrscheinlich nur Wachttürme. Ihre Besatzungen hatten vermutlich grenzpolizeiliche Aufgaben wahrzunehmen.
Mušov: Es war das am weitesten im Norden gelegene Kastell an der mittleren Donaugrenze und maß 60 m × 63 m im Quadrat. Zur Infrastruktur gehörten ein beheizbares Kommandantenhaus, ein 60 m × 63 m großes Bad, Kasernen und eine Wasserleitung. Das Lager war innerhalb einer keltischen Ringwallanlage errichtet worden, an Kleinfunden fanden sich vor allem Ziegelstempel der X. Legion.
Oberleis: Hier wurde eine quadratische, 59 m × 59 m messende und 80 cm breite Befestigung mit Kasernen und Kommandantengebäude (praetorium) ausgegraben, ein Brandhorizont könnte entweder von einer gewaltsamen oder einer planmäßigen Zerstörung durch die Römer selbst herrühren. Bemerkenswerterweise wurde hier auch eine Anzahl spätantiker Ziegelstempel des Dux Ursicinius aufgefunden, was auf eine Besetzung der Station in valentinianischer Zeit schließen lässt. Diese Befestigung war – wie auch die von Mušov, Stillfried an der March und dem benachbarten Stampfen – über einer vorrömischen Befestigungsanlage der Latènezeit errichtet worden.
Niederleis: Hier entdeckte man ebenfalls ein beheizbares Wohnhaus, dessen Ziegel von der X. Legion und der Cohors I Aelia Sagittariorum (Kastell Klosterneuburg) produziert wurden.
Stampfen: Das rechteckige römische Lager maß 65 m × 72 m und war mit einem Badehaus und ebenfalls mit einem Kommandantengebäude ausgestattet. Neben Kleinfunden fanden sich vor allem Ziegelstempel der X., XIV. und XV. Legion. Vermutlich wurde es um 180 n. Chr. aufgegeben oder zerstört.
Stillfried an der March: In diesem – nicht vollständig ausgegrabenen – Lager, das sich direkt an der Bernsteinstraße befand, stieß man auf einen Wehrgraben und Ziegelstempel der X. Legion, des Dux Ursicinius und weitere spätantike Exemplare aus einem Betrieb beim Kastell Arelape (4. Jahrhundert). Wahrscheinlich lebten hier auch Zivilisten und das Lager war bis in die Zeit Valentinians I. besetzt.
Stupava: Innerhalb einer 69,55 m × 65,40 m × 73,30 m × 64,85 m messenden und 75 bis 80 m breiten Umfassungsmauer stand ein Haus mit Innenhof und Fußbodenheizung, ein Badegebäude mit Wasserverteiler (castellum aquae). Die Ziegel stammen von der X. und der XIIII. und XV. Legion aber auch aus privat betriebenen Ziegeleien.
Milanovce: Diese Anlage bestand aus einem spätrömischen Wohngebäude von 21 m × 30 m, das vermutlich von einer Mauer und älteren Erdwällen umgeben war. Die sekundär verwendeten Ziegel stammen ursprünglich von der I. Legion Adiutrix sowie der X., XIIII. und XV. Legion. Einige Exemplare wurden auch privat produziert (Stempelaufdruck: LSEX und C AL CONST KAR) oder datieren in valentinianische Zeit.
In den Markomannenkriegen wurden von Oberpannonien aus vorübergehend bis zu 20.000 Mann in die angrenzenden germanischen Stammesterritorien verlegt und zu ihrer Unterbringung einige befestigte Lager errichtet. Wahrscheinlich hielten sich zusammengerechnet über 40.000 römische Soldaten zeitweise auf dem Gebiet der Markomannen und Quaden nördlich der Donau auf. Eine in einen Felsen geschlagene Inschrift zu Ehren der Siegesgöttin Victoria von Soldaten der Legio II Adiutrix unter Führung des Legaten Marcus Valerius Maximianus aus Zana bei Trenčín (Laugaricio) zeugt von der Anwesenheit eines Sonderkommandos dieser Legion, das aus rund 850 Mann bestand. Nach dem für die Römer siegreich beendeten Krieg war beiden Stämmen streng untersagt, sich auf einem an der Donau gelegenen, von ihnen genau festgelegten Grenzsaum anzusiedeln. Die am linken Ufer des Flusses errichteten mittelkaiserzeitlichen Kastelle von Iža-Leányvár, Budapest-Petöfi und Contra Aquincum dienten zur Kontrolle dieser Sperrzone, konnten aber langfristig das Einsickern der Germanen nicht verhindern. Über die Schaffung neuer Befestigungen im Barbaricum ist bis zum Ende des 3. Jahrhunderts nichts bekannt.
Zur Zeit Konstantins I. wurde zum Stammesgebiet der Sarmaten in der Ungarischen Tiefebene ein riesiges Schutzwallsystem aus Erdämmen angelegt (Limes Sarmatiae), das ein wichtiges Glied in einer großangelegten Verteidigungskonzeption war. Er sollte vor allem den enormen Druck vom pannonischen Donaulimes nehmen, die Germanenstämme von den Sarmaten trennen und feindliche Angriffskeile zu den gut bewachten und besonders stark befestigten Endpunkten der Erdwälle lenken. Diese wurden von der römischen Armee streng bewacht und das Wallsystem konnte so bis 378 n. Chr. seine Funktion weitgehend erfüllen. Die Anschlusspunkte des Wallsystems an den Limes und die untere Donau bei Djerdap und am Donauknie wurde durch den Neubau von Lagern (z. B. Ponte Navate/Visegrad und Castra ad Herculam/Pilismarot) verstärkt. Am unterpannonischen Limes kam es gleichfalls bei Rakovac zu derartigen Befestigungsarbeiten, vermutlich um so die Stadt Sirmium besser schützen zu können.
Im Zuge der Errichtung des Limes Sarmatiae änderte sich an den etablierten Kastellplätzen nur wenig. So wurde das dem Legionslager Brigetio gegenüberliegende mittelkaiserzeitliche Kastell Iža/Leányvár lediglich auf den damaligen Standard nachgerüstet und an drei Stellen mit fächerförmigen Ecktürmen ausgestattet, während mit Ausnahme der Porta praetoria die Tore – entsprechend vieler anderer pannonischer Kastelle – zugemauert wurden. In Pest wiederum entstand an Stelle des älteren Kastells zu einem unbekannten Zeitpunkt während der 1. Hälfte des 4. Jahrhunderts die 84 × 84 Meter messende Festung am Platz des 15. März (Contra Aquincum) mit ihren 3,4 Meter breiten Mauern sowie fächerförmigen Eck- und U-förmigen Zwischentürmen. Mit dem Kastell Göd-Bócsaújtelep am sarmatischen Limes hätte Rom sogar einen 30 Kilometer westlich liegenden Vorposten besessen, allerdings wurde die Festung aus unbekannten Gründen nie fertiggestellt. Anhand dieser größtenteils auch heute noch unüberbauten Anlage lässt sich gut der – allerdings nicht über das Stadium der Grundrissbestimmung hinausgekommene – Entstehungsprozess eines spätrömischen Steinkastells nachvollziehen.
Ein besonderes Merkmal der spätrömischen Grenzsicherung dieser Provinz sind die an beiden Donauufern errichteten befestigten Landungsstellen, die sog. Ländeburgi. Bis heute sind 14 solcher Anlagen auf dem Gebiet der Provinzen Pannonia I und Valeria bekannt geworden. An der Grenze der Pannonia II konnte bisher nur der Burgus contra Florentiam im Komitat Bács-Kiskun nachgewiesen werden. Sándor Soproni stellte fest, dass solche Burgi immer paarweise, auf beiden Seiten der Donau und sich direkt gegenüber angelegt wurden. Die meisten entstanden vermutlich in der Nutzungszeit des Limes Sarmatiae, von 324 bis 378 n. Chr. Die Ländeburgi der Provinz Valeria entstanden im Zuge von Baumaßnahmen zur Verstärkung des Limes unter Constantius II.
Speziell im Bereich des Donauknies haben sich etliche Ländeburgi, zumeist aus valentinianischer Zeit, erhalten. Hier grenzten einst die Stammesgebiete der Quaden und der Jazygen – beide Völker wurden von Rom als große Bedrohung eingeschätzt – an das römische Reich. In der Notitia Dignitatum werden sie als Burgus geführt. Sie dienten ebenfalls als Wach- und Signalstationen. Da man in einigen große Mengen verbrannten Getreides fand, könnten sie auch als regionale Erntespeicher fungiert haben. Diese kleinen Festungsanlagen weisen in Pannonien meist eine normierte einheitliche Bauweise (zentraler Turmbau mit zwei inneren Stützpfeilern und bis zum Flussufer verlaufende Flügelmauern mit kleinen Turmbauten an ihren Ecken oder Enden) und werden in der Fachliteratur auch als Brückenköpfe bezeichnet, da die Hauptaufgabe ihrer Besatzungen wohl darin bestand, wichtige Furten über die Donau zu sichern. Dadurch, dass viele bereits auf dem zum Barbaricum gehörenden Ufersaum oder den Donauinseln standen, war es den dort stationierten Soldaten außerdem möglich, von ihnen aus auch diese Grenzbereiche zu überwachen.
Eine der modernsten Untersuchungen fand am Burgus Dunakeszi statt. Insbesondere durch die große Menge an verbauten, wertvollen Spolien mit teils einzigartigen Inschriften wurde der nur mit Methoden der Unterwasserarchäologie untersuchbare Burgus Bölcske bekannt. In der einschlägigen Literatur wird insbesondere auch immer wieder die Ausgrabung des noch gut erhaltenen Burgus Verőcemaros-Dunamező hervorgehoben.

### Truppen
Oberpannonien wurde von einem kaiserlichen Legaten konsularischen Ranges verwaltet, die drei dort stationierten Legionen jeweils von einem Legatus legionis kommandiert. Der Statthalter Niederpannoniens war ein Legat prätorischen Ranges und zugleich Befehlshaber der einzigen Legion dieser Provinz. Durch die andauernden Kriege und Abwehrkämpfe entwickelten sich die pannonischen Truppen zu einer der kampfkräftigsten Heeresgruppen der Donauarmee, die zeitweise auch innenpolitisch eine große Rolle spielte.

#### Legionen
In der Zeit ihres Bestehens waren die pannonischen Kastelle von den Legionen und Auxiliareinheiten der pannonischen Provinzarmee (exercitus Pannoniae) besetzt. Die erste Besatzung Pannoniens bestand aus drei Legionen, die im Festungsdreieck Emona-Poetovio-Siscia stationiert waren. Das Donauufer war nur an einigen wichtigen Furten, wie z. B. Carnuntum, von Truppen bewacht. Als erste bezog die Legio XV Apollinaris dort ihr Quartier. Nicht für alle liegen aber epigraphische oder archäologische Zeugnisse für eine längere Anwesenheit in Carnuntum vor. So ist es möglich, dass die Legio X Gemina um 69 n. Chr. für kurze Zeit von der Legio VII Gemina abgelöst wurde. Auch die Legio XXII Primigenia könnte sich im späten 1. Jahrhundert dort aufgehalten haben. Weitere durch die Armee gesicherte Übergangsstellen befanden sich in Arrabona, Brigetio und Aquincum. 69 n. Chr. betätigten sich die Donaulegionen im – nach dem Tod Neros (54–68) ausgebrochenen – Bürgerkrieg (sog. Vierkaiserjahr) erstmals als Kaisermacher und verhalfen dem von 69 bis 79 regierenden Vespasian auf den Thron. Der schrittweise Umbau der Holz-Erde-Lager in Stein unter Kaiser Trajan, führte auch zur Etablierung der vier pannonischen Stammlegionen, die bis zum Ende der römischen Herrschaft als ständige Garnisonen in ihren Lagern verblieben. Dies waren die:
- Legio X Gemina in Vindobona,
- Legio XIV Gemina in Carnuntum,
- Legio I Adiutrix in Brigetio und die
- Legio II Adiutrix in Aquincum.

Um 100 n. Chr. wurde auch in Brigetio eine Legion stationiert. Nach der Ermordung des Pertinax wurde der Statthalter Oberpannoniens, Septimius Severus, 193 in Carnuntum von den pannonischen Legionen zum Kaiser ausgerufen.

#### Hilfstruppen
Für die Kämpfe im Vierkaiserjahr wurden auch Einheiten der Orientarmee des Vespasian zum Schutz des Donaulimes nach Pannonien verlegt, dazu zählte auch die aus Syrien stammende cohors II Italica die wohl zwischen 69/70 in Carnuntum lag. Die Grabinschrift eines Tubabläsers (tubicen) der Cohors I Montanorum aus Carnuntum deutet auf eine Anwesenheit dieser Truppe in der Mitte des 1. Jahrhunderts hin. Auch die cohors I Alpinorum könnte im Zuge des Pannonischen Aufstands als Unterstützung der Legio XV nach Carnuntum gelangt sein. Die spanische ala I Hispanorum Aravacorum stand schon seit vorflavischer Zeit zur Abwehr der germanischen Quaden in Pannonien, wo sie im Kastell Arrabona ihr Quartier aufgeschlagen hatte. In Carnuntum stand zu dieser Zeit wahrscheinlich eine Vexillation dieser Einheit. Angehörige der cohors XVIII Voluntariorum sollen sich in der ersten Hälfte des 2. Jahrhunderts außer in Kastell Cirpi auch in Carnuntum aufgehalten haben. Auch die teilberittene cohors I Ulpia Pannoniorum könnte sich unter Trajan um 123 im Kastell Solva und in Carnuntum befunden haben. Grabinschriften von Angehörigen verschiedener Auxiliareinheiten lassen auf Einsätze oder kurze Aufenthalte in oder nahe Carnuntum schließen. In Vindobona waren nicht ausschließlich Legionen, auch mindestens eine Hilfstruppeneinheit (Auxiliarkavallerie ala I Flavia Augusta) war dort nachweislich stationiert. Die Reitereinheiten waren wohl, wie schon erwähnt, in einem eigenen Kastell im 1. Bezirk untergebracht. Ziegelstempel von Hilfstruppen sind von der im 2. Jahrhundert in Carnuntum stationierten ala I Thracum und den Bogenschützen der cohors I Aelia sagittariorum vom Kastell Klosterneuburg für Wien bekannt. Die Reorganisation des pannonischen Limes nach den verheerenden Markomannenkriegen unter Kaiser Mark Aurel brachte eine Auffrischung und teilweisen Ersatz der Einheiten der pannonischen Armee mit sich. An der Grenze zu den Stammesgebieten der Sarmaten wurden vor allem Reiter- und Bogenschützenformationen in die Lager gelegt.
Militärdiplome aus der Mitte des 1. Jahrhunderts n. Chr. belegen die Anwesenheit zahlreicher Hilfstruppenkohorten in der Provinz. Ein Diplom aus 60 n. Chr. zählt insgesamt sieben dieser Kohorten auf, laut Inschriften waren außer diesen auch schon einige Reiteralen hier stationiert. Ein unter Kaiser Domitian ausgestelltes Diplom führt insgesamt 5 Alen- und 15 Hilfstruppeneinheiten in seiner Truppenliste an.
Liste der pannonischen Hilfstruppeneinheiten im 2. Jahrhundert:
- civium Romanorum = römische Bürger
- equitata = teilberitten
- milliaria = 1000 Mann stark

| Reiter | Reiter/Infanterie | Infanterie |
| --- | --- | --- |
| ala I Praetoria singularium civium Romanorum (Gardereiterei) ala I Hispanorum Aravacorum ala I Flavia Britannica milliaria civium Romanorum ala I Brittonum civium Romanorum ala I Cananefatium civium Romanorum ala I civium Romanorum ala I Augusta Ituraeorum ala I Thracum victrix ala I Ulpia contariorum milliaria cataphractarii (Panzerreiter) ala I Thracum veterana sagittariorum (berittene Bogenschützen) ala II Augusta Thracum ala III Augusta Thracum sagittariorum (berittene Bogenschützen) | cohors I Alpinorum equitata cohors I Montanorum equitata cohors I Noricorum equitata cohors I Ulpia Pannoniorum milliaria equitata cohors I Thracum Syriaca equitata cohors II Augusta Thracum equitata cohors II Alpinorum equitata cohors II Asturum et Callaecorum equitata cohors II Augusta Dacorum milliaria equitata cohors III Batavorum milliaria equitata cohors V Callaecorum Lucensium equitata cohors VII Breucorum civium Romanorum equitata | cohors I Brittonum cohors I Alpinorum peditata cohors I Campanorum voluntariorum civium Romanorum cohors I Lusitanorum Cyrenaica cohors I Thracum civium Romanorum cohors I Thracum Germanica cohors I Aelia Caesariensis sagittariorum milliaria (Bogenschützen) cohors I Aelia Gaesatorum sagittariorum milliaria (Bogenschützen) cohors III Lusitanorum |

#### Donauflotte
Eine weitere wichtige Teilstreitkraft für die Grenzüberwachung war die Classis Flavia Pannonica, die unter den flavischen Kaisern (69–96) gegründet worden war und mit veränderter Organisationsstruktur noch bis in das 5. Jahrhundert bestand. Die Flotte war nicht ausschließlich für die militärische Sicherung im Grenzgebiet tätig. Als Verkehrs- und Einfallsrouten eigneten sich auch viele der in die Donau mündenden Nebenflüsse, die es ebenfalls streng zu überwachen galt. Sie hatte daher auch diese schiffbaren Nebenflüsse freizuhalten und sollte garantieren, dass die Handelsrouten auf dem Wasser gefahrlos passierbar blieben. Daneben war sie noch für Transport- und Logistikaufgaben zuständig, die im Auftrag des Militärs durchgeführt wurden. Dazu zählte vor allem die Verschiffung von Baumaterial und Nachschubgütern. In Krisenzeiten hatten die Flottensoldaten als Brückenbaupioniere für einen sicheren Übergang der Landtruppen über die Donau zu sorgen.

#### Spätantike

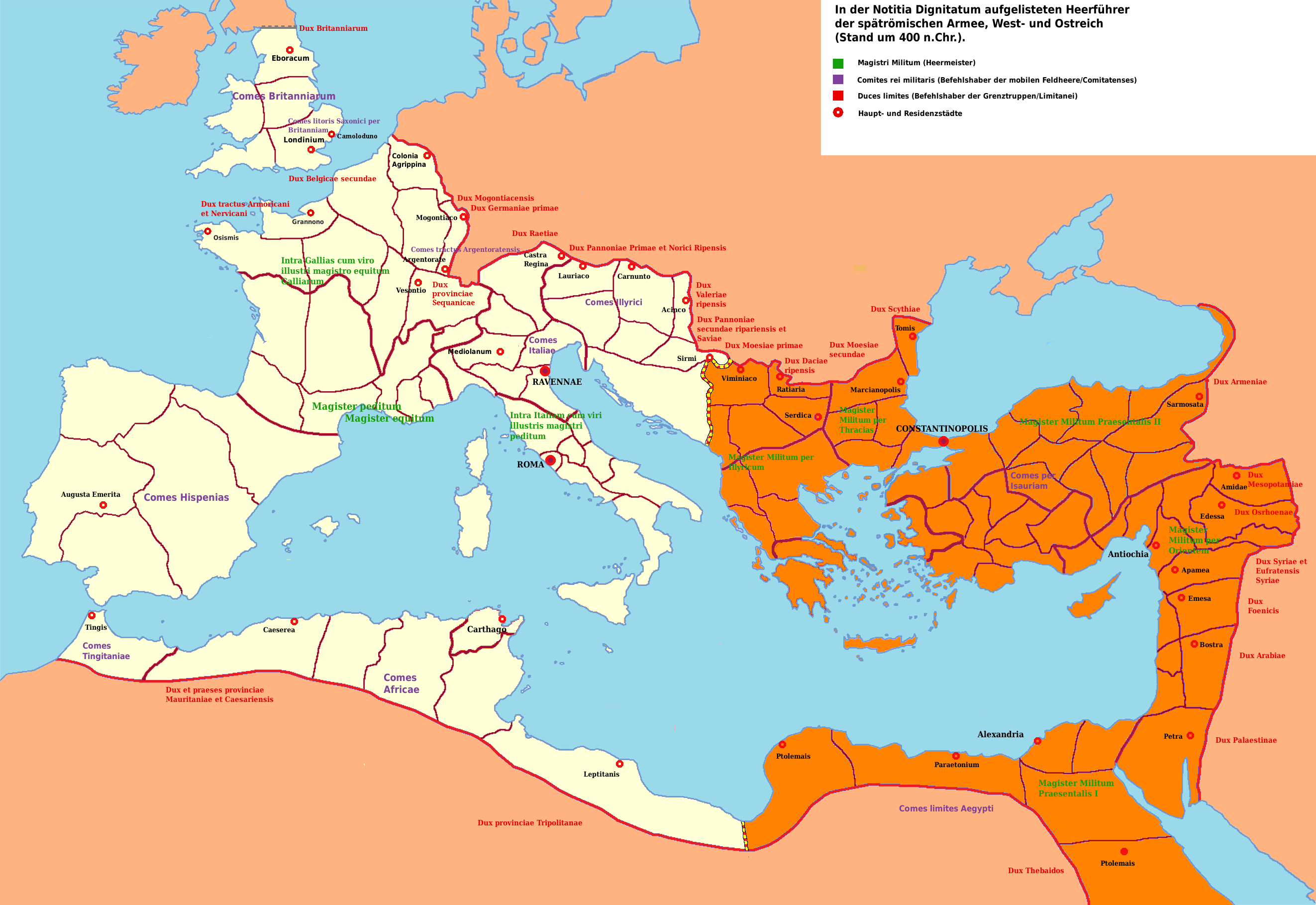
Befehlshaber der Comitatenses und Limitanei im 4. Jahrhundert n. Chr.

Unter den Kaisern Diokletian und Konstantin wurde das Heer in mobile Feldtruppen (comitatenses) und in ihrem Status geringere, stationäre Grenztruppen (limitanei bzw. ripenses) geteilt. Der Militärdienst wurde nun größtenteils erblich und die Grenzsoldaten bestellten neben dem Wachtdienst in den Kastellen mit ihren Familien auch ihre eigenen, von Steuern befreiten Bauernhöfe oder arbeiteten nebenbei als Handwerker. Die beiden Pannonien wurden zu dieser Zeit in vier Provinzen aufgeteilt, deren Truppen nun von Duces limites befehligt wurden:
- Dux Pannoniae Primae et Norici Ripensis (Heerführer der Pannonia I und Ufernorikum),
- Dux Valeriae ripensis (Heerführer der Ufervaleria) und der
- Dux Pannoniae secundae ripariensis et Saviae (Heerführer der Pannonia II)

Ersterer befehligte in Personalunion auch die vorher eigenständigen Einheiten des norischen Heeres. In außergewöhnlichen Krisenfällen wurde ein Comes Illyrici (Graf von Illyrien) zum Oberbefehlshaber aller an der oberen und mittleren Donau stationierten Truppen ernannt. Diese Heerführer sind – samt ihren Einheiten und Stationierungsorten – in der Truppenliste eines spätrömischen Staatsalmanaches aus dem Ende des 3. Jahrhunderts n. Chr., der Notitia Dignitatum, erwähnt. Diese Aufstellungen sind der letzte schriftliche Nachweis für die am pannonischen Limes stationierten Truppen.
Unter Valentinian I. wurde das römische Reich endgültig in eine westliche und östliche Reichshälfte geteilt, wobei die pannonischen Provinzen an das Weströmische Reich fielen. Nach der Eroberung Nordafrikas durch die Vandalen konnte die Regierung in Ravenna ihre Truppen aber nicht mehr regelmäßig bezahlen bzw. neue rekrutieren. Zu dieser Zeit deuten sich auch schon die ersten Auflösungserscheinungen am Limes an, da laut der Notitia Einheiten aus ihren Stammkastellen abgezogen und in andere Standorte versetzt, aber im Gegenzug offensichtlich nicht mehr nachbesetzt wurden. Die Folge war eine katastrophale Reduzierung der Grenzsoldaten, die nun als letztes Aufgebot zur Verteidigung von Italien gegen die Goten und Hunnen herangezogen werden mussten. Bis zur Mitte des 5. Jahrhunderts hatten die pannonischen Kastelle ihre militärische Bedeutung verloren und wurden der Zivilbevölkerung als Fluchtburgen (oppida) überlassen. Deren Verteidigung übernahmen Bürgermilizen. Die nun zum überwiegenden Teil aus barbarischen foederati bestehenden Restbesatzungen der regulären Armee (meist um die 50 Mann) zogen sich in turmähnliche Kleinkastelle/burgi (z. B. Gerulata, Cirpi) in den Lagerecken zurück. Diese seit dem Anfang des 4. Jahrhunderts systematisch auf dem Reichsgebiet angesiedelten Söldner verwischten allmählich die Grenzlinie zum Barbaricum und machten den pannonischen Limes schließlich überflüssig. Mit Übergabe Pannoniens an die Hunnen 433 n. Chr. löste sich die römische Armeeorganisation endgültig auf. Einige Einheiten wurden ins öströmische Heer übernommen.

#### Militärbetriebe
Das Militär unterhielt meist nahe an der Donau etliche Wirtschaftsbetriebe, die hauptsächlich den Bedarf an Gebrauchsgütern für die Truppen decken sollten. Zu diesen Betrieben gehörten Ziegeleien und Töpfereien. Die militärische Zugehörigkeit eines solchen Betriebes lässt sich in der Regel nur durch Ziegelstempel nachweisen. Östlich des Legionslagers Brigetio fanden sich die Überreste einer solchen Ziegelei sowie zwei seit der Regierungszeit des Kaisers Hadrian (117–138) existierende Töpferviertel, in der die sogenannte Legionsware hergestellt wurde. Zu den dort entstandenen Produkten gehören neben Massengebrauchswaren auch hochwertige Terra-Sigillata-Stücke sowie unter anderem Tonlampen. Auch am Donauknie, im Umfeld der Kastelle von Pilismarót, konnte eine im heutigen Dömös gelegene Legionsziegelei gesichert werden, welche – wie in Brigetio – die Legio I Adiutrix betrieb.

### Städte
Nach Etablierung der römischen Herrschaft in Pannonien wurde ein Teil der neuen Provinz in Civitates peregrinae bzw. nach latinischen Stadtrecht als Municipien organisiert und verwaltet, andere Flächen wurden eingezogen und zum Staatsgut (Ager publicus) erklärt. Auch im Umkreis der Limeskastelle bildeten sich bald zivile Siedlungsplätze aus, die zunächst noch unter militärischer Verwaltung standen. Die größten von ihnen entstanden um die Legionslager und wurden später zu Kolonien erhoben. Ihr häufig sehr weitläufiges Gebiet wurde in noch kleinere Subeinheiten, Pagus oder Vicus, unterteilt.
Carnuntum und Aquincum waren mit Abstand die größten Städte der Provinz und sind archäologisch am besten erforscht. Carnuntum wurde nach Teilung der Provinz durch Kaiser Traian (98–117 n. Chr.) die Metropole Oberpannoniens. Unter Kaiser Hadrian (117–138 n. Chr.) wurde sie zunächst zur autonomen Stadt zweiter Ordnung, dem Municipium Aelium Carnuntum, erklärt. Als Septimius Severus (193–211 n. Chr.) sich hier zum Kaiser ausrufen ließ, wurde sie schließlich als Dank für die Loyalität ihrer Bürger 194 n. Chr. in den Rang einer Colonia erhoben. Wie der keltische Name Vindobona annehmen lässt, dürfte der Platz schon lange vor Ankunft der Römer besiedelt gewesen sein. Die Zivilsiedlung wurde im Jahr 212 n. Chr. ebenfalls zum Municipium erhoben. Von den beiden Zivilsiedlungen, die sich beim Legionslager Brigetio entwickelten, stiegen nur die Canabae zu größerer Bedeutung auf. Flächenmäßig zwar nicht größer als die Zivilstadt, wurden sie unter Septimius Severus bzw. seinem Nachfolger Caracalla, oder vielleicht auch etwas später, zur Colonia erhoben. Der Name des benachbarten Municipium und einiger seiner Vorsteher sind durch mehrere Inschriften überliefert. Eine von ihnen nennt die Zivilstadt als Municipium Brigetio Antoninianum. Die Colonia Brigetio wird hingegen nur auf einer Inschrift erwähnt. Auch die Bedeutung von Aquincum wuchs beträchtlich, nachdem es im Jahr 106 n. Chr. zur Hauptstadt der neuen Provinz Pannonia Inferior bestimmt worden war. Zu ihrer Blütezeit hatte die Stadt vermutlich bis zu 60.000 Einwohner. Sie bedeckte eine Fläche von 380 m × 520 m und war von einer Doppelmauer umgeben. Durch die Verlegung der II. Legion nach Aquincum und die Einrichtung eines Statthaltersitzes expandierten Wirtschaft und Handel sehr rasch. Im Jahr 124 n. Chr. erhielt die Stadt die Rechtsstellung eines Municipiums, 194 n. Chr. wurde sie unter Septimius Severus ebenfalls zur Colonia erhoben. Die beiden Verwaltungsvorstände (vici magistri) wurden aus dem Kreis der Veteranen und der römischen Bürger, der veterani et cives Romani, ausgewählt. Von der Inschrift eines Weihealtars ist bekannt, dass, wie in den größeren Städten, auch in den Lagersiedlungen Kollegien gegründet wurden, die öffentliche Aufgaben übernahmen.

### Lagerdörfer
Die Militärsiedlungen bei den Legionslagern werden als Canabae, die bei den Auxiliarkastellen als Vicus bezeichnet. In ihnen lebten Einheimische, Handwerker, Händler und Angehörige der Soldaten. Der rechtliche Status dieser Plätze dürfte – zumindest in den Anfangsjahren – noch unklar gewesen sein, vermutlich waren sie aber rechtlich weitgehend autonom. Man benannte sie deshalb nach ihren Bewohnern wie z. B. territorium Matricensum oder Vetussalinensum, letztgenannte sind nur aus epigraphischen Quellen aus der Zeit des Kaisers Hadrian überliefert worden. Bis zum 4. Jahrhundert ist in Pannonien noch öffentliche und private Bautätigkeit zu erkennen. Die Zahl der Zivilisten nahm aber aufgrund der zunehmenden Unsicherheit und den großflächigen Verwüstungen in den pannonischen Provinzen immer mehr ab. Die letzten flohen in der Spätantike endgültig hinter die Kastellmauern und gaben ihre früheren Siedlungsbereiche auf. Die weitgehend zerstörten Zivilsiedlungen verloren schließlich ihren eigenständigen Status und wurden mit den Militärterritorien vereinigt. Sie bildeten im Verein mit diesen schließlich die sogenannten Limitanländereien, die den Grenzsoldaten (limitanei) zur steuerfreien Bewirtschaftung überlassen wurden. Die Gebäude verfielen, oder wurden abgerissen, die Areale teilweise als Bestattungsplätze verwendet. Nahe dem Kastell von Szentendre wurde eine frühchristliche Grabkapelle freigelegt. Häufig ist in Pannonien auch zu beobachten, dass sich spätantike Gräberfelder besonders nahe an den jeweiligen Kastellen befanden.
Am Ende des 20. Jahrhunderts fanden in den Lagerdörfern der Hilfstruppenkastelle von Arrabona, Albertfalva, Matrica und Intercisa umfangreiche Grabungen statt, die zeigten, dass die dortigen Vici eine Ausdehnung von 20 bis 30 ha erreichten. Ihr Siedlungsgefüge orientierte sich an der Limesstraße bzw. an den anderen zu den Lagern führenden Straßen, entlang dieser Zufahrtsstraßen entwickelte sich in mehreren Phasen die Gebäudebebauung. In den Fällen, in den nicht die Limesstraße selbst, sondern nur eine Abzweigung zum Lager führte wie in Annamatia, wurde das Areal zwischen Limesstraße und dem Kastell als Siedlungsplatz gewählt. Als die Kastelle nach den Markomannenkriegen am Ende des 2. Jahrhunderts in Stein neu aufgebaut werden mussten, geschah dies teilweise auch mit ihren Lagerdörfern. Die einzelnen Bauperioden und Zerstörungshorizonte der Zivilsiedlungen gingen auch immer mit denen der Kastelle konform. Die einheitliche Abfolge der Besiedlung ließ sich besonders in Budapest-Albertfalva mitverfolgen, bei dem die beiden Bauperioden auch eine Neuorientierung aller Gebäude des Vicus mit sich brachte. Die Vici legten sich meist an drei Seiten um die Lager und waren nicht von Befestigungsanlagen umgeben. Die Wohnhäuser wurden bevorzugt an den Hauptstraßen und so nahe wie möglich am Kastell aufgebaut, ihre Gebäude rückten dabei oft bis zu 20 m an die Wehrmauer heran. Für den Erwerb der Grundstücke, die dem Kastell am nächsten lagen, musste auch etwas tiefer in die Geldbeutel gegriffen werden. Ähnelten die Lagerdörfer aufgrund ihrer Holzbauweise (Grubenhäuser) anfangs noch stark den Dörfern der einheimischen Bevölkerung, so setzte hier nach Etablierung eines gewissen Wohlstandes, im späten 2. Jahrhundert ein fundamentaler Wandel in der Bautechnik ein. Ein Großteil der Häuser war ab diesem Zeitpunkt in Fachwerk und auf Steinfundamenten hochgezogen worden. Viele waren zusätzlich mit Wandfresken, Stuckverzierungen und Fußbodenheizungen ausgestattet. Ende des 2. Jahrhunderts wurden auch die Straßen im Bereich der Lagerdörfer mit einer Steinpflasterung versehen. An Gebäudetypen wurden neben den Wohnhäusern auch Scheunen, Werkstätten, Speicher/horrea, kleine Tempel (z. B. das Dolichenum in Adony), Herbergen/mansiones (Matrica) und Bäder/thermae (Intercisa) beobachtet. Nach Auffindung von diversen Inschriften wird angenommen, dass die Vici auch Ratsgebäude/curiae besaßen. Werkstätten, Speicherbauten und Herbergen lagen stets an den Siedlungsrändern. Heiligtümer wurden hingegen überall in den Vicusarealen angetroffen, das Mithräum von Nagytétény war sogar einige Kilometer vom Vicus entfernt. Die in der Regel von Soldaten errichteten öffentlichen Gebäude wie Bäder und Herbergen zählten meist zu den architektonisch anspruchsvollsten des Vicus.
Aufgrund der regelmäßigen Besoldung der Soldaten entwickelte sich in den Lagerdörfern ein blühendes Wirtschaftsleben. Der überregionale Handel brachte teure Importware aus weit entfernten Provinzen zu ihren offensichtlich zahlreichen Abnehmern in den pannonischen Lagerdörfern wie ein beim Kastell von Tac gefundenes Terra-Sigillata-Depot belegt. Neben dem Handel spielte aber auch das Handwerk (Eisen- und Bronzeverarbeitung, Töpferei, Glasproduktion) und die Landwirtschaft für die Bewohner eine große Rolle. In größeren Auxilliarvici waren auch Steinmetzbetriebe ansässig. Bei der Agrarproduktion taten sich besonders Landgüter/villae rustica hervor, wie man sie beispielsweise bei Matrica und Intercisa fand.
Die Einwohnerschaft pannonischer Lagerdörfer bietet oft ein recht buntes Bild. In der Regel überwog aber das indigen-keltische Element. Dies belegen epigraphische bzw. archäologische Funde, wie z. B. Spätlatene-Keramik. Im Vicus von Solva (Esztergom) wurden nachweisbar die Bewohner des früheren Oppidums auf den Burgberg angesiedelt. Zur zweiten Gruppe zählten zugereiste Kaufleute nebst ihren Angehörigen und Freigelassene/liberti. Die dritte und größte Bevölkerungsgruppe bildete aber der Anhang der im Lager stationierten Soldaten. Ab der Regierungszeit des Septimius Severus durften auch die noch im aktiven Dienst stehenden Soldaten bei ihren Familien in den Lagerdörfern leben. Besonders die Stationierung ethnisch unterschiedlicher Truppen beeinflusste die Zusammensetzung der Einwohnerschaft, so z. B. im Kastell Szentendre und in Dunaújváros, wo eine syrische, oder im Kastell Százhalombatta-Dunafüred (Matrica), wo eine Abteilung Mauren ihren Dienst tat. Ihre Angehörigen waren ähnlicher Herkunft und lebten in den jeweiligen Vici dieser Kastelle. Ihre Anzahl war aber nicht sehr hoch und schon nach ein oder zwei Generationen waren sie meist von der angestammten Bevölkerung vollständig assimiliert worden.

### Limesstraße
Die wichtigste Quelle über das Fernstraßennetz des Römischen Reiches ist die Tabula Peutingeriana, die mittelalterliche Kopie einer spätantiken Straßenkarte. Aber auch aufgrund älterer und jüngster archäologischer Befunde sowie der Anfertigung von Luftaufnahmen war man in der Lage, den Verlauf der pannonischen Limesstraße in einigen Abschnitten auf einer Länge von 30 bis 40 Kilometern zu verfolgen. Da sich aber das Flussbett der Donau seit der Antike mehrmals durch Hochwasser und Flussregulierungen geändert hat, ist eine vollständige Rekonstruktion des Trassenverlaufs heute nicht mehr möglich. Einige moderne Straßenbauten folgen auch heute noch der einstigen Trasse dieser bedeutendsten römischen Straße in Pannonien.
Neben der für den Transport von Wirtschaftsgütern wichtigen Donau sollte die gutausgebaute Straße vor allem schnelle Truppenbewegungen ermöglichen. Anlage und Unterhalt der Limesstraße fiel ebenfalls in den Aufgabenbereich des Militärs, da die Benutzung der Straße in erster Linie den Truppen vorbehalten war. Vermutlich wurde hierfür jeder am Limes stationierten Einheit ein Straßenabschnitt zur regelmäßigen Wartung zugewiesen. Die Limesstraße verband die Kastelle untereinander und bildete in manchen Fortifikationen auch die Lagerhauptstraße, die Via principalis. Signaltürme wurden für gewöhnlich an der rechten Straßenseite errichtet, die Wachtürme hatten nur Verbindung zur Limesstraße, wenn sie unmittelbar am Donauufer entlangführte. Sehr schnell nutzte aber der Handelsverkehr ebenfalls die militärischen Infrastrukturen, welche auch gute Verkehrsanbindungen ins Hinterland boten.
Die römischen Ingenieure waren bemüht, die Straße so nahe wie möglich am Flussufer entlangzuführen. Sie besaß einen mit Erde und Geröll dicht gepackten, rund 0,80 Meter tiefen Unterbau und eine mit Kies und gelöschtem Kalk befestigten, 8 bis 10 Meter breiten Oberflächenbelag. Eine Steinplattenpflasterung konnte bisher nur innerhalb der Siedlungsplätze nachgewiesen werden. An beiden Rändern befand sich jeweils ein Abzugsgraben, der das Regen- und Schmelzwasser sammelte und ableitete. Wo es das Gelände notwendig machte, wurden Hindernisse umgangen oder mittels aufgeschütteter Fahrdämme überbrückt, deren Reste sich teilweise bis heute erhalten haben, aber auch vollkommen gerade Straßenabschnitte von einer Länge bis zu 20 Kilometern sind bekannt. Anhand dieser Baumaßnahmen können durch die Luftbildarchäologie auch nachträgliche Veränderungen an der Trassenführung beobachtet werden, die im Laufe der Jahrhunderte als notwendig erachtet wurden. Meilensteine, vielfach noch in situ aufgefunden, trugen oft propagandistische Inschriften und gaben daneben auch die Entfernungen, jeweils gerechnet von den wichtigsten pannonischen Städten, in römischen Meilen an. Sie lieferten auch wertvolle Anhaltspunkte zur Nachverfolgung des antiken Straßenverlaufes und zur Entfernungsmessung. Mit Hilfe dieser Meilensteine gelang es unter anderem auch, drei Straßenverläufe südlich von Dunaújváros exakt zu datieren (3. Jahrhundert n. Chr.). Zur Infrastruktur einer großen römischen Heerstraße gehörten auch die zahlreichen Rast- und Wechselstationen (Mansiones). Hier konnten unter anderem Meldereiter und die Wagen des staatlichen Postdienstes ihre Pferde wechseln sowie notwendige Reparaturen vornehmen lassen. Den Reisenden war es möglich, hier zu übernachten, zu speisen und zu baden.
Noch lange nach der Räumung Pannoniens durch die römischen Truppen garantierten ihre sehr robust aufgebauten Straßen der Bevölkerung – insbesondere auch im Winter – ein sicheres und bequemes Fortkommen. Sie wurden meist noch bis weit ins Mittelalter intensiv genutzt und sind entlang der Donau noch heute teilweise unter Feldern, Feldwegen und modernen Straßenkörpern gut auszumachen.

## Heutige Situation

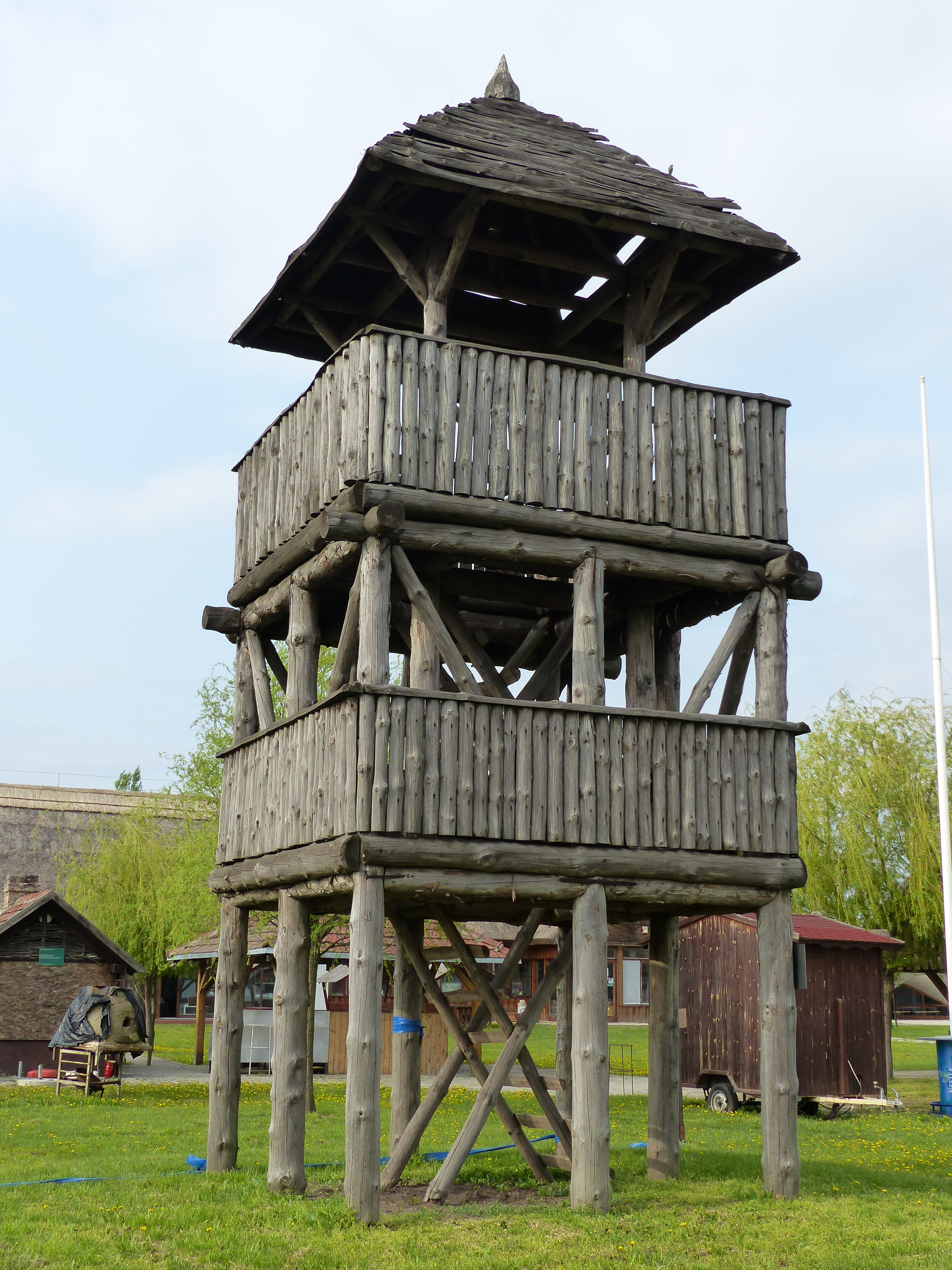
Rekonstruktionsversuch eines Wachturmes im Archeopark, Polgár, HU (4. bis 5. Jahrhundert)

Eine große Zahl von römischen Bauwerken ist heute entlang des pannonischen Limes zumindest abschnittweise bekannt und wissenschaftlich untersucht. Viele dieser Baureste, von denen aufgrund des jahrhundertelangen Steinraubs zumeist nur der Fundamentbereich erhalten blieb, konnten anschließend erschlossen und der Öffentlichkeit zugänglich gemacht werden. Die bedeutenden Funde aus diesen Grabungen sind in regionalen und zentralen Museen entlang der Donau zu besichtigen. Im Speziellen die von Menschenhand meist bewusst verursachten Zerstörungen des 20. und 21. Jahrhunderts, die Regulierungsbemühungen an der Donau seit dem 19. Jahrhundert, aber auch die natürlichen Kräfte des Flusses haben mehr an Substanz vernichtet, als es der mittelalterliche Steinraub je vermocht hätte. Somit waren etliche donaunahe Objekte schon zu Beginn der wissenschaftlichen Forschungen vollständig verschwunden. Viele wichtige Fragen zu den Bauten und Funden, im Speziellen Datierungsansätze, werden bis heute von der Wissenschaft noch kontrovers diskutiert.
Auf Initiative des Archäologen und Limesexperten Zsolt Visy wurde der ungarische Teil des pannonischen Limes während der XIX. Internationalen Limeskonferenz in Pécs 2003 als zukünftiges UNESCO-Welterbe nominiert. Auch die Slowakei möchte eine UNESCO-Anerkennung für ihren Limesabschnitt mit Hilfe des länderübergreifenden Projekts „Danube Limes – UNESCO World Heritage“ (Donaulimes – UNESCO-Welterbe), dem neben Ungarn auch Österreich angehört, erreichen.
Neben den seit der Jahrtausendwende finanziell immer schwächer ausgerüsteten staatlichen Stellen konnten wichtige Maßnahmen zur Erhaltung einiger ausgewählter antiker Stätten nur mit Hilfsgeldern des Kulturprogramms der Europäischen Union geleistet werden.